# Lost (Fernsehserie)
Lost ist eine US-amerikanische Fernsehserie, die von den Überlebenden eines Passagierflugzeugabsturzes und dessen Folgen auf einer Insel im Pazifik handelt. Lost ist als Mystery-Serie mit einer durchgängigen Handlung konzipiert. Die Spannung wird durch immer neue Enthüllungen – und daraus resultierende veränderte Betrachtungsweisen der Serie und einzelner Szenen – erzeugt, wobei verschiedene Aspekte der Handlung nach und nach miteinander in Verbindung gebracht und verknüpft werden.
Zu den erhaltenen Auszeichnungen gehören ein Golden Globe sowie acht Emmys, einer davon als Beste Dramaserie im Jahr 2005. Die Serie startete am 22. September 2004 auf dem US-amerikanischen Network ABC. Die letzte Staffel endete in den USA am 23. Mai 2010. Die Serie wurde auch im deutschsprachigen Raum ausgestrahlt.
Showrunner der Serie, und somit Hauptverantwortliche für den Handlungsverlauf, waren Damon Lindelof und Carlton Cuse. Produziert wurde Lost von den ABC Studios, J. J. Abrams’ Produktionsfirma Bad Robot Productions und Grass Skirt Productions.

## Geschichte und Produktion

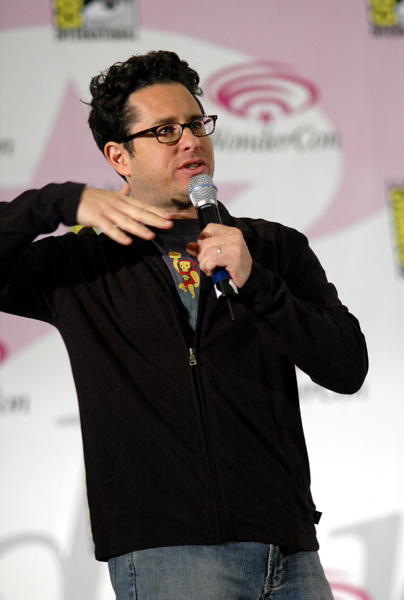
J. J. Abrams, einer der Schöpfer von Lost

### Entstehung
Die Entwicklung der Serie begann im Januar 2004, als Lloyd Braun, damaliger Chef von ABC, bei Spelling Television ein Script basierend auf den Konzepten von Herr der Fliegen, Cast Away und der Reality-Show Survivor in Auftrag gab. Zunächst schrieb der Autor Jeffrey Lieber eine Pilotepisode mit dem Titel Nowhere. Braun war mit dem Ergebnis jedoch nicht zufrieden und kontaktierte J. J. Abrams, der ein neues Drehbuch verfassen sollte. Dieser willigte unter der Bedingung ein, übernatürliche Elemente einbauen zu dürfen. Gemeinsam mit Damon Lindelof entwickelte Abrams den Serienstil und die Figuren sowie die Serien-Mythologie und die Plot points. Da Darstellerauswahl und Drehbuchentwicklung für den Pilotfilm aufgrund des engen Zeitplans parallel erfolgten, konnten einzelne Rollenkonzepte gezielt auf die jeweiligen Darsteller zugeschnitten werden. Der unveröffentlichte Original Cut des Pilotfilms unterscheidet sich in einigen Szenen vom Final Cut.
Die Dreharbeiten zum Pilotfilm fanden am Mokulēʻia-Strand in Oʻahu, einer Insel Hawaiis, statt. Der Pilotfilm war die bis dahin teuerste US-amerikanische Fernsehproduktion von ABC. Zwischen 10 und 14 Millionen US-Dollar kosteten die ersten beiden Episoden. Allein das Verfrachten der Trümmer der Lockheed L-1011 TriStar auf die Insel kostete über eine Million Dollar. Wegen dieser hohen Kosten entließ der ABC-Hauptaktionär Disney das für den Bereich Entertainment verantwortliche Vorstandsmitglied Lloyd Braun, der die Serie genehmigt hatte. Am 22. September 2004 wurde die erste Episode auf ABC ausgestrahlt und konnte eine Zuschauerzahl von 18,6 Mio. verbuchen.

### Verlauf und Hintergründe

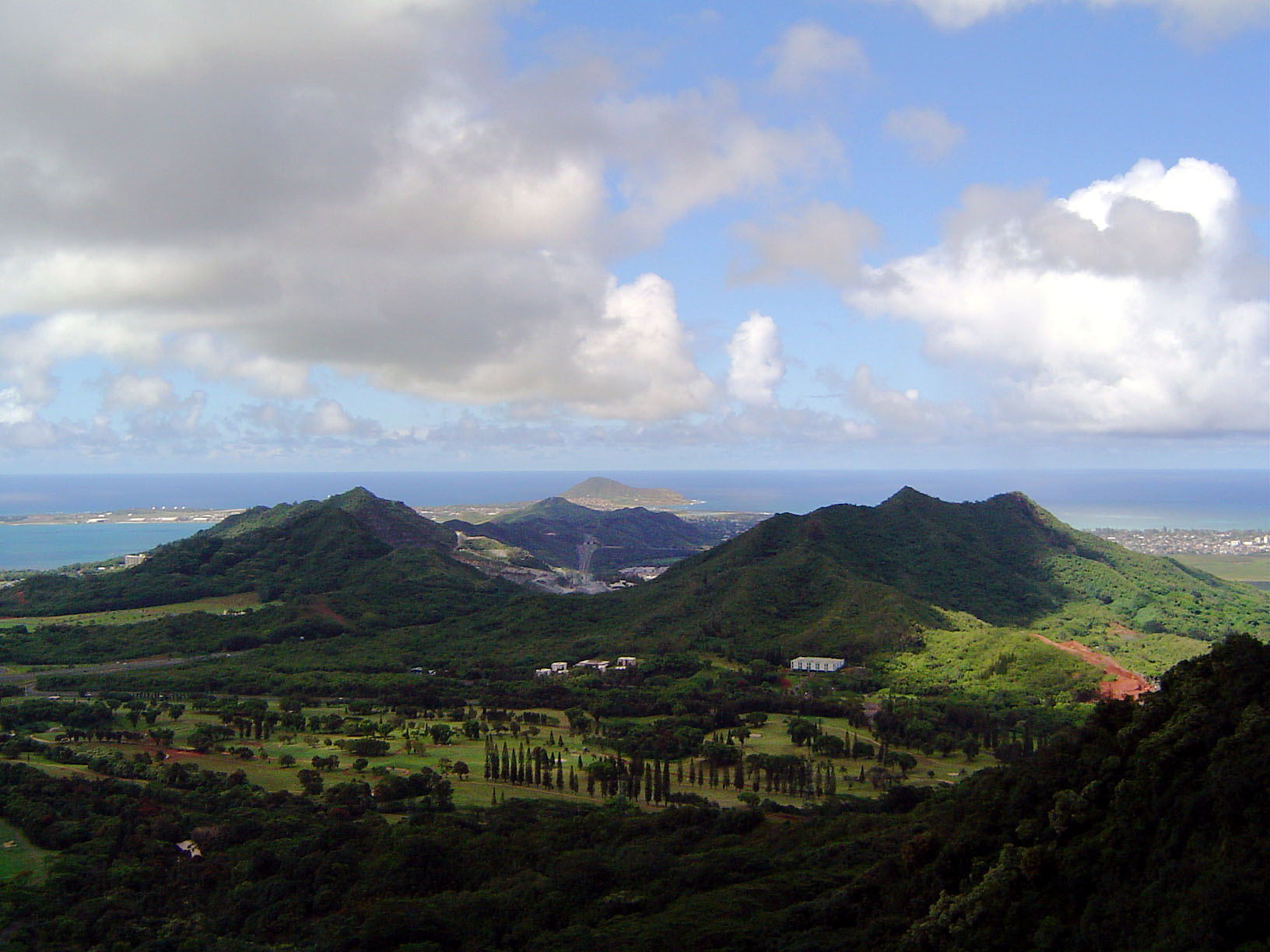
Blick über Oʻahu, den Drehort der Serie

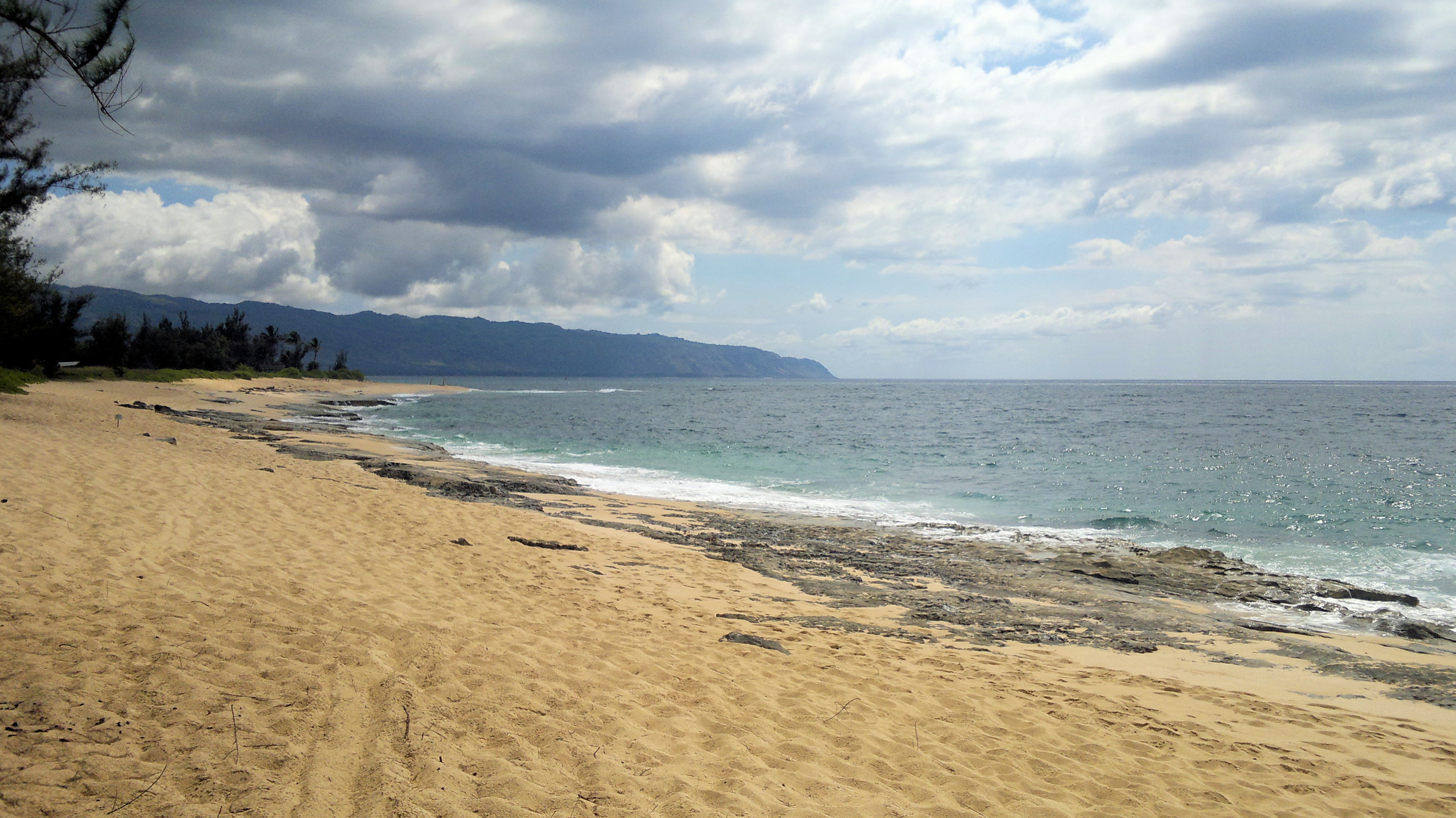
Strand im Norden Oʻahus, an dem die Überlebenden in der Serie ihr Lager errichteten

Lost wurde im 35-mm-Filmformat mit Hilfe von Panavision-Kameras gedreht. Drehort war größtenteils Oʻahu. Nach dem Pilotfilm wechselte man vom Mokulē'ia-Strand an andere abgelegene Strände der North Shore. Die Höhlenszenen in der ersten Staffel wurden in einem isolierten Raum in einem alten Lagerhaus von Xerox gefilmt. Einige Innenszenen wurden zudem im Hawaii-Filmstudio abgedreht. Für Szenen, die sich nicht auf der Insel abspielten, wurden verschiedene Schauplätze in und um Honolulu genutzt.
Schon von Produktionsbeginn an wurde großer Wert auf die Geheimhaltung der Mysterien in der Serie gelegt. So waren lediglich Lindelof, Cuse und Abrams in das übergeordnete Storykonzept der Serie eingeweiht.
Am 21. September 2005 begann die Erstausstrahlung der zweiten Staffel. Zwischen Staffel 2 und 3 wurde dann das Alternate Reality Game The Lost Experience durchgeführt, bei dem sich Fans aktiv beteiligen konnten.
Am 4. Oktober 2006 begann die Erstausstrahlung der dritten Staffel. In dieser Staffel änderte man das Ausstrahlungsschema – die Staffel wurde nun in zwei Blöcken ausgestrahlt. Dadurch sollte verhindert werden, dass die Zeitspanne zwischen den einzelnen Episoden zu groß ist (mehr als eine Woche). Dieser Umstand in Staffel 2 wurde mehrmals von Seiten der Fans kritisiert. Die ersten sechs Episoden wurden nun am Stück ausgestrahlt, bevor man in die Winterpause ging. Die restlichen Episoden folgten dann im Frühjahr 2007, ohne größere Unterbrechungen zwischendurch. Im Lauf der dritten Staffel kam auch der große Einfluss der Fans auf Inhalte der Serie zum Vorschein. So wurden zwei der in dieser Staffel eingeführten Nebenfiguren, Nikki und Paulo, wegen Antipathien seitens der Fans aus der Serie gestrichen, bzw. sie mussten in der Serie sterben.
Im Juni 2007 verkündeten die Verantwortlichen, dass drei weitere Staffeln von Lost geplant seien. Sie würden jedoch nur noch 16 Episoden beinhalten und jeweils Anfang des Jahres ohne größere Unterbrechungen ausgestrahlt werden. Damit kam ABC dem Wunsch der Produzenten nach, ein festes Ende der Serie zu beschließen, womit man die verbleibenden Handlungsstränge besser planen könne. 2010 sollte die Serie demnach enden. Das Ende sollte dabei die logische Konsequenz aus allen Staffeln sein.
Im August 2007 begann die Produktion der vierten Staffel. Durch den Autorenstreik der Writers Guild of America wurde sie im November 2007 unterbrochen. Bis dahin konnten 8 der geplanten 16 Episoden abgedreht werden. Trotzdem begann die Ausstrahlung der Staffel am 31. Januar 2008. Am 12. Februar 2008 ging der Streik offiziell zu Ende und die Produktion der restlichen Episoden konnte weitergehen. Wegen des Zeitmangels wurden jedoch nicht mehr alle ursprünglich geplanten Episoden gedreht. Statt der geplanten 16 musste die Staffel auf 13 Episoden reduziert werden, wobei die letzte Episode wieder die doppelte Länge einer regulären Episode aufwies. Im Januar 2008 wurde zudem – nach The Lost Experience – ein weiteres Alternate Reality Game namens Find815 durchgeführt, um die Zeit bis zum Start der vierten Staffel am 31. Januar zu überbrücken.
Die fünfte Staffel startete am 21. Januar 2009 auf ABC und umfasste 17 Episoden. Ab dem 2. Februar 2010 lief die finale, sechste Staffel auf ABC, welche am 23. Mai 2010 nach 18 Episoden endete.

### Darsteller und Rollen
Zu Beginn zählte der Hauptcast von Lost 14 Darsteller, womit er zu dieser Zeit zu den größten Casts im US-amerikanischen Prime-Time-Fernsehen zählte.

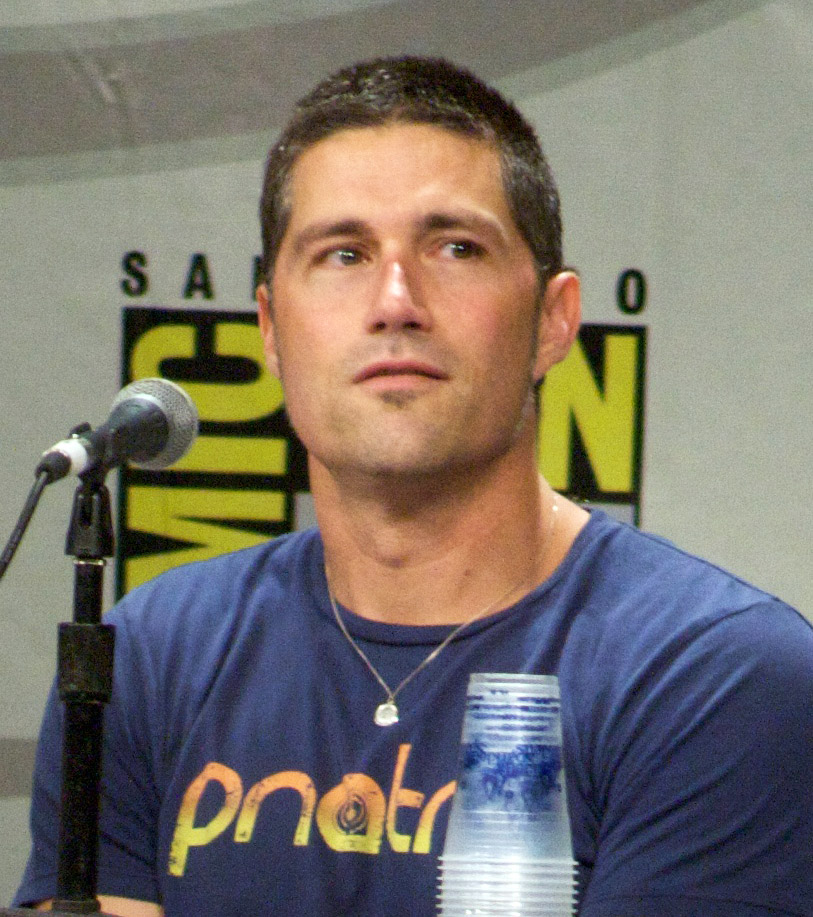
Matthew Fox spielt Dr. Jack Shephard
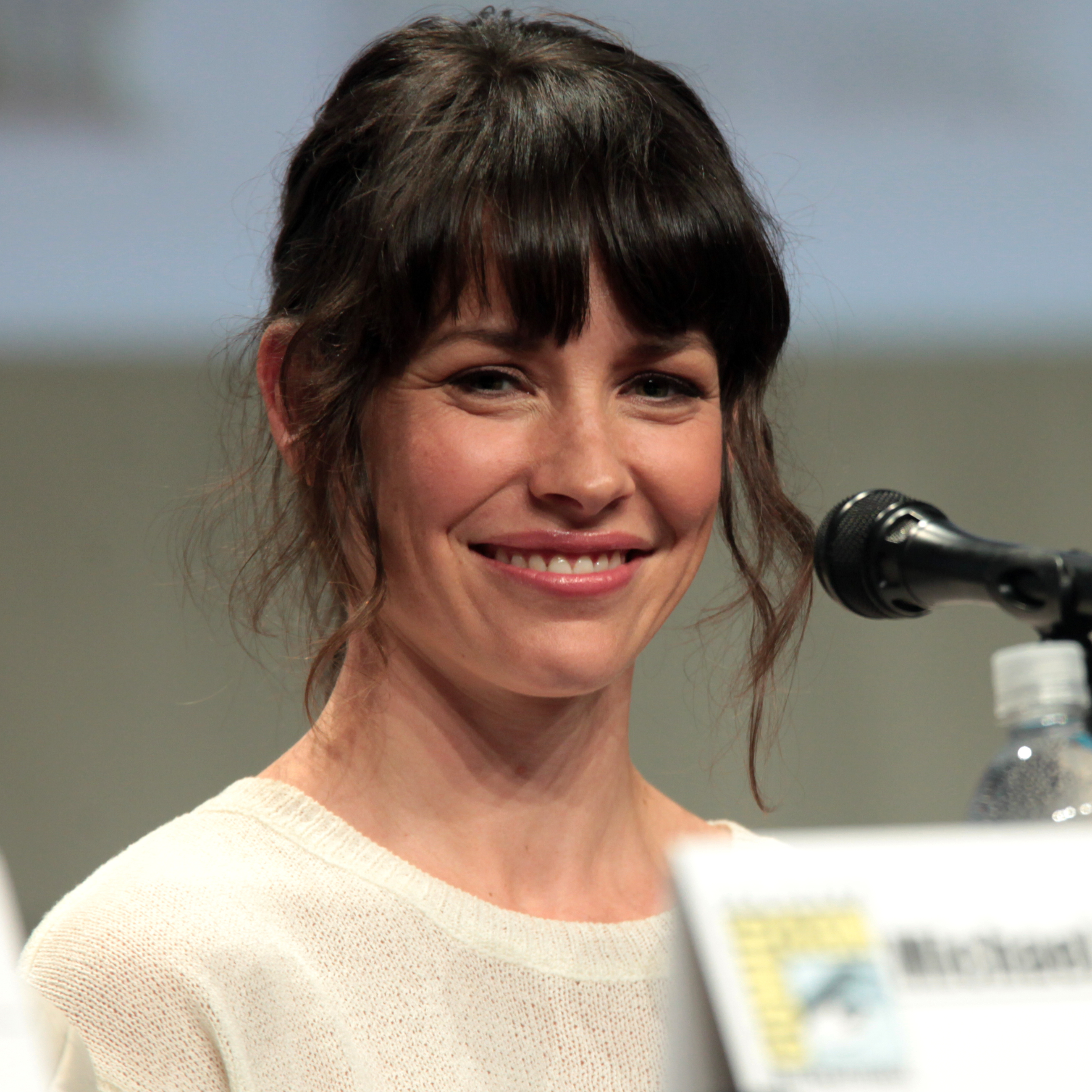
Evangeline Lilly spielt Kate Austen
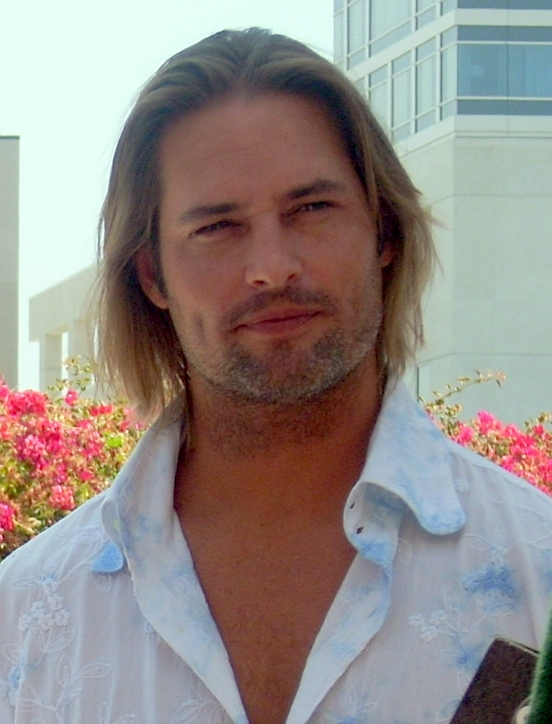
Josh Holloway spielt James „Sawyer“ Ford
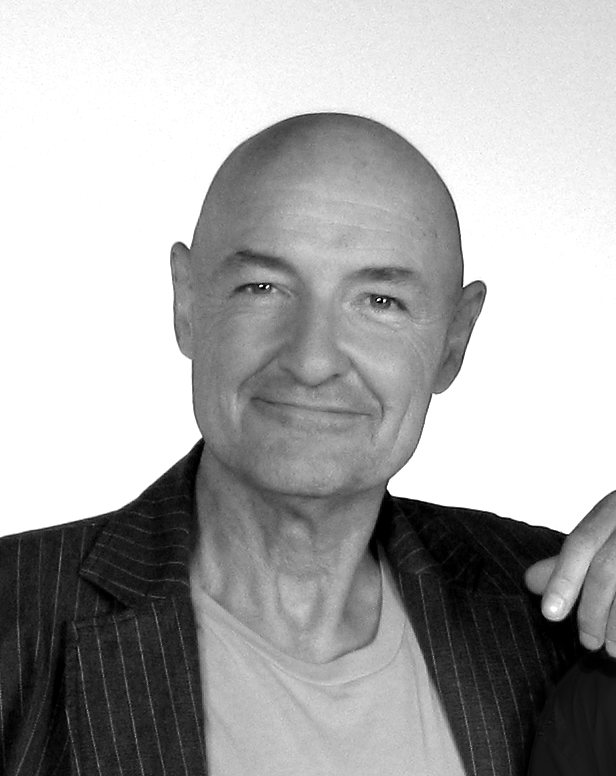
Terry O’Quinn spielt John Locke
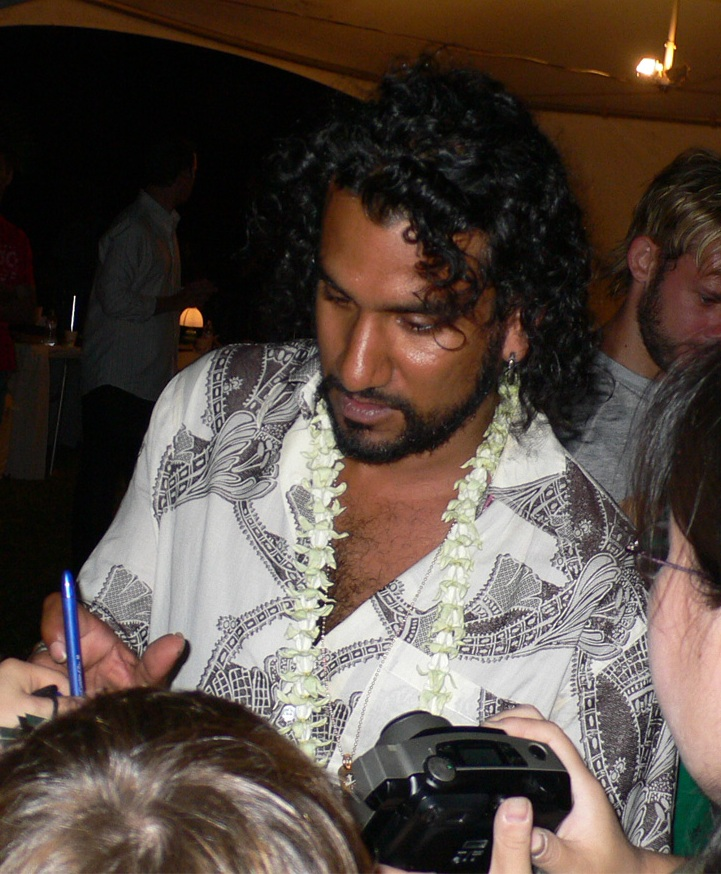
Naveen Andrews spielt Sayid Jarrah
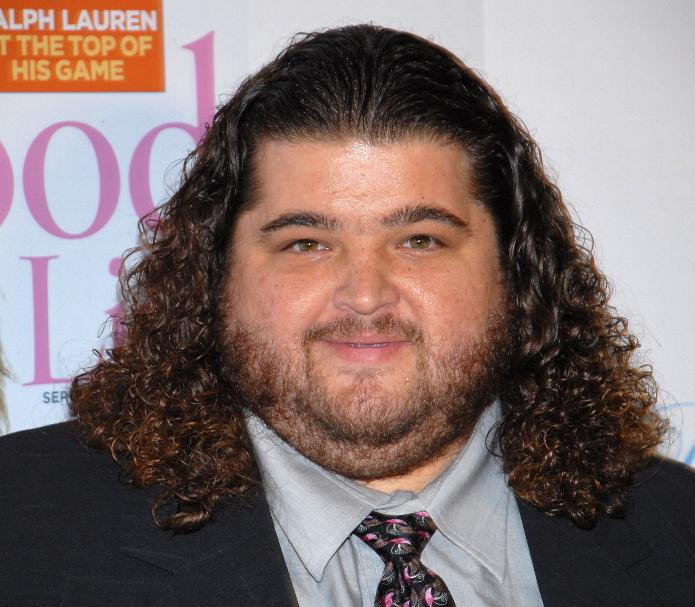
Jorge Garcia spielt Hugo „Hurley“ Reyes
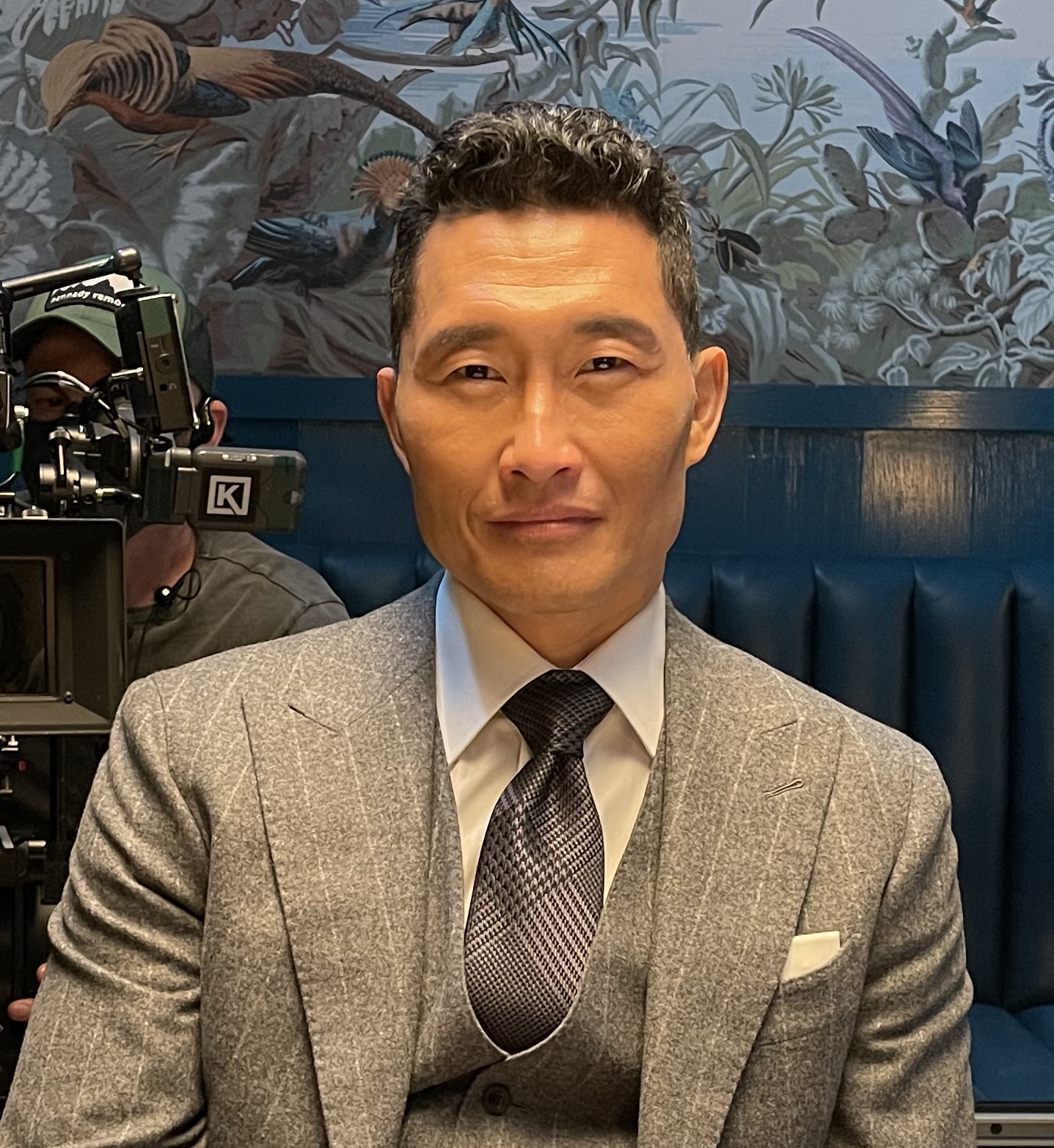
Daniel Dae Kim spielt Jin-Soo Kwon
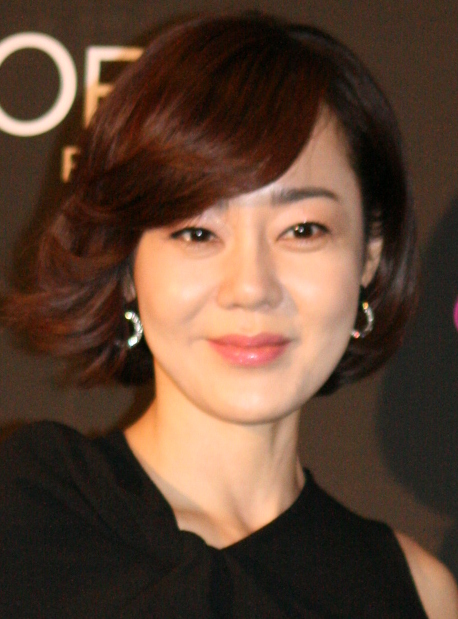
Kim Yoon-jin spielt Sun-Hwa Kwon
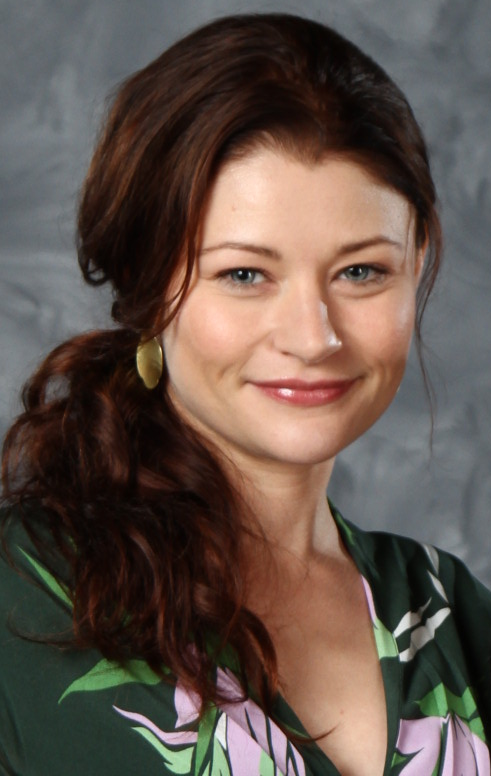
Emilie de Ravin spielt Claire Littleton
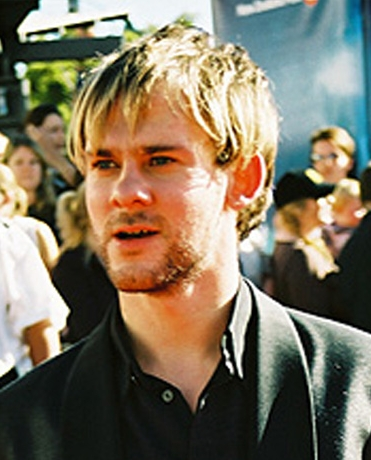
Dominic Monaghan spielt Charlie Hieronymus Pace
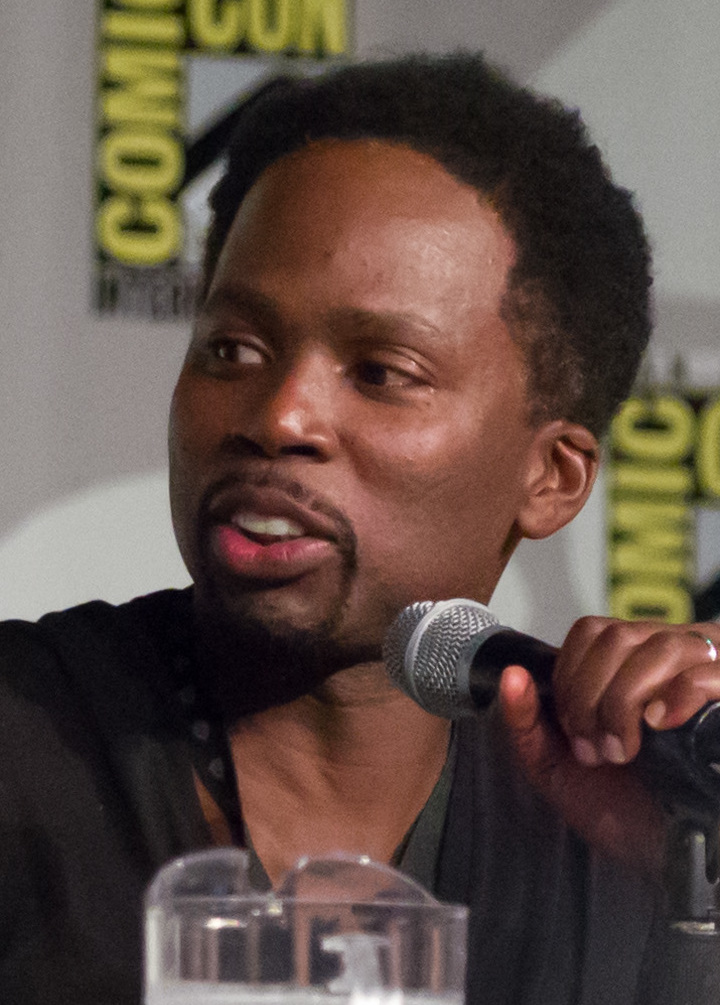
Harold Perrineau, Jr. spielt Michael Dawson
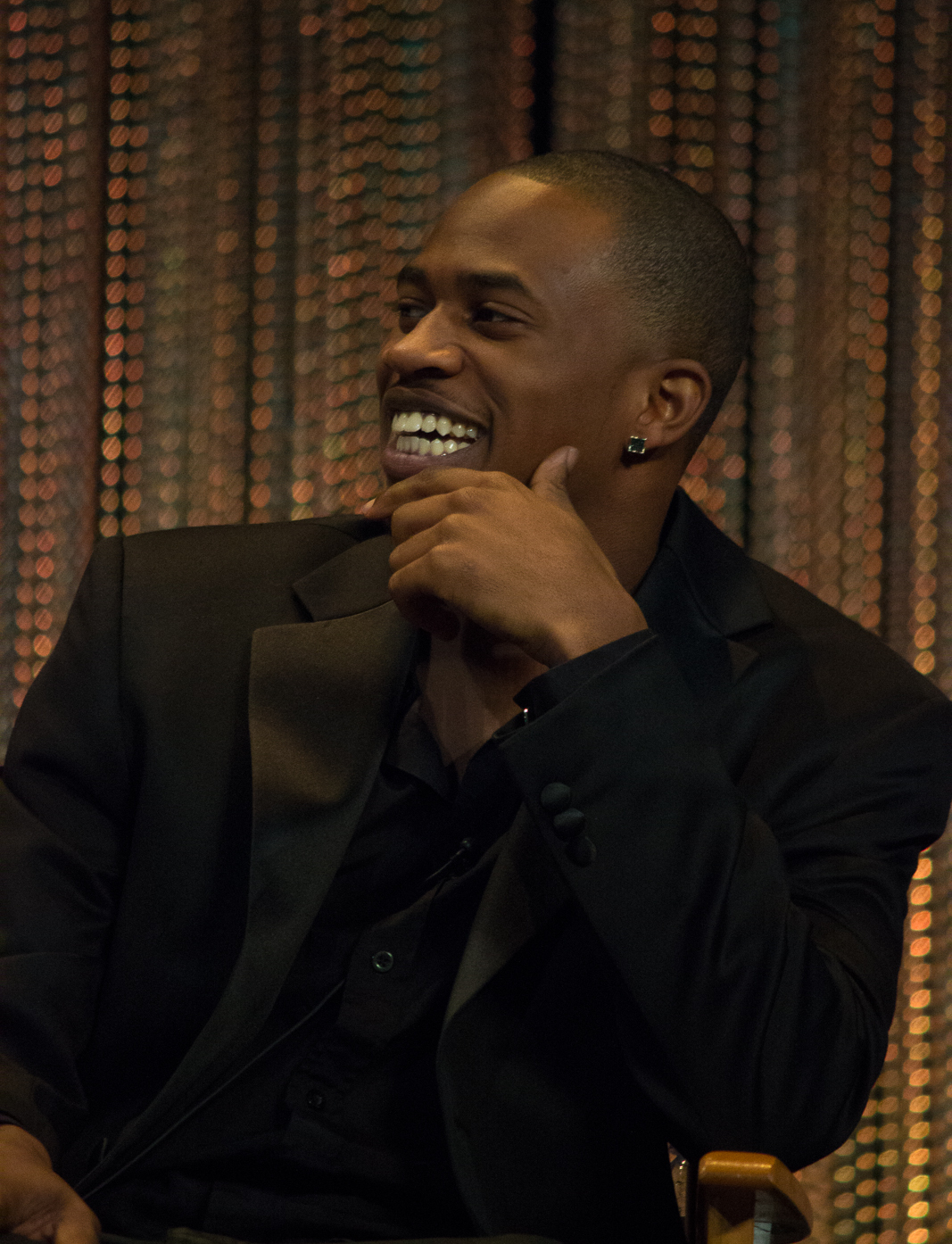
Malcolm David Kelley spielt Walter „Walt“ Lloyd
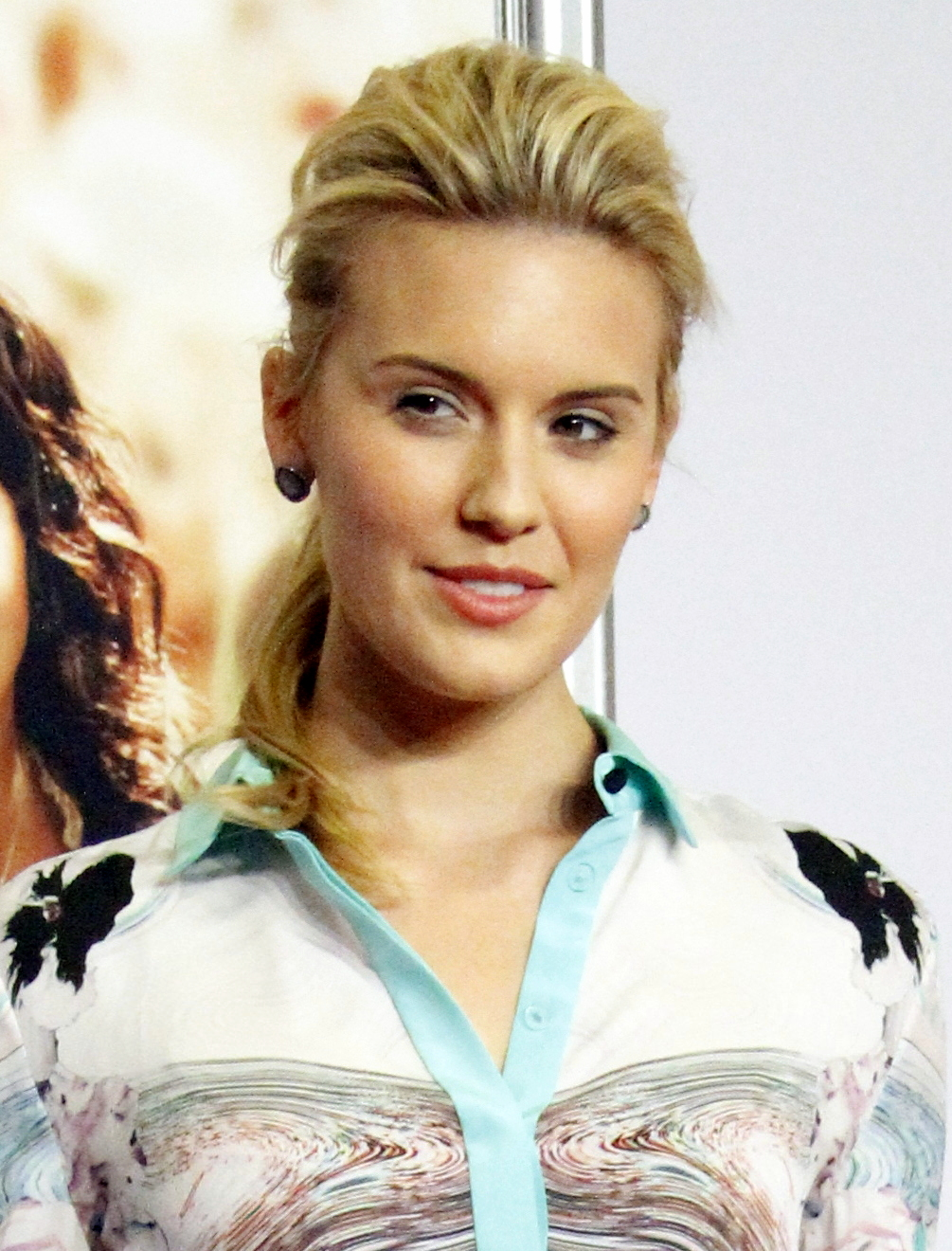
Maggie Grace spielt Shannon Rutherford
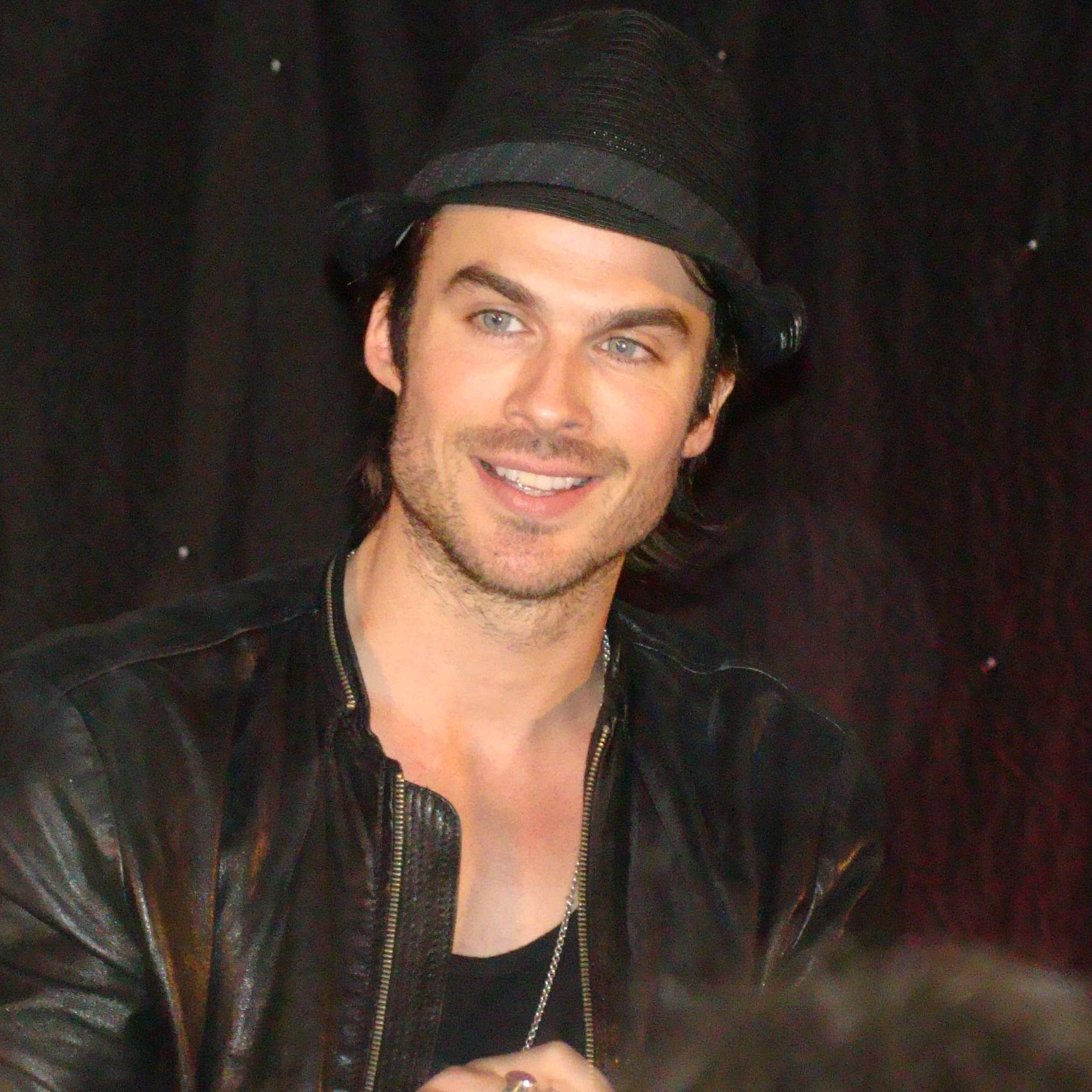
Ian Somerhalder spielt Boone Carlyle
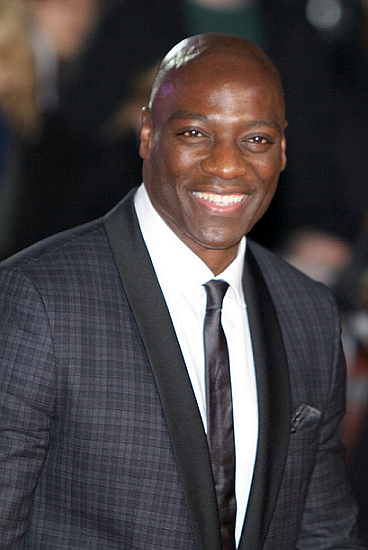
Adewale Akinnuoye-Agbaje spielt Mr. Eko
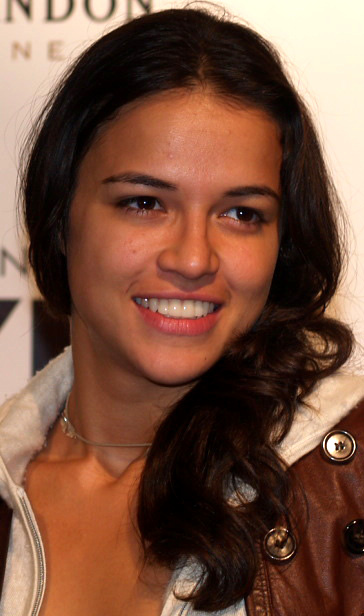
Michelle Rodríguez spielt Ana Lucia Cortez
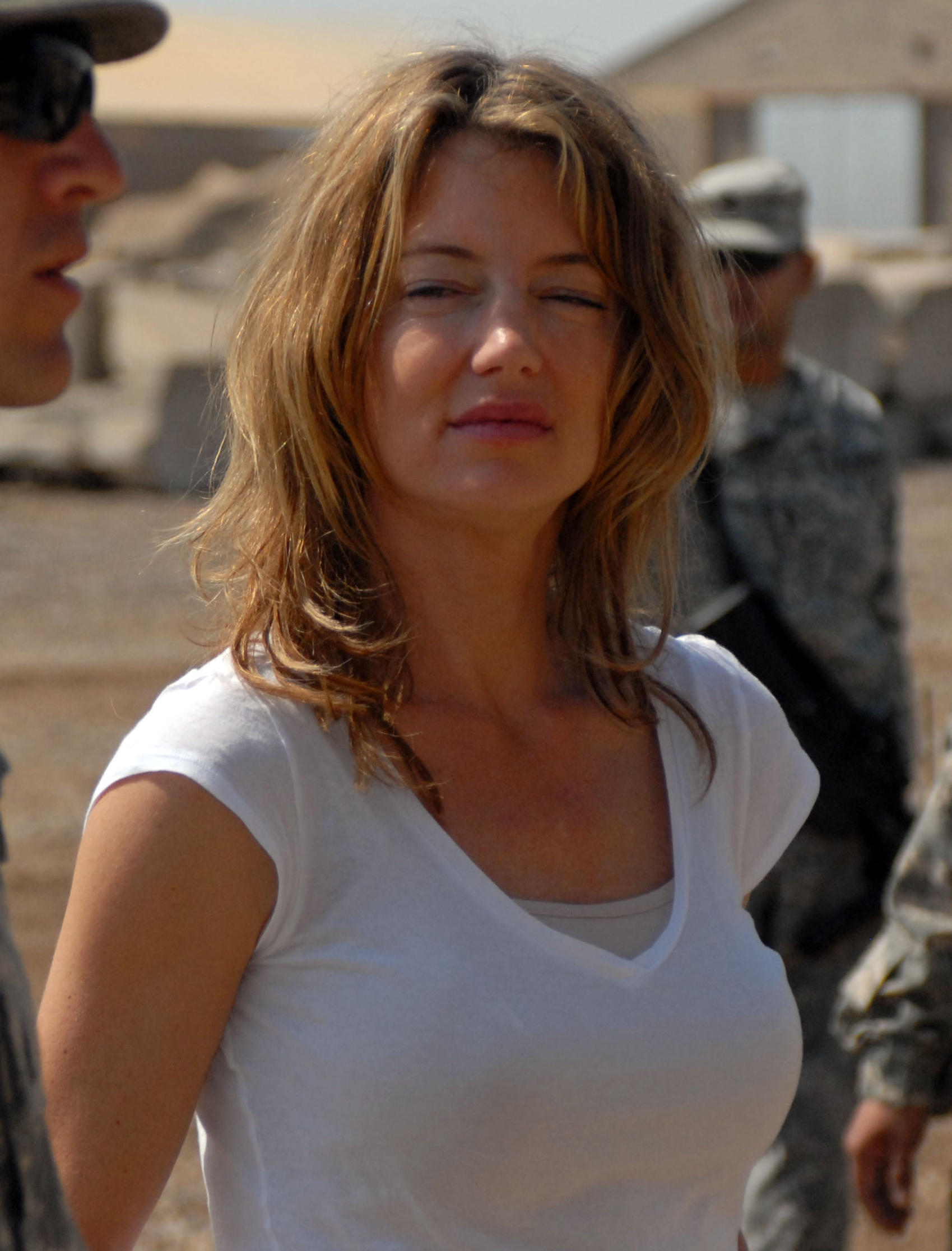
Cynthia Watros spielt Elizabeth „Libby“ Smith
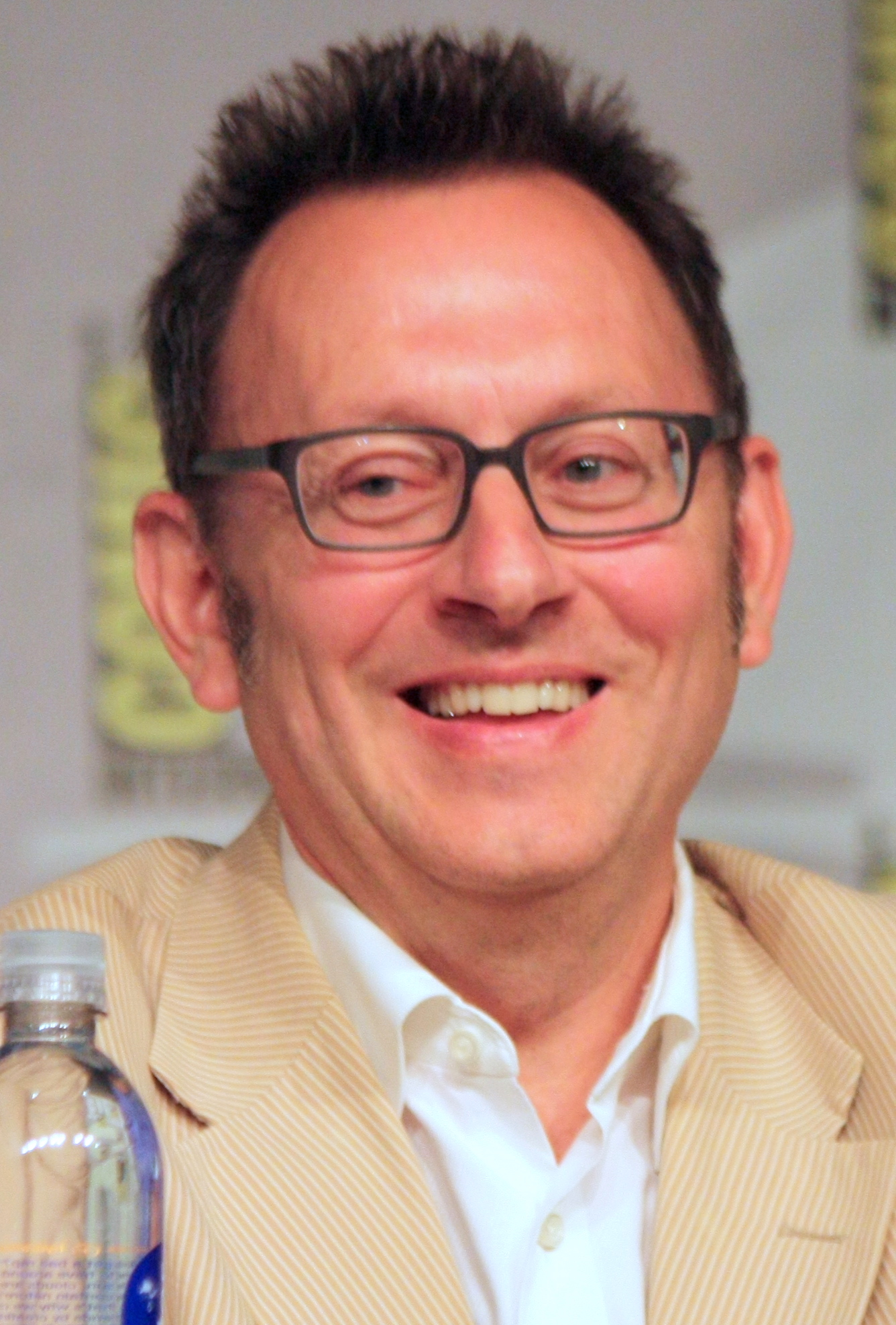
Michael Emerson spielt Benjamin „Ben“ Linus
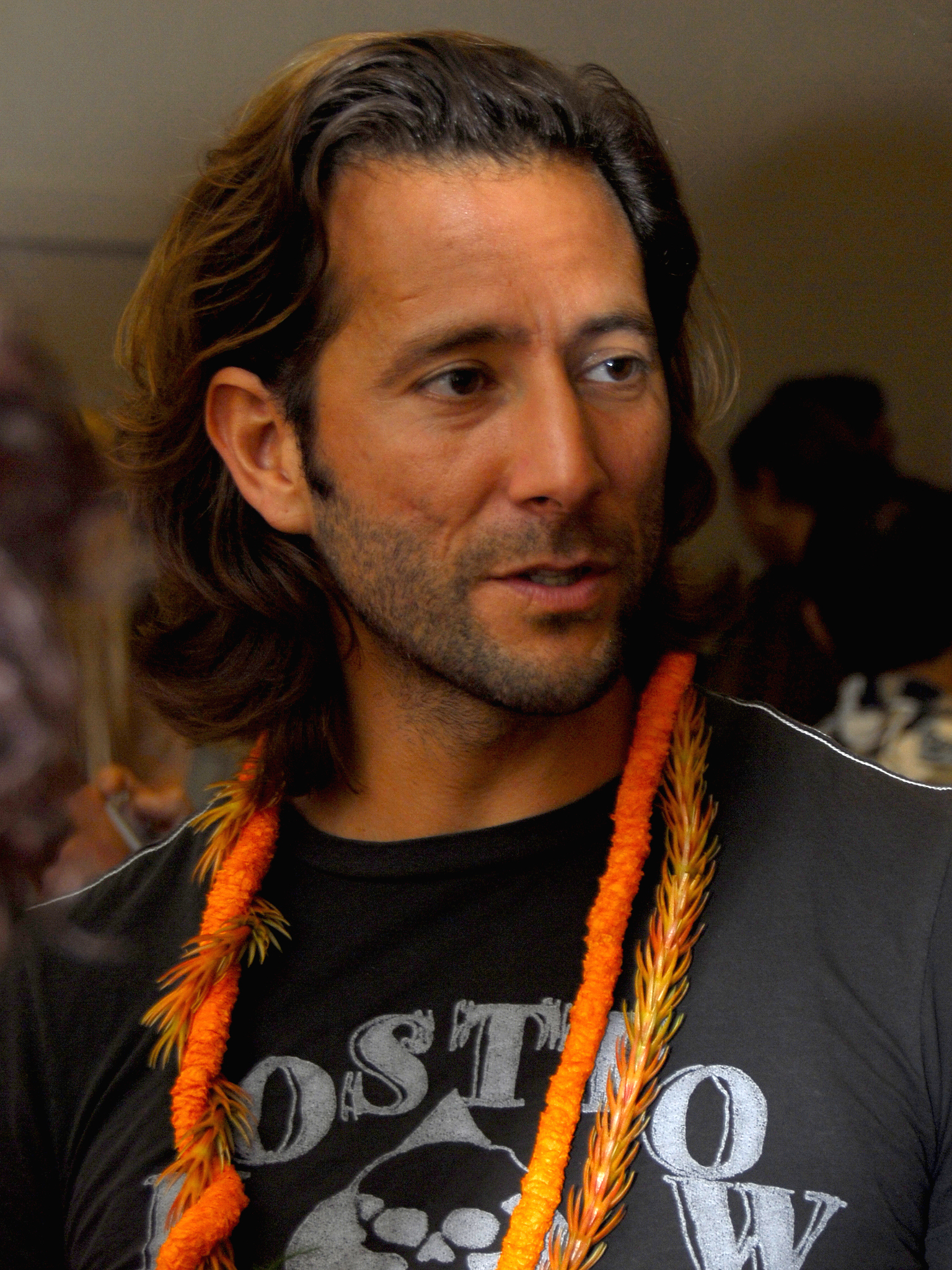
Henry Ian Cusick spielt Desmond David Hume
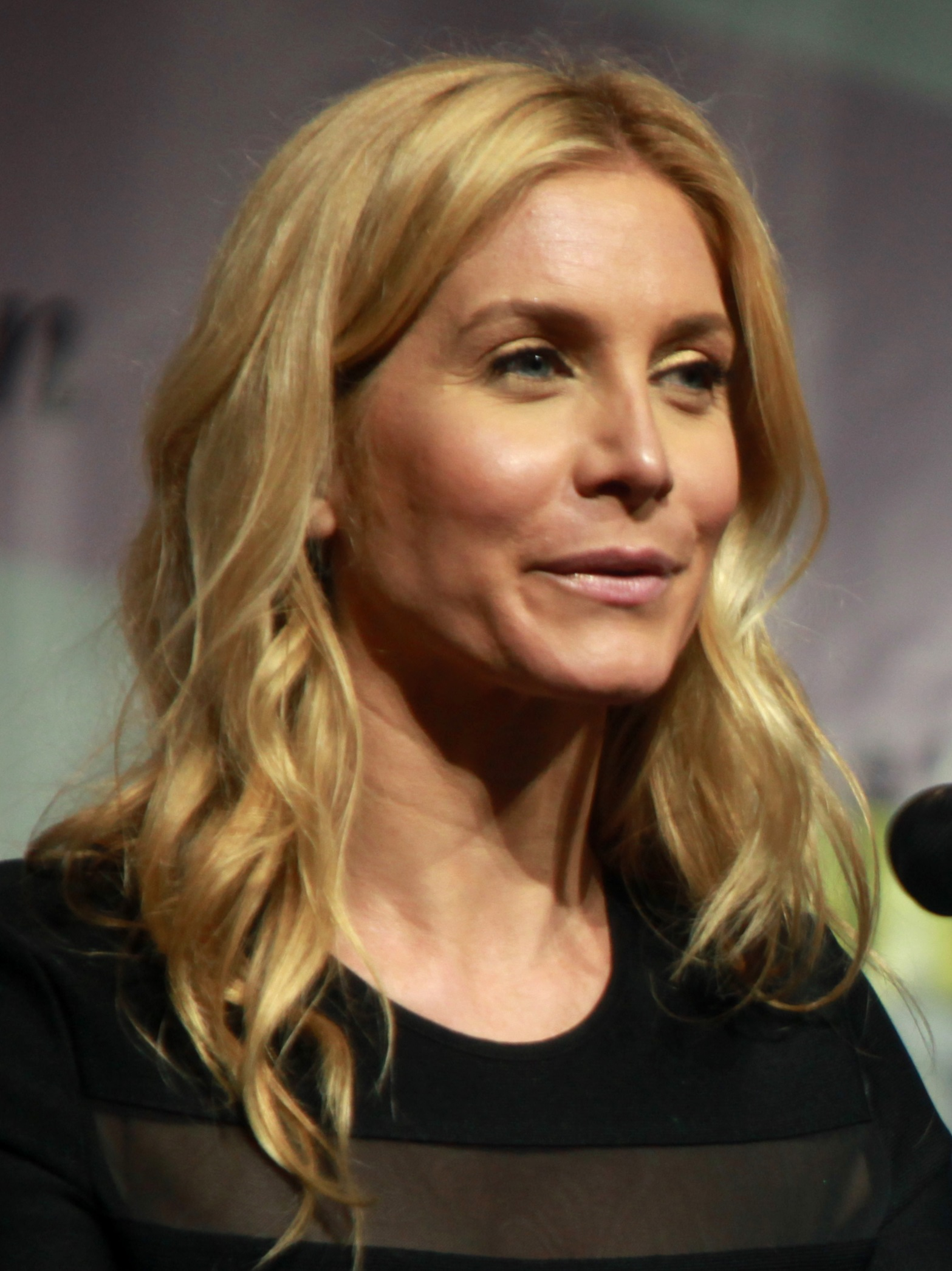
Elizabeth Mitchell spielt Dr. Juliet Burke

Die vermeintliche Hauptfigur Jack sollte ursprünglich von Michael Keaton gespielt werden und in der Pilotepisode sterben, woraufhin Kate die Rolle der Anführerin der Überlebenden übernommen hätte. Auf diese Weise wollten die Produzenten dem Zuschauer den Eindruck vermitteln, dass keine der Hauptfiguren sicher sei. Der Sender ABC beharrte jedoch darauf, die Zuschauer würden sich „betrogen“ fühlen, wenn die vermeintliche Hauptfigur mitten in der Geschichte ums Leben kommt. Aus diesem Grund wurde die Figur des Piloten erschaffen, der von Jack, Kate und Charlie im Cockpit gefunden und kurz darauf anstelle von Jack vom Monster der Insel getötet wird. Keaton lehnte daraufhin die Rolle des Jack ab – er wollte sich nicht auf Dauer für eine Serienrolle verpflichten. Schließlich bekam Matthew Fox die Rolle.
Die Rolle des Hurley wurde extra für Jorge Garcia erschaffen. Garcia war auch der erste Darsteller, der für die Serie verpflichtet wurde. Ebenso wurde die Figur Sun speziell für Yoon-Jin Kim erschaffen. Ursprünglich sprach sie für die Rolle der Kate vor, doch die Produzenten fanden, dass sie nicht zu der Rolle passe, wollten sie aber unbedingt in der Serie haben. Daraufhin wurde die Figur Jin, gespielt von Daniel Dae Kim, als Suns Ehemann kreiert.

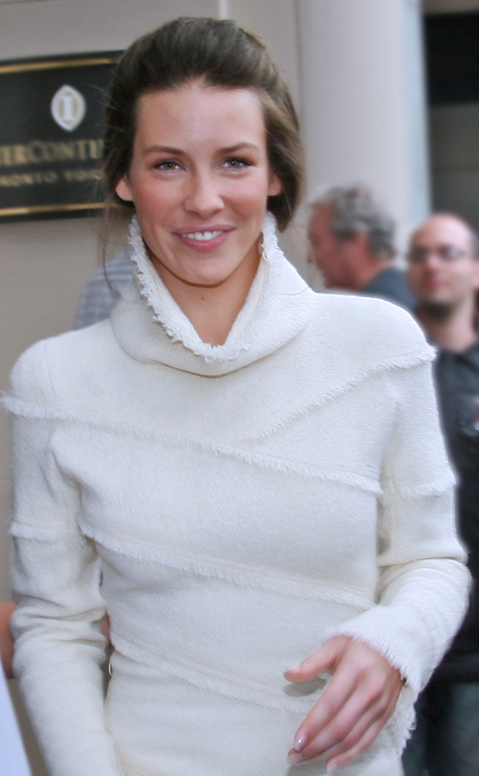
Evangeline Lilly spielt Kate Austen

Die Figur des Charlie war ursprünglich älter angelegt. So sollte er eigentlich ein abgehalfterter Rockstar mit einer längeren Karriere im Hintergrund sein. Den Produzenten gefiel jedoch die Leistung Dominic Monaghans so gut, dass sie die Rolle auf ihn zuschnitten. Kate, gespielt von Evangeline Lilly, sollte in der ursprünglichen Fassung ebenfalls deutlich älter sein. Auch war ihr Hintergrund ursprünglich ein anderer: So sollte sie eigentlich keine flüchtige Kriminelle sein, sondern eine frisch verheiratete Frau, die sich jedoch unsicher war, ob ihre Entscheidung für die Ehe die richtige gewesen war. Ihr Mann hätte sich im Heck des Flugzeugs befunden und wäre verschollen gewesen, weshalb die Suche nach ihm ein Teil von Kates Motivation ausgemacht hätte, während sie zugleich mit Jack oder Sawyer eine Beziehung begonnen hätte. Ein Teil dieser ursprünglichen Charakterisierung wurde in der fertigen Fassung stattdessen für die Nebenfigur Rose verwendet, wobei diese ihren Mann Bernard aufrichtig liebte.
Ian Somerhalder schied bereits während der ersten Staffel wieder aus, kehrte nach dem Tod seiner Rolle – Boone Carlyle – dennoch während der beiden folgenden Staffeln mehrfach für Gastauftritte (in Rückblenden bzw. Visionen) zurück. Malcolm David Kelley (Walt Lloyd) wiederum beschränkte sich zwischen der zweiten und vierten Staffel auf Gastauftritte.

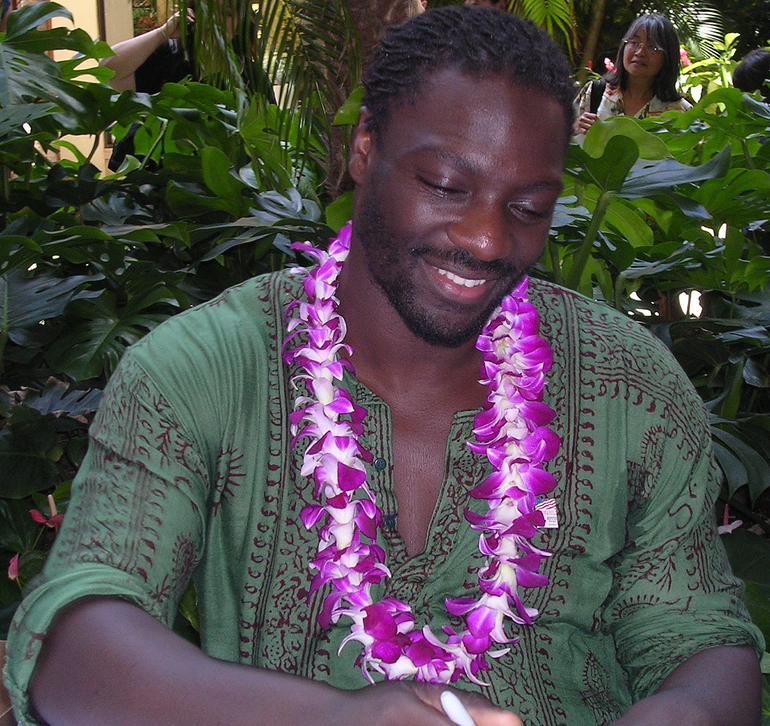
Adewale Akinnuoye-Agbaje spielt Mr. Eko

Zur zweiten Staffel im Jahr 2005 stießen Michelle Rodríguez, Cynthia Watros und Adewale Akinnuoye-Agbaje zum Hauptcast hinzu. Während der Dreharbeiten kam Michelle Rodríguez wegen Verkehrsdelikten mehrere Male mit dem Gesetz auf Hawaii in Konflikt. Im Dezember desselben Jahres wurde sie zusammen mit Cynthia Watros wegen Drogenmissbrauch am Steuer festgenommen. 2006 wurden die Rollen beider Schauspielerinnen aus der Serie gestrichen. Offiziell hatten die Probleme mit dem Gesetz nichts mit dem Rauswurf zu tun; es wird jedoch von einigen Seiten behauptet, das sei der Grund für die Kündigung gewesen, da ABCs Mutterkonzern Disney großen Wert auf ein sauberes Image lege. Während der Dreharbeiten zur dritten Staffel im Jahr 2007 kam auch Adewale Akinnuoye-Agbaje mit dem Gesetz in Konflikt, als er beim Autofahren ohne Führerschein erwischt wurde. Dafür musste er eine Nacht ins Gefängnis, bevor er gegen eine Kaution von 500 US-Dollar entlassen wurde. Wie schon ein Jahr zuvor bei Michelle Rodríguez und Cynthia Watros wurde einige Zeit später die von Akinnuoye-Agbaje verkörperte Rolle aus der Serie gestrichen, wobei dies laut Aussage aller Beteiligten von Anfang an so geplant gewesen sei.
In der Mitte der zweiten Staffel wurde zudem die ursprünglich nur für wenige Episoden konzipierte Figur Benjamin Linus, gespielt von Michael Emerson, eingeführt. Da die Produzenten von Emersons Darstellung so beeindruckt waren, bauten sie seine Rolle aus, so dass er von der dritten Staffel ab zu den Hauptdarstellern gehörte. Ebenfalls ab der dritten Staffel gehörten Henry Ian Cusick, der bereits in Staffel 2 eine Nebenrolle hatte, und Elizabeth Mitchell zu den Hauptdarstellern. Am Ende der dritten Staffel verließ Dominic Monaghan die Serie, absolvierte danach aber noch Gastauftritte.
In der vierten Staffel kamen drei neue Hauptdarsteller hinzu: Jeremy Davies, Ken Leung und Rebecca Mader. Zudem kehrte Harold Perrineau Jr., der am Ende von Staffel 2 die Serie verließ, für eine Staffel zurück. Hinzu kam außerdem noch Kevin Durand, welcher den Söldner Keamy verkörperte.
Staffel 5 kam ohne neue Hauptcharaktere aus; Zuleikha Robinson als Ilana, Nestor Carbonell als Richard Alpert und Jeff Fahey als der Pilot Frank Lapidus werden jedoch in ein zentraleres Licht gestellt und schließlich mit der sechsten Staffel als Hauptcharaktere innerhalb der Serie geführt. In der fünften Staffel wurden jedoch durch die Zeitsprünge zahlreiche jüngere Schauspieler zur Verkörperung bestimmter Charaktere als Kinder und Jugendliche benötigt. Während dieser Staffel verließen zudem Jeremy Davies und Rebecca Mader die Show als Hauptdarsteller, traten jedoch in der sechsten Staffel gelegentlich wieder auf.
Überhaupt kehren während der sechsten Staffel durch den alternativen Flug 815 die Schauspieler Ian Somerhalder, Maggie Grace, Dominic Monaghan, Elizabeth Mitchell, Harold Perrineau Jr., Michelle Rodríguez und Cynthia Watros, deren Protagonisten meist schon in der ersten oder zweiten Staffel starben, in den Darstellerstab zurück.

### Protagonisten

#### Dr. Jack Shephard
Jack ist ein exzellenter Chirurg, der auf Wirbelsäulenchirurgie spezialisiert ist. Zu seinem Vater Christian, dem Chefchirurgen des Krankenhauses, in dem beide tätig sind, hat Jack seit jeher ein schwieriges Verhältnis. Sein Vater brachte ihm nie viel Anerkennung entgegen, worunter Jack stark leidet. Nachdem Christian eines Tages unter Alkoholeinfluss operiert und dabei den Tod seiner Patientin verschuldet hatte, verlor er aufgrund Jacks Aussage seine Approbation. Daraufhin trank Christian sich in Sydney zu Tode. Jack wollte seinen Leichnam in die Vereinigten Staaten überführen, als das Flugzeug abstürzte. Jack war mit einer ehemaligen Patientin, Sarah, verheiratet, deren gebrochenes Rückgrat er in einer extrem komplizierten Operation hatte wiederherstellen können. Die Ehe zerbrach einerseits an Sarahs unerfülltem Kinderwunsch und daran, dass sie sich von Jack aufgrund seiner Arbeit vernachlässigt fühlte. Jack litt lange unter dieser Trennung.
Nach dem Absturz auf der Insel übernimmt Jack von Anfang an die Rolle eines Anführers. Mehrfach rettet er Mitgliedern der Gruppe das Leben. Er versucht das Beste für die Gruppe zu tun, auch gegen den Willen der anderen. Diese Haltung sorgt oft für Konflikte. Trotzdem wird er von allen respektiert und gemocht. Im Laufe der Serie legt er Hemmungen ab, Menschen zu verletzen oder sogar zu töten, um die Gruppe zu beschützen. Dennoch verliert er nie seine Moral, obwohl sie ihm oft im Weg steht.
Jack verliebt sich in den ersten drei Staffeln in Kate. Ihr Verhältnis wird im Verlauf der Serie jedoch stets überschattet; zunächst davon, dass Kate eine gesuchte Kriminelle ist, später von Kates Gefühlen für Sawyer.

#### Katherine „Kate“ Austen
Kate ist eine junge Frau, die wegen des Mordes an ihrem Vater, den sie jahrelang für ihren Stiefvater hielt, gesucht wird. Er hatte jahrelang ihre Mutter verprügelt, was Kate zu der grausigen Tat veranlasste: Als er eines Nachts betrunken nach Hause kam, sprengte sie das Haus durch eine Gasexplosion. Zuvor schloss Kate eine Lebensversicherung in seinem Namen auf ihre Mutter ab. Als sie es ihrer Mutter beichtete, stellte sich diese – wider Erwarten – gegen ihre Tochter und zeigte sie an, weshalb Kate sich auf eine jahrelange Flucht begeben musste. Später war sie in einen Bankraub verwickelt, nur um an ein geliebtes Erinnerungsstück zu kommen, und verursachte versehentlich einen Autounfall, durch den ihre Jugendliebe zu Tode kam. Ihre Mutter erkrankte später schwer an Krebs.
Kate war in Australien gerade gefasst worden und sollte in die Vereinigten Staaten überführt werden, als das Flugzeug abstürzte. Sie leidet insbesondere in der ersten Staffel an Schuldkomplexen. Auf der Insel ist sie neben Jack eine weitere Führungspersönlichkeit. Sie ist sehr mitfühlend und hilfsbereit. In gefährlichen Situationen kann sie jedoch ungeahnte Härte zeigen. Ihre Fähigkeiten als Fährtenleserin und im Umgang mit Waffen erweisen sich oft als hilfreich.
Zwischen Kate, Jack und Sawyer entwickelt sich ein komplexes Dreiecksverhältnis. Während beide Männer sich stark zu ihr hingezogen fühlen, ist sie zwischen Jack, dem Archetyp des Helden (vergleiche hierzu Heldenreise), und Sawyer, dem Schurken, hin- und hergerissen.

#### James „Sawyer“ Ford
James war acht Jahre alt, als ein Betrüger, der sich zu der Zeit Tom Sawyer nannte, seine Mutter verführte und anschließend seine Eltern um ihr Erspartes betrog. Daraufhin erschoss James’ Vater erst seine Frau und dann sich selbst. James überlebte nur, weil er von seiner Mutter unter einem Bett versteckt wurde. Dieser Vorfall hinterließ ihn schwer traumatisiert. Damals schrieb er einen Brief an „Mr. Sawyer“, in dem er erzählt, was dieser seiner Familie angetan hat. James schwor sich schon als Junge, Sawyer irgendwann zu finden, ihm diesen Brief zu geben und ihn anschließend zu töten.
Später beging er aus Geldnot ähnliche Betrügereien wie Sawyer und stellte sich sogar unter dessen Namen vor – er wurde zu dem, was er hasste. James hat eine Tochter namens Clementine, die er während der Serie nicht persönlich kennengelernt hat. Er saß einige Jahre vor dem Flugzeugabsturz im Gefängnis, aus dem er sich durch einen Deal freikaufte; er lieferte wichtige Informationen zu einem Mitgefangenen, wurde entlassen und erhielt sogar eine Entschädigung. Das Geld behielt er jedoch nicht, sondern deponierte es auf einem anonymen Konto zugunsten seiner Tochter.
In Australien suchte James einen Mann auf, von dem er glaubte, dass jener Sawyer sei – und tötete ihn. Es stellte sich jedoch heraus, dass ihn sein Kontaktmann hereingelegt hatte und der Mann nur jemand war, der den falschen Leuten viel Geld schuldete. Wenig später wurde James in Australien zur Persona non grata erklärt und ausgewiesen, weshalb er sich auf dem Rückflug in die USA in dem abgestürzten Flugzeug befand.
Auf der Insel macht sich Sawyer rasch unbeliebt. Nicht nur, dass er unhöflich und arrogant ist, er hortet auch zahlreiche knappe Güter, die er aus dem Flugzeugwrack bergen konnte. Sein Verhalten ist teilweise so provokativ, dass seine wenigen Freunde auf der Insel befürchten, Sawyer wolle absichtlich gehasst werden.
Trotz seiner harten Schale ist Sawyer in Zeiten der Not hilfsbereit, und manchmal (insbesondere gegenüber Kate) ist er sogar freundlich. Seine Fertigkeiten im Umgang mit Waffen sind insbesondere im Kampf gegen die Anderen oft von entscheidendem Vorteil.
Er fühlt sich in den ersten Staffeln stark zu Kate hingezogen. In den späteren Staffeln führt er eine jahrelange glückliche Beziehung mit Juliet und gewinnt dabei derart an persönlicher Reife, dass er zum Sicherheitschef der Dharma-Initiative aufsteigt.

#### John Locke
John ist ein Mann, der eine schwierige Kindheit und ein von Demütigungen überschattetes Leben hinter sich hat. Seine Mutter war 17, als sie von ihrem viel älteren Freund schwanger wurde und das Baby nach der Geburt zur Adoption freigab. John, der in der Serie fast ausschließlich bei seinem Nachnamen gerufen wird, wuchs anschließend in verschiedenen Pflegefamilien auf. Als seine Mutter ihm nach vielen Jahren wieder begegnete, führte sie ihn zu seinem leiblichen Vater, Anthony Cooper, der – wie sich herausstellte – todkrank war. John entwickelte eine sehr enge Bindung zu seinem Vater und rang sich sogar durch, ihm die eigene Niere zu spenden. Nach der Operation ließ Anthony jedoch John umgehend fallen und verspottete ihn sogar für seine Leichtgläubigkeit. Anthony betrog John um seine Niere, indem er ihm den liebevollen Freund und Vater nur vorspielte. Dies stürzte John in eine jahrelange Lebenskrise. Die oft fast wahnhafte Beziehung zu seinem Vater kostete John später seine Beziehung zu einer Frau, die er heiraten wollte. Nachdem John eines Tages herausfand, dass Anthony eine Frau heiraten wollte, um sie anschließend um ihr Vermögen zu betrügen, suchte er diesen auf und stellte ihn zur Rede. Anthony griff John an und stieß seinen Sohn durch ein Hochhausfenster, woraufhin dieser mehrere Stockwerke in die Tiefe stürzte. John überlebte, blieb jedoch querschnittsgelähmt. Anthony floh und wurde nie von der Polizei gefasst.
John Locke war vor dem Flugzeugabsturz in Australien, um dort an einer mehrmonatigen Survivaltour teilzunehmen, die den Traumpfaden der Aborigines folgen sollte. Der Leiter der Tour erfuhr erst kurz vor der Abfahrt, dass Locke im Rollstuhl sitzt und schickte ihn deshalb wieder nach Hause. Nach dem Absturz kann Locke plötzlich wieder gehen. Das verwurzelt in ihm den Glauben, dass es sein Schicksal ist, auf der Insel zu sein. Diese Überzeugung führt oft zum Konflikt mit dem Rest der Gruppe, insbesondere Jack lehnt die Vorstellung einer festgeschriebenen Zukunft ab.
Locke ist fanatisch und nahezu unbeirrbar, was seinen Glauben an die eigene Zukunft angeht. Er ist beispielsweise besessen von der Vorstellung, eine aus massivem Stahl bestehende Luke im Waldboden zu öffnen. Um seinem Schicksal zu folgen, setzt sich Locke über Mehrheitsentscheide, eigene Skrupel und moralische Konventionen hinweg. Oft wirkt er in seinem Verhalten regelrecht manisch. Zwar zeigt er sich teils ehrlich interessiert an Personen, so beispielsweise an Claire und ihrem Baby, seine Hauptmotivation ist dabei aber stets, seinem Schicksal zu folgen.
Locke ist ein exzellenter Fährtenleser und kann gut mit Waffen umgehen. In seinem Gepäck hatte er einen Koffer voller Messer dabei, die der Gruppe enorm hilfreich sind, aber ihn auch zu einem Außenseiter stempeln (wer hat schon einen Koffer voller Messer dabei?).

#### Hugo „Hurley“ Reyes
Hurleys hervorstechendstes Merkmal ist seine Fettleibigkeit, was in der Serie immer wieder thematisiert wird. Er hat Probleme mit seinem Gewicht, seit er eines Tages auf eine Dachterrasse ging und diese daraufhin einstürzte. Zwar war die Dachterrasse mit 24 Leuten massiv überfüllt (konzipiert war sie für acht Personen), dennoch machte sich Hurley für den Einsturz verantwortlich. Er wurde katatonisch und in die Psychiatrie eingewiesen. Dort traf er einen Patienten, der immer wieder eine Zahlenfolge vor sich hinmurmelte „4, 8, 15, 16, 23 und 42“. Später tippte er mit diesen Zahlen im Lotto und gewann 150 Millionen US-Dollar. Mit diesem Moment begann aber auch das, was Hurley als „Fluch“ bezeichnet: Seit dem Gewinn ereigneten sich in seiner Umgebung wiederholt schlimme Dinge: sein Großvater starb plötzlich an einem Herzinfarkt, ein Meteorit stürzte in seine Arbeitsstelle, sein gerade neu gekauftes Haus brannte ab und letztlich stürzte sein Flugzeug auf der Insel ab.
Hurley war in Australien, um dort den Mann zu besuchen, der mutmaßlich wusste was die Zahlen bedeuten. Dieser hatte sich vor Jahren in das Outback zurückgezogen. Hurley erfuhr von dessen Witwe, dass der Mann ebenfalls felsenfest davon überzeugt war, dass die Zahlen verflucht sind. Um die Menschen vor dem Fluch zu beschützen, beging er vor längerer Zeit Selbstmord.
Hurley ist weder stark, noch scheint er irgendwelche besonderen Fähigkeiten zu haben. Im späteren Verlauf der Serie stellt sich jedoch heraus, dass er die Gabe hat, mit kürzlich Verstorbenen sprechen zu können. Doch durch kleine Gesten macht er den Alltag für die Überlebenden auf der Insel wieder lebenswert. Unter anderem richtet er einen Golfplatz ein, um ihnen, angesichts der Gefahren der Insel und der Angst ob ihrer ungewissen Zukunft ein Stück Lebensqualität zurückzugeben. Charlie Pace wird Hurleys bester Freund. Hurley ist gerade dabei, eine Beziehung zu Libby aufzubauen, als diese von Michael erschossen wird.
Hurleys Charakter durchlebt in der Serie womöglich die signifikanteste Entwicklung. Der anfangs sehr unsichere, von den vielen Minderwertigkeitskomplexen geplagte Mann entwickelt sich zu einem selbstbewussten, kühnen, fürsorglichen Menschen, der allseits beliebt und geschätzt wird. Er rettet mehreren seiner Freunde das Leben und ist auch eine der Schlüsselfiguren am Ende der Serie.

#### Desmond Hume
Desmond ist ein Mann, der stets rastlos durch sein Leben schritt, ohne seinen Platz darin zu finden. Er war unter anderem Soldat und Mönch, was beides mal aber nicht gut ausging. Die einzige Konstante in seinem Leben stellt seine große Liebe Penelope dar, deren vermögender Vater Charles Widmore jedoch stets strikt gegen die Verbindung ist. Desmond saß einige Zeit in einem Militärgefängnis, wodurch – und aufgrund der Intrigen ihres Vaters – Penelope sich von ihm entfremdete. Um sie zurückzugewinnen und ihren Vater zu beeindrucken, nahm Desmond an einer von Charles organisierten Einzel-Regatta rund um die Welt teil, bei der er auf der Insel strandete. Dort wurde er von einem Mann gefunden, der in der Schwan-Station lebte. Beide gaben über die Jahre hinweg die Zahlen, mit denen Hurley im Lotto gewann, in einen Computer ein, um damit vermeintlich die Welt zu retten. Eines Tages fand Desmond heraus, dass sein Kamerad heimlich sein Segelboot reparierte, um mit diesem die Insel zu verlassen, und tötete ihn im Affekt. Aus Angst, die Welt würde untergehen, wenn die Zahlen nicht mehr in den Computer eingegeben werden würden, führte er die Aufgabe allein fort.
Als Locke die Luke zur Schwan-Station am Ende der ersten Staffel sprengt, kommt Desmond nach Jahren wieder in Kontakt mit anderen Menschen. Er übergibt Locke seine Aufgabe und nimmt vorerst reißaus, in der Hoffnung mit seinem Segelboot in die Zivilisation zurückkehren zu können. Nach Wochen auf See gelingt es ihm jedoch nicht. Trotz seiner Kenntnisse und Fertigkeiten im Segeln wird sein Boot stets zur Insel zurückgetrieben. In der zweiten Staffel schließt Desmond sich den Überlebenden an und findet in Charlie und Hurley gute Freunde.
Desmond ist ein friedlicher Mensch, der sehr melancholisch und philosophisch sein kann. Sein Markenzeichen ist es jeden mit „Bruder“ anzusprechen. Er versucht verzweifelt zu Penelope zurückzukehren, wobei er jedoch nie das Wohl der Gruppe aus den Augen verliert.

#### Charlie Pace
Charlie kommt aus Manchester und ist Bassist der englischen Band Drive Shaft, einem One-Hit-Wonder. Obwohl er der einzige in der Band war, der sich wirklich für die Musik begeisterte und auch den erfolgreichen Song You All Everybody geschrieben hat, blieb der Ruhm fast ausschließlich bei seinem älteren Bruder Liam, dem Sänger der Rockband. Dass Charlie ständig in seinem Schatten stand, war schlussendlich auch der Grund, warum er, wie sein Bruder, zu den Drogen griff und abhängig von Heroin wurde. Kurz bevor er in die Unfallmaschine stieg, versuchte er seinen Bruder Liam, der in Australien eine Familie gegründet hatte, davon zu überzeugen, wieder in die Band einzusteigen, was dieser ablehnte.
Auf der Insel leidet Charlie anfangs ebenfalls darunter, dass er nicht als Star anerkannt wird und sucht Aufmerksamkeit und Bewunderung. Mit Lockes unkonventioneller Hilfe schafft Charlie den Drogenentzug und lebt sich nach und nach in die Gruppe ein. Bereits in der ersten Staffel beginnt er eine Beziehung zu der hochschwangeren Claire. Er opfert später sein Leben, in der Hoffnung, dass dadurch Claire und ihr Baby von der Insel gerettet werden.

#### Sayid Jarrah
Sayid ist ein ehemaliger Soldat und Nachrichtenoffizier der Republikanischen Garde im Irak. Während des Zweiten Golfkrieges folterte er unzählige Menschen. Eines seiner Opfer war seine Freundin aus Kindheitstagen Nadia, in die er sich verliebte und ihr zur Flucht verhalf. Später verließ er den Irak in der Hoffnung, sie wiederzufinden.
In Australien kooperierte er mit den Regierungsbehörden, um an Informationen über Nadias Aufenthaltsort zu kommen. Er wurde beauftragt, eine Terrorzelle zu infiltrieren und so einen Terroranschlag in Sydney zu verhindern und dessen Auftraggeber an die Behörden auszuliefern. Anschließend erfuhr er, dass Nadia inzwischen in Los Angeles lebt und bekam das Ticket für den Flug 815, mit dem er schließlich auf der Insel abstürzte.
Er wird anfangs aufgrund von Vorurteilen von den Überlebenden oft wie ein Außenseiter behandelt. Trotzdem beweist er seinen Mut und Hilfsbereitschaft, indem er die Gruppe aktiv bei den Überlebens- und Rettungsbemühungen unterstützt. Seine militärische Ausbildung, seine Kenntnis im Umgang mit elektronischen Geräten und seine überragende Erfahrung im Nahkampf erweisen sich dabei häufig als überaus hilfreich.

#### Sun und Jin Kwon
Sun kommt aus einer wohlhabenden, einflussreichen koreanischen Familie. Ihr Vater ist ein herrschsüchtiger, jähzorniger Mann, der das Leben seiner Tochter stets zu bestimmen wusste. Um Sun heiraten zu dürfen, nahm Jin-Soo Kwon, der Sohn eines einfachen Fischers, einen Job in der Firma ihres Vaters an. In dessen Rahmen musste Jin für seinen Schwiegervater nicht selten unliebsame Menschen und Geschäftspartner bedrohen und schlimmstenfalls beseitigen. Zudem musste Jin fast rund um die Uhr für seinen Job auf Abruf bereitstehen, was seine Ehe mit Sun stark belastete. Als die beiden erfolglos versuchten, ein Kind zu bekommen, erfuhr Sun, dass Jin zeugungsunfähig ist. Dies führte zu einem andauernden Zerwürfnis zwischen den Eheleuten. Sun begann eine Affäre mit einem reichen Hotelerben, der ihr in dieser Zeit Englisch beibrachte, weil Sun plante, vor ihrem Vater und vor Jin in die USA zu fliehen. Als ihr Vater von der Affäre erfuhr, fühlte er sich in seiner Ehre verletzt und setzte den ahnungslosen Jin auf den Liebhaber seiner Tochter an, der diesen schwer verprügelte. Der Mann nahm sich kurz darauf das Leben.
Sun begleitete ihren Mann auf eine Geschäftsreise nach Australien. Dort bestiegen sie gemeinsam den Flug 815 nach Los Angeles. Auf der Insel sondert sich das Paar zunächst vom Rest der Gruppe ab, wobei Jin zunehmend durch sein aggressives Verhalten Sun gegenüber negativ auffällt. Als bekannt wird, dass Sun Englisch versteht und spricht, kommt es zum vorübergehenden Bruch zwischen den beiden. Schließlich gelingt es ihnen, ihre Differenzen beizulegen und neu anzufangen. Sun bringt ihrem Mann Englisch bei und beide fügen sich mit der Zeit gut in die Gemeinschaft ein. Sun wird auf der Insel unverhofft schwanger von Jin.

#### Boone Carlyle
Boone ist der Stiefbruder von Shannon, die er aber offensichtlich wegen ihres passiven Verhaltens nach dem Absturz verachtet, dennoch verbindet die beiden etwas Besonderes, wie man später erfährt. Seine Mutter Sabrina Carlyle besitzt ein riesiges Hochzeitsunternehmen und Boone arbeitete in einer ihrer Tochterfirmen als Geschäftsführer. Auf der Insel schließt er Freundschaft mit John Locke.
Später finden die beiden zufällig eine Luke im Dschungel, erzählen aber erst keinem von ihrer Entdeckung, sondern legen heimlich den Zugang frei und versuchen ihn vergeblich zu öffnen. Boone stirbt in der 20. Episode der 1. Staffel an den Folgen seiner Verletzungen, die er erlitt, als er versuchte in einem Wrack einer Propellermaschine, welches wackelig auf einer Klippe hing, einen Notruf abzusenden. Das Flugzeug stürzte mit ihm herab.
Boone ist nach Sydney geflogen, um seine Stiefschwester Shannon zurückzuholen, welche Schwierigkeiten mit ihrem Freund hatte.

### Musik
Der Soundtrack der Serie wurde von Michael Giacchino komponiert. Weitere verwendete Lieder stammen unter anderem von Patsy Cline, Joe Purdy, Willie Nelson, The Blind Boys of Alabama, Damien Rice, Bob Marley, Mama Cass Elliot, Petula Clark und Nirvana. Ein Lied der fiktiven Band Driveshaft, zu deren Mitgliedern Charlie, eine der Hauptfiguren der Serie, gehörte, schrieb der Songwriter Jude aus Los Angeles. Michael Giacchinos Soundtracks zu sämtlichen Staffeln sind auf CD erschienen.

## Inhalt

### Erzählstil

#### Grundsätzliches
Die einzelnen Episoden bauen inhaltlich sehr stark aufeinander auf und erreichen dadurch eine hohe Kontinuitätsdichte. Häufig kommt es vor, dass auf Ereignisse aus lange zurückliegenden Episoden (in einigen Fällen sogar aus früheren Staffeln) Bezug genommen bzw. ein loser Handlungsfaden wieder aufgenommen und weitergeführt wird. Von wenigen Ausnahmen abgesehen, verfolgt jede Episode mehrere parallel laufende Handlungsstränge, die jeweils die Erlebnisse einer oder mehrerer Hauptfiguren in den Mittelpunkt rücken. Einer der Handlungsstränge wird dabei zumeist aus der Perspektive der Figur erzählt. Die Handlungsstränge können sich dabei durchaus überschneiden und einzelne Personen in mehreren Handlungssträngen eine Rolle spielen lassen.
Um auf die erforderliche Anzahl an Episoden für eine Staffel zu kommen, gleichzeitig aber ein zu rasantes Fortschreiten der Haupthandlung zu vermeiden, wurden während der ersten drei Staffeln immer wieder Episoden produziert, die für die Entwicklung der Charaktere durchaus wichtige Nebenhandlungen erklären, mit dem Gesamtbild aber auf den ersten Blick nicht viel zu tun haben bzw. die eigentliche Geschichte nicht vorantreiben. Insbesondere die Rückblenden bieten in einigen Episoden kaum neue Enthüllungen und dienen somit hauptsächlich der Ausarbeitung der Charaktere. Um solche Episoden zu vermeiden, verhandelten die Produzenten der Serie mit dem ausstrahlenden US-Sender ABC, um ein festes Ende für die Serie zu beschließen und auf diese Weise die verbleibenden Handlungsstränge während der Staffeln 4 bis 6 entsprechend planen und unnötige Füllepisoden vermeiden zu können.

#### Staffel 1 bis 4 – Inselhandlung, Rückblenden, Zukunftsausblicke
In den ersten drei Staffeln beschäftigt sich die Haupthandlung der Serie mit den Ereignissen auf der Insel. Daneben bekommt der Zuschauer in den meisten Episoden durch Rückblenden (engl. Flashbacks) Einblicke in die Vergangenheit der Protagonisten. Diese Rückblenden haben dabei verschiedene Funktionen. Einerseits erklären sie oft das Handeln bzw. den Charakter der Personen in der gegenwärtigen Handlung auf der Insel mit ihren Erfahrungen aus der Zeit, bevor es sie auf die Insel verschlug. Andererseits werden sie ab der zweiten Staffel auch gelegentlich dazu eingesetzt, Ereignisse aus der Inselhandlung früherer Episoden aus einer anderen Perspektive zu zeigen und so die Hintergründe der entsprechenden Szenen zu enthüllen. Insbesondere wird deutlich, dass sich die Wege der Protagonisten bereits vor dem Flugzeugabsturz hin und wieder kreuzten. Häufig wird eine Verbindung auch über Umwege hergestellt, beispielsweise durch gemeinsame Bekannte oder über Firmen oder Institutionen, zu denen mehrere Personen Verbindungen aufweisen. In den meisten Fällen jedoch sind sich die Akteure auf der Insel ihrer Verbindungen untereinander überhaupt nicht bewusst. Gelegentlich werden die Rückblenden aus der Sicht einer Figur auch eingesetzt, um Ereignissen aus den Rückblenden einer anderen Figur nachträglich eine neue Bedeutung zu geben.
Trotz der an sich geradlinigen Erzählstruktur der Haupthandlung während der ersten vier Staffeln wird durch die Beschränkung auf bestimmte Perspektiven, wodurch dem Zuschauer häufig für das Verständnis eigentlich notwendige Informationen vorenthalten werden, das Spannungsmoment aufrechterhalten. In vielen Fällen ergibt die Handlung so durch nachträgliche Enthüllungen (durch Dialoge, Entdeckungen oder auch Rückblenden) erst im Nachhinein (mehrere Episoden, gelegentlich sogar erst mehrere Staffeln später) einen Sinn. Häufig täuscht die Serie die Wahrnehmung des Zuschauers auch bewusst, indem eine Szene aus einer ganz bestimmten, eingeschränkten Perspektive gezeigt und dem Zuschauer so Informationen vorenthalten werden, während durch eingestreute Elemente ein bestimmter Eindruck erzeugt werden soll, nur um am Ende der entsprechenden Szene bzw. der Episode die Perspektive zu erweitern und so mit einer überraschenden Wendung aufzuwarten. Dieser Effekt wird unter anderem auch durch eine weitgehende Vermeidung von Totalen erreicht, wodurch der Zuschauer bei jedem Szenenwechsel erneut direkt mitten in die Handlung geworfen werden soll, ohne sich vorher durch die Einblendung von Establishing Shots neu orientieren zu können. Beliebte Variationen dieser Technik beinhalten zu Beginn der Serie zunächst den Zustand bzw. die Lebensumstände von Charakteren in Rückblenden, später auch zunehmend die räumliche (auf der Insel oder in der Außenwelt) und zeitliche (Rückblende, Gegenwartshandlung oder Blick in die Zukunft) Einordnung einzelner Szenen oder ganzer Handlungsstränge innerhalb einer Episode. Auch eine Vermischung verschiedener zeitlicher Handlungsebenen kam bereits zum Einsatz, wobei für den Zuschauer der Eindruck erweckt wurde, die betreffenden Szenen spielten zur selben Zeit.
Die zukünftige Handlungsebene (engl. Flashforward) wurde im Finale der dritten Staffel eingeführt. Dieses Element kommt in der vierten Staffel verstärkt zum Einsatz, wobei genau wie zuvor im Falle der Rückblenden zwischen den einzelnen Episoden keine klare lineare Abfolge zum Einsatz kommt. Lediglich die seit dem Pilotfilm kontinuierlich weitererzählte Inselhandlung, die wegen des verlangsamten Erzählstils der Serie in der Mitte der vierten Staffel erst am Ende des Jahres 2004, etwas mehr als drei Monate nach dem Absturz, angesiedelt ist, verfolgt nach wie vor eine weitgehend lineare Erzählstruktur.

#### Staffel 5 – Weitere Zukunftsausblicke und nichtlineare Inselhandlung
In der fünften Staffel werden Zeitreisen als erzählerisches und handlungstechnisches Stilmittel eingeführt. Dadurch erleben die Protagonisten zwar subjektiv immer noch eine lineare Abfolge von Ereignissen, für den Zuschauer werden jedoch andauernd Handlungslücken aufgerissen und Szenen mitten in einem fortgeschrittenen Handlungsverlauf gezeigt, ohne den Kontext in dieser Situation genauer zu erläutern. Somit werden künstlich Spannungsmomente erzeugt, die bei einer linearen Erzählstruktur so nicht gegeben wären. Dieser Umstand hat dazu geführt, dass vom ausstrahlenden Network ABC zwei Folgen der fünften Staffel vertauscht wurden, um die Zusammenhänge besser verstehen zu können. Ebenfalls als Folge der Zeitreisen wird die etablierte zukünftige Handlungsebene im Laufe der Episoden mit der Haupthandlungsebene vereint, gleichzeitig aber eine neue Zukunftsebene erschaffen, die ab diesem Zeitpunkt als parallel laufende Handlungsebene erzählt wird. Diese beiden Handlungsebenen werden ab diesem Zeitpunkt unabhängig voneinander weitererzählt, gleichzeitig werden gelegentlich wieder klassische Rückblenden gezeigt.

#### Staffel 6 – „Flash-Sideways“ und lineare Inselhandlung
In der sechsten Staffel wurde ein neuer Erzählstil hinzugefügt: Ein Handlungsstrang spielt neben der nun wieder linearen Inselhandlung, zu der beide Zeitlinien der fünften Staffel am Anfang dieser Staffel wieder zusammengeführt wurden. Die von offizieller Seite genannten „Flash-Sideways“ stellen eine ab diesem Zeitpunkt von der bisherigen Serie weitgehend autonome Handlung dar, die vermutlich mit der Explosion der Atombombe begonnen hat. Die Protagonisten befinden sich hierbei erneut auf einem Oceanic-Flug 815, der allerdings unbeschadet über die untergegangene Insel hinwegfliegt und Los Angeles ordnungsgemäß erreicht. Dabei fallen die Charaktere in ihre typischen Verhaltensmuster aus der ersten Staffel zurück und stehen vor neuen Herausforderungen, denen sie durch den Absturz auf der Insel entgangen sind. Darüber hinaus gibt es auch Abweichungen zu den im bisherigen Verlauf der Serie dargestellten Ausgangsumständen der Hauptfiguren, die über den fehlenden Absturz hinausgehen. So ist zum Beispiel Hurley sehr erfolgreich, Jack hat einen Sohn, Sawyer ist Polizist und die Kwons sind nicht verheiratet.
Der Zuschauer erhält einerseits eine Vorstellung davon, wie das Leben der einzelnen Personen ohne Jacobs Einfluss und ohne den Absturz verlaufen wäre und wie die Charaktere sich dementsprechend entwickelt hätten. Andererseits wecken die Erzählweise und die Übergänge zwischen den Erzählweisen in den einzelnen Episoden den Eindruck, dass die dargestellte Nebenhandlung das Ergebnis der Inselhandlung der sechsten Staffel ist.
Markant an der Nebenhandlung ist die Spiegelung der Prozesse, welche die Charaktere in der Inselhandlung durchlaufen. Während Sayid in der Nebenhandlung verzweifelt versucht, seine dunkle Vergangenheit hinter sich zu lassen und keine neuen Gräueltaten zu begehen, tut er es auf der Insel aus einem vermeintlich freien Willen heraus, um die Frau seiner Träume zurückzuerhalten. Bis zuletzt kämpft er gegen seine dunkle Seite an, tötet dann aber aus Rache und um mit der Sache abzuschließen, die Kredithaie, die seinen Bruder ins Krankenhaus prügelten. Ein strebsamer Benjamin Linus hat dagegen in der Nebenhandlung die Chance, den für die Schule schlechten Rektor zu erpressen und damit seine Stelle zu ergattern, um die Dinge auf der Schule zum Guten zu wenden. Er entscheidet sich jedoch schließlich zugunsten seiner Lieblingsschülerin Alex Rousseau gegen den Egoismus und gegen die Macht. Auf der Insel hingegen hat Ben all seine Macht verloren, die er zuvor durch egoistische Handhabung aufgebaut hatte. Dabei lässt er Revue passieren, dass er seine Tochter für die vermeintliche Machterhaltung opferte und erst später erkannte, dass ihm Alex tatsächlich das Wichtigste gewesen war.
Was nun der Hintergedanke der „Flash-Sideways“ und deren Erzählstil letztendlich war, wird erst mit dem Staffelfinale offenbart. Es stellt sich heraus, dass die zunächst als „Was-wäre-wenn-es-die-Insel-nicht-gäbe“-Szenario angenommene alternative Realität nichts weiter als eine fiktive, von den Hauptcharakteren erschaffene Welt darstellt, die weit nach den Erlebnissen auf der Insel und vor allem nach dem Tod aller Beteiligten stattfindet. Die Protagonisten selbst sind sich dessen zunächst überhaupt nicht bewusst und haben ihre gemeinsame Zeit auf der Insel, welche nach Aussage Christians die bedeutsamste Zeit ihres Lebens gewesen ist, vollkommen verdrängt. Doch ebendiese Verbindung treibt die Personen im Verlauf der Staffel unweigerlich zueinander, womit die Erinnerungen erzwungen werden und ihnen schließlich klar wird, wo sie sich in Wirklichkeit befinden und weshalb. Diejenigen, die mit ihrem Leben Frieden schließen und es loslassen können, setzen ihre Reise nun gemeinsam fort.

### Handlung

#### Erste Staffel

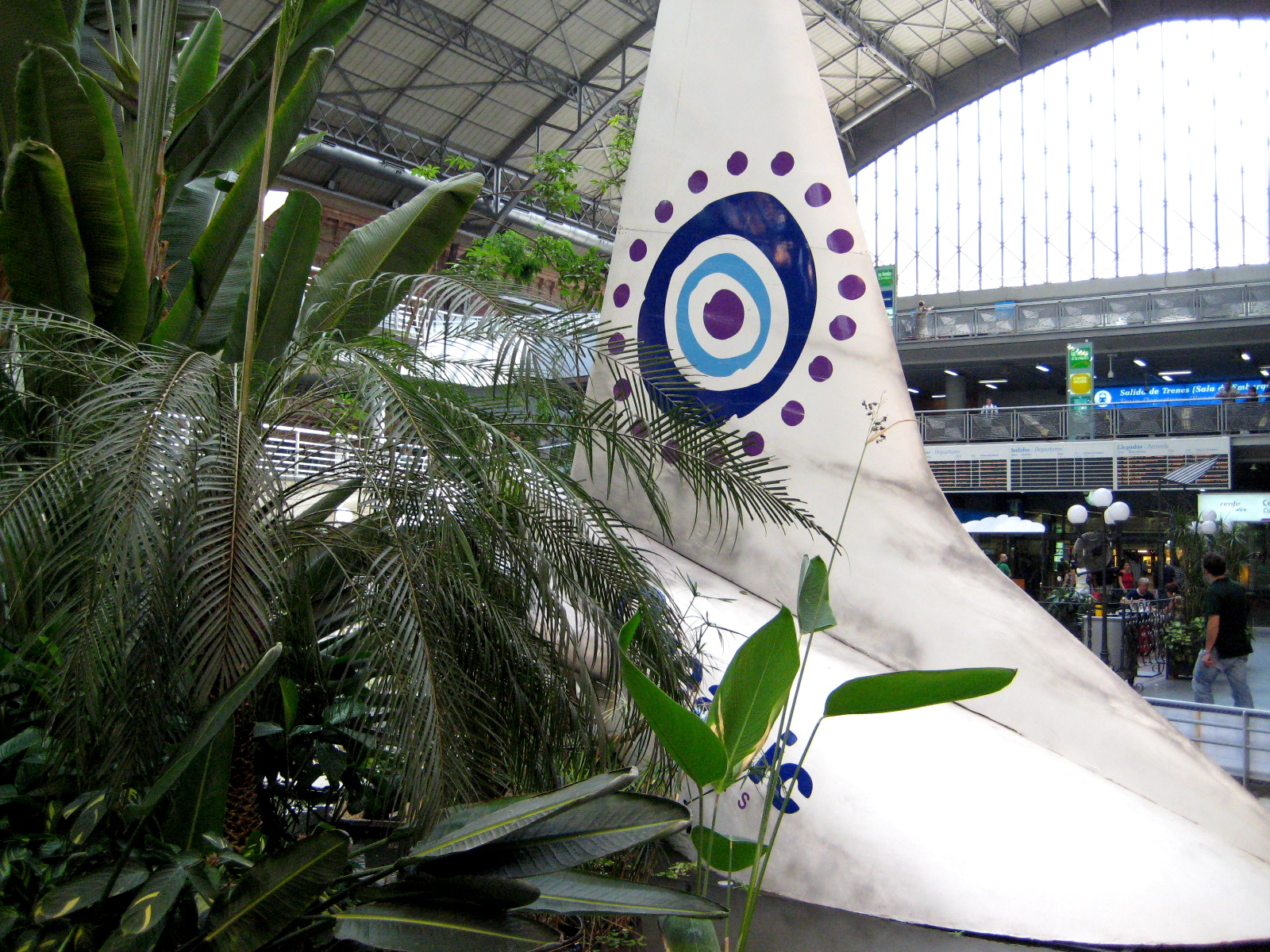
Ein Ausstellungsmodell des abgestürzten Oceanic-Flugzeugs in Madrid

Die Pilotfolge der ersten Staffel beginnt mit einer Nahaufnahme auf ein menschliches Auge, das sich erschrocken öffnet. Ein Mann im Anzug wacht offensichtlich verwirrt mitten im Dschungel auf. Ein Labrador läuft aus dem Gebüsch auf ihn zu, wirbelt wieder herum und verschwindet im Dschungel. Der Mann folgt dem Hund und kommt einer unheimlichen Geräuschquelle immer näher. Er befindet sich kurze Zeit später an einem Strand, wo das Ausmaß der Katastrophe, deren Opfer er geworden ist, offensichtlich wird. Er ist einer der 48 Überlebenden des Fluges 815 der Fluggesellschaft Oceanic Airlines, der vom australischen Sydney nach Los Angeles unterwegs war und soeben über einer verlassen wirkenden, mehrere Quadratkilometer großen Insel mit Bergen und Urwald abgestürzt ist. Jack Shephard, so der Name dieses Mannes, ist Arzt und kümmert sich sofort um die im Chaos umherirrenden verletzten Passagiere.
Da sich die Chance auf Rettung schnell als sehr gering herausstellt, müssen die Überlebenden sich organisieren, zumal sie sich schon bald mit einer Reihe von Herausforderungen und Gefahren konfrontiert sehen. Sie müssen lernen zu kooperieren, wenn ihre Überlebensbemühungen erfolgreich sein sollen. Die Leitung der Gruppe übernimmt, anfangs widerwillig, Jack, der eine ausgeprägte Führungspersönlichkeit an den Tag legt.
Die ersten Episoden der Staffel dienen dazu, dem Zuschauer durch Rückblenden Einblicke in die Vergangenheit der Hauptfiguren sowie einige mysteriöse Geschehnisse auf der Insel näherzubringen. So begegnen die Überlebenden unter anderem einem mysteriösen Monster, das augenscheinlich aus einer Wolke schwarzen Rauches besteht. Das Rauchmonster ist für mindestens einen Todesfall verantwortlich und terrorisiert die übrigen Überlebenden fortwährend. Zudem kann der zuvor mehrere Jahre lang querschnittgelähmte John Locke seit dem Absturz wieder ohne Probleme laufen, wovon allerdings zunächst nur der Zuschauer weiß.
Einige der Überlebenden, darunter der Iraker Sayid Jarrah, ein ehemaliger Offizier der Republikanischen Garde, versuchen, das aus dem Cockpit geborgene Funkgerät zu reparieren und damit einen Notruf abzusenden. Dabei wird ein rätselhaftes Funksignal in französischer Sprache empfangen, das bereits seit 16 Jahren abgesendet wird und die Frequenz blockiert. Die Hoffnungen auf eine baldige Rettung schwinden damit zusehends; die Gestrandeten beginnen, sich nach und nach auf der Insel einzuleben. Die Beziehungen untereinander werden intensiver; es entwickeln sich einige Freundschaften, aber auch Feindschaften. Aus einem Zero-Halliburton-Koffer des verstorbenen US-Marshals, der die flüchtige Straftäterin Kate Austen überführen sollte, entnehmen die Überlebenden Schusswaffen, um sich vor den Gefahren der Insel verteidigen zu können.
Als Sayid die Insel auf eigene Faust erkundet, wird er von einer mysteriösen Frau namens Danielle Rousseau gefangen genommen. Sie behauptet, die einzige Überlebende einer schiffbrüchigen Mannschaft zu sein, die auf der Insel umgekommen sei: Danielle hatte ihre eigenen Leute getötet, nachdem sie sich mit einer nicht näher erklärten Krankheit infiziert haben sollen. Sie war es auch, die damals den besagten Notruf abgesendet hat. Zudem brachte Danielle laut eigener Aussage auf der Insel eine Tochter namens Alex zur Welt, die bald darauf von einer ominösen Gruppe von Personen, von Danielle nur als die Anderen bezeichnet, entführt worden sein soll. Sayid gelingt es, sich aus ihrer Gefangenschaft zu befreien und kehrt zum Strandlager der Überlebenden zurück. Die Gestrandeten halten Danielles Geschichte für Spinnereien einer verstörten, vereinsamten Frau, bis sie anhand der Passagierliste herausfinden, dass ein Mann namens Ethan Rom, der seit dem Absturz unter ihnen lebt, nicht mit im Flugzeug saß. Er hat die Gruppe im Auftrag jener Anderen infiltriert, um die Überlebenden auskundschaften zu können. Nach seiner Entdeckung ergreift Ethan die Flucht, wobei er die schwangere Claire Littleton entführt. Nachdem diese ihm etwa zwei Wochen später wieder entwischt, wird er bei dem Versuch, sie wieder in seine Gewalt zu bringen, von den Überlebenden erschossen. Zum Ende der ersten Staffel bringt Claire mit Kates Hilfe einen gesunden Jungen, Aaron, zur Welt.
Michael, ein ehemaliger Bauarbeiter, baut mit Hilfe anderer Überlebender ein Floß, um zusammen mit seinem Sohn Walt, dem der zu Anfang der Serie im Dschungel herumirrende Hund Vincent gehört, die Insel zu verlassen und Hilfe für die übrigen Überlebenden zu holen. Gemeinsam mit zwei weiteren Überlebenden, James „Sawyer“ Ford und dem Koreaner Jin Kwon, der mit seiner Ehefrau Sun den Absturz überlebt hat, stechen sie in See. Schon während der ersten Nacht erscheint zur anfänglichen Freude der Floßfahrer ein Motorboot, dessen Besatzung – bei der es sich offenbar um Angehörige der Anderen handelt – jedoch Walt in ihre Gewalt bringt, das Floß sprengt und Michael, Jin und Sawyer ihrem Schicksal überlässt.
Ein weiterer Handlungsstrang dreht sich um eine zunächst verschlossene Luke mitten im Dschungelboden, die ursprünglich von Locke und Boone entdeckt und vor den übrigen Überlebenden eine Zeit lang geheim gehalten wird. Nachdem Boone gegen Ende der Staffel bei einem Unfall im Dschungel ums Leben gekommen ist, weiht Locke nach und nach auch andere Überlebende in seine Entdeckung ein. Etwa zur selben Zeit erscheint Danielle Rousseau im Lager der Überlebenden und warnt sie vor einem baldigen Angriff der Anderen. Jack begibt sich daraufhin mit einer Gruppe anderer Überlebender zu einem gestrandeten Schiff inmitten der Insel, der „Black Rock“, aus dem sie Dynamit entnehmen, um die Luke aufsprengen zu können, in der Hoffnung, dort Unterschlupf zu finden. In der letzten Szene der Staffel gelingt es Jack und seinen Begleitern, die Luke tatsächlich aufzusprengen, trotz des Widerwillens von Hugo „Hurley“ Reyes, der glaubt, dass die auf der Seite der Luke eingravierten Zahlen 4, 8, 15, 16, 23, 42 verflucht sind.

#### Zweite Staffel

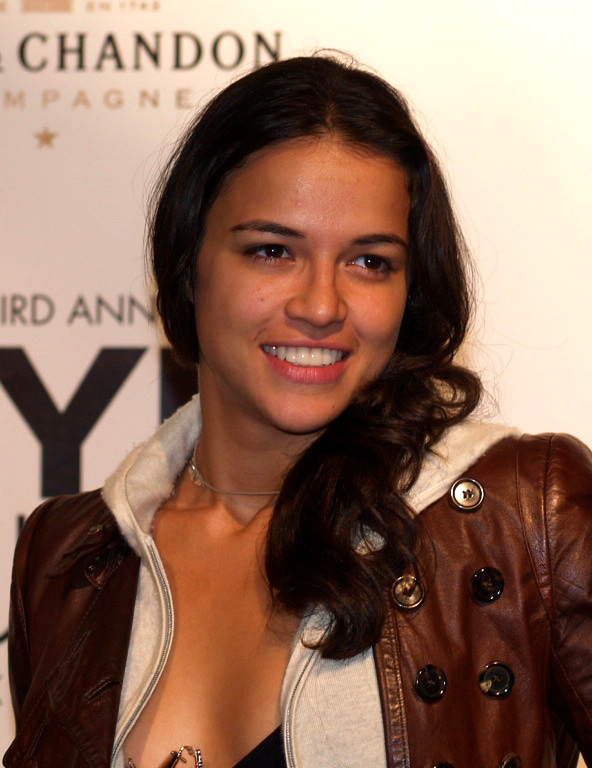
Michelle Rodríguez spielt Ana-Lucia Cortez

Eines der übergreifenden Themen der zweiten Staffel ist die anhaltende Bedrohung durch die nach wie vor geheimnisvollen Anderen. Des Weiteren werden mit einigen Überlebenden aus dem hinteren Teil des Flugzeuges neue Figuren eingeführt und einige Geheimnisse rund um die Insel gelüftet, unter anderem das Geheimnis der Luke. Doch gleichzeitig tauchen auch wieder neue Mysterien auf, beispielsweise lernen die Überlebenden die DHARMA-Initiative kennen. Die erste Hälfte der Staffel ist in zwei unabhängig voneinander laufende Handlungsstränge aufgeteilt. Ein Handlungsstrang behandelt die Ereignisse rund um die Luke, der andere die Erlebnisse der Floßfahrer Michael, Jin und Sawyer.
Unter der Luke befindet sich eine Forschungsstation, genannt Der Schwan. Erbaut wurde die Station wie auch andere Stationen, die im weiteren Verlauf der Serie auf der Insel gefunden werden, von der bereits erwähnten DHARMA-Initiative, die in den 70er und 80er Jahren mittels dieser Stationen Forschungen auf der Insel betrieben hat. Die Schwan-Station verfügt über Strom, fließendes Wasser und einen Nahrungsvorrat. Alle 108 Minuten muss die Zahlenfolge 4, 8, 15, 16, 23, 42 in einen Computer eingegeben werden, die gleichen Zahlen, die auch in Hurleys Leben bereits eine bedeutende Rolle gespielt haben. Der einzige Bewohner der Forschungsstation ist ein Mann namens Desmond Hume, der dort die letzten drei Jahre isoliert von der Außenwelt verbracht hat, jedoch nun bald das Weite sucht und die Überlebenden mit der Aufgabe, die Zahlenfolge regelmäßig in den Computer einzugeben, allein lässt. John Locke, der seit seiner wundersamen Heilung infolge des Absturzes glaubt, eine besondere Verbindung zur Insel zu besitzen, nimmt diese Aufgabe dabei anfangs besonders ernst.
Michael, Jin und Sawyer sind derweil nach der Zerstörung ihres Floßes wieder auf der Insel gestrandet, wenn auch weit entfernt von den übrigen bekannten Überlebenden. Hier treffen sie auf Überlebende aus dem bis dahin verschollenen hinteren Teil des Flugzeugs, von denen jedoch infolge diverser Todesfälle und Entführungen durch die Anderen nur noch fünf verblieben sind. Die von der ehemaligen Polizistin Ana-Lucia Cortez angeführte Gruppe macht sich gemeinsam mit Jin, Michael und Sawyer auf den Weg zum Lager der bekannten Überlebenden, der sie quer durch den Dschungel führt. Noch vor dem Eintreffen im Lager der Überlebenden des vorderen Flugzeugteils wird die Stewardess Cindy von den Anderen entführt. In den folgenden Staffeln wird sie mehrfach wohlbehalten in Gesellschaft der Anderen gesehen.
Michael bricht nur wenige Tage nach der Rückkehr ins Lager der Überlebenden allein auf, um Walt eigenmächtig aus den Fängen der primitiv wirkenden Anderen zu befreien. Als Jack, Locke, Kate und Sawyer ihm nachfolgen, treffen sie zum ersten Mal auf die Anderen, die den Überlebenden Frieden versprechen, wenn diese eine bestimmte Grenze auf der Insel nicht überschreiten. Unfähig, Michael weiter folgen zu können, kehren sie zum Strandlager zurück. Kurz darauf nehmen die Überlebenden einen Mann gefangen, der zunächst von sich behauptet, ein Mann namens Henry Gale zu sein, der mit einem Heißluftballon auf der Insel abgestürzt sei. Sayid, der diesen Behauptungen nicht traut, gelingt es mit Hilfe von Ana-Lucia und Charlie jedoch, „Henry“ der Lüge zu überführen. In der Zwischenzeit hat sich Michael auf einen Handel mit den Anderen eingelassen. Er kehrt ins Strandlager zurück, befreit „Henry“, indem er Ana-Lucia und Libby tötet und lockt anschließend Sawyer, Jack, Hurley und Kate in eine Falle der Anderen. Daraufhin darf er gemeinsam mit Walt die Insel mit einem Boot verlassen. Sawyer, Jack und Kate bleiben in Gefangenschaft der Anderen, während Hurley zurück ins Lager der Überlebenden geschickt wird.
Inzwischen hat Locke aufgrund neuerer Entdeckungen auf der Insel seinen Glauben an den Sinn seiner Aufgabe, die Zahlenfolge in den Computer einzugeben, verloren. Als er sich jedoch bewusst weigert, die Aufgabe weiter durchzuführen, und den Countdown verstreichen lässt, kommt es zu einer Überladung der elektromagnetischen Energie in der Station. Der mittlerweile wieder zurückgekehrte Desmond begreift, dass ein ähnliches Ereignis einige Monate zuvor die Ursache für den Absturz des Flugzeugs gewesen sein muss, und löst eine Notabschaltung aus, die zu einem gewaltigen elektromagnetischen Impuls führt und auf der ganzen Insel als helles Licht und ohrenbetäubendes Geräusch wahrgenommen wird. Im Lager der Überlebenden schlagen daraufhin Trümmer von der Station ein. Von den Personen, die sich zu der Zeit in der Station oder deren unmittelbarer Nähe befinden, kehrt nur Charlie zum Lager zurück, während das Schicksal von Locke, Mr. Eko und Desmond vorerst ungewiss bleibt.
Auch außerhalb der Insel wird dieses Ereignis von einer kleinen Forschungs- bzw. Messstation registriert, woraufhin deren Insassen ihre Entdeckung an Desmonds Freundin Penelope „Penny“ Widmore, die seit Jahren nach ihm sucht, weiterleiten. Mit diesen Szenen, die das erste Mal seit dem Absturz die Welt außerhalb der Insel in der Gegenwart zeigen, endet die zweite Staffel.

#### Dritte Staffel

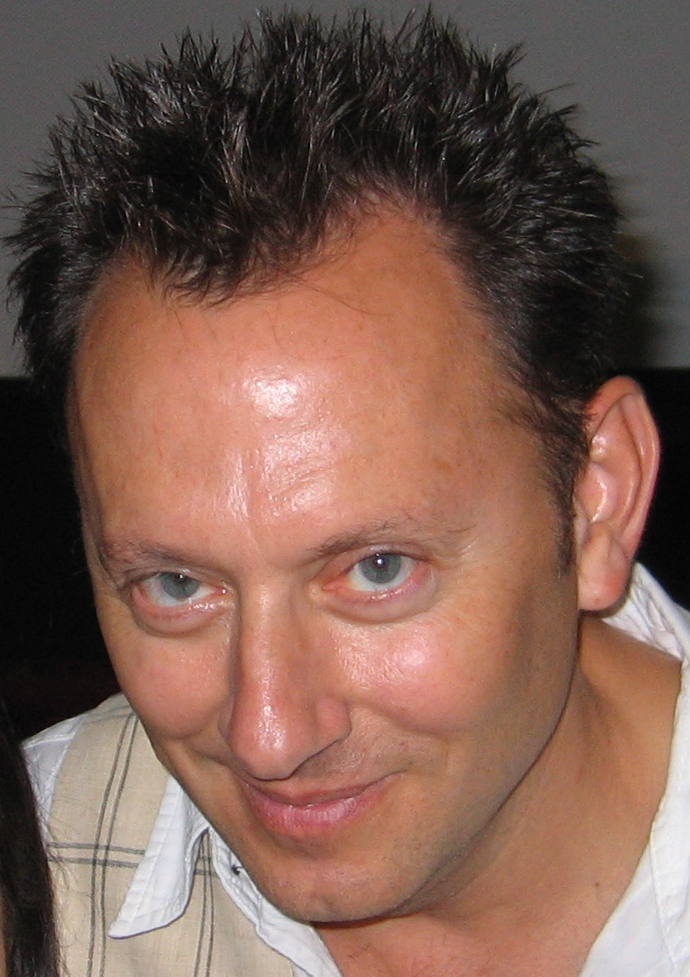
Michael Emerson spielt Benjamin Linus

Die dritte Staffel beschäftigt sich verstärkt mit dem Verhältnis der Überlebenden zu den Anderen. In der zweiten Hälfte gibt es zudem die ersten Kontakte der Überlebenden zur Außenwelt.
Zu Anfang der Staffel erfährt der Zuschauer, dass Locke, Mr. Eko, Charlie und Desmond die Implosion der Schwan-Station am Ende der zweiten Staffel überlebt haben. Während Mr. Eko kurz darauf dennoch von dem Rauchmonster getötet wird, hat Locke infolge einer selbst herbeigeführten Vision seinen Glauben an die Insel wieder gewonnen. Die größten Auswirkungen hatte die elektromagnetische Entladung jedoch auf Desmond. Dieser wird im weiteren Verlauf der Staffel wiederholt von Visionen zukünftiger Ereignisse heimgesucht, die fast alle den gewaltsamen Tod Charlies in verschiedenen Situationen zum Inhalt haben, was Desmond zunächst jedes Mal erfolgreich verhindern kann. Zudem erfährt der Zuschauer durch eine Rückblende, dass Claire die Halbschwester Jacks ist.
Der in der zweiten Staffel als Henry Gale vorgestellte Charakter entpuppt sich als Benjamin „Ben“ Linus, der Anführer jener Anderen. Die entführten Jack, Sawyer und Kate werden auf einer kleinen Insel, genannt „Hydra“, vor der Küste der Hauptinsel von den Anderen festgehalten. Jack soll Ben einen Tumor aus dem Rücken operieren, wobei Kate und Sawyer als Druckmittel eingesetzt werden. Juliet Burke, eine der Anderen, von der sich später herausstellt, dass auch sie von Ben gegen ihren Willen auf der Insel festgehalten wird, baut ein Vertrauensverhältnis zu Jack auf und versucht ihn dazu zu bewegen, Ben während der Operation sterben zu lassen. Jack willigt schließlich in die Operation ein. Er lässt Ben dabei zwar nicht sterben, ermöglicht jedoch Kate und Sawyer die Flucht zurück zur Hauptinsel. Nach dem Abschluss der Operation kehren auch die Anderen gemeinsam mit Jack dorthin zurück. Derweil bricht Kate abermals auf, um Jack gemeinsam mit Locke, Sayid und Rousseau aus der Gewalt der Anderen zu befreien. Es stellt sich allerdings heraus, dass Jack und Juliet inzwischen einen Handel mit Ben eingegangen sind, der es ihnen erlaubt, die Insel mit einem U-Boot zu verlassen, mit dem die Anderen sich zwischen der Außenwelt und der Insel frei bewegen. Locke, der – wie sich herausstellt – nur mitgekommen ist, um sich den Anderen anzuschließen, verhindert dies, indem er das U-Boot kurz vor dem Ablegen in die Luft sprengt. Daraufhin verlassen Ben und die übrigen Anderen gemeinsam mit Locke ihr Dorf, während Kate, Sayid, Jack und Juliet zum Strandlager der Überlebenden zurückkehren. Juliet handelt dabei zunächst erneut im Auftrag Bens. Sie soll die Überlebenden infiltrieren und einen Überraschungsangriff der Anderen vorbereiten, bei dem einige der Überlebenden entführt werden sollen.
Ben weiht Locke derweil in die Geheimnisse der Insel ein und stellt ihm in einer einsamen Hütte mitten im Wald den ominösen Wohltäter der Anderen, einen gewissen Jacob, vor. Da Locke diesen jedoch weder sehen noch hören kann, will er die Hütte verärgert wieder verlassen, woraufhin ihn eine ächzende Stimme augenscheinlich um Hilfe bittet. Für den Zuschauer ist zudem für einen kurzen Moment eine menschliche Silhouette zu sehen. Locke verlässt die Hütte schließlich wieder und wirft Ben ein Täuschungsmanöver vor. Die Tatsache, dass Locke Jacob tatsächlich hören konnte, erzürnt Ben dermaßen, dass er Locke daraufhin im Dschungel anschießt und zurücklässt.
In der Zwischenzeit finden Desmond, Hurley, Jin und Charlie im Dschungel eine abgestürzte Hubschrauberpilotin namens Naomi, die vorgibt, im Auftrag von Penny Widmore nach Desmond zu suchen. Von Naomi erhalten die Überlebenden ein Satellitentelefon, doch aufgrund eines von den Anderen eingesetzten Störsignals sowie Rousseaus 16 Jahre alten Notrufs, ist es ihnen zunächst nicht möglich, Kontakt mit dem Frachter, von dem Naomis Hubschrauber gestartet ist, aufzunehmen.
Juliet hat Jack derweil enthüllt, dass sie im Auftrag Bens handelt, ist jedoch nunmehr entschlossen, die Seiten zu wechseln. Gemeinsam mit Rousseau entwickeln sie einen Plan, um die Anderen, die das Lager angreifen sollen, in einen Hinterhalt zu locken und zu töten, was ihnen schließlich auch gelingt. Derweil machen sich die Überlebenden gemeinsam mit Naomi zu dem Funkturm auf, in dem Rousseau einst ihren Notruf abgesendet hat, um diesen abzustellen und Kontakt zu Naomis Frachter aufzunehmen. Gleichzeitig begeben sich Desmond und Charlie zu einer Unterwasserstation der Dharma-Initiative (Der Spiegel), die von den Anderen dazu genutzt wird, jede Kommunikation auf der Insel, die nicht von ihnen stammt, zu stören. Charlie gelingt es, das Störsignal vor Ort auszuschalten. Dabei nimmt er per Funk Kontakt mit Desmonds Freundin Penny auf und erfährt, dass Naomi und ihre Gruppe nicht in ihrem Auftrag handeln. Die Unterwasserstation droht zu überfluten und Charlie schließt die Tür des Kontrollraumes, um Desmond zu retten. Als warnenden Hinweis an seine Kameraden schreibt Charlie die Worte „Nicht Pennys Schiff“ in seine Hand und zeigt sie Desmond durch das Bullauge der schalldichten Tür. Schließlich ertrinkt Charlie in dem sich mit Wasser füllenden Raum, so wie es Desmond vorhergesehen hat.
Am Funkturm angekommen, treffen die Überlebenden auf Ben, der sie davon zu überzeugen versucht, dass die Leute an Bord von Naomis Frachter keine freundlichen Absichten verfolgen. Auch Locke, der überraschend auftaucht und kurzerhand Naomi schwer verletzt, redet vergeblich auf Jack ein. Trotz der Warnungen nimmt Jack mit dem Satellitentelefon Kontakt zum Frachter auf. Ein Angehöriger der Schiffscrew sichert ihm zu, Hilfe zu entsenden. Die Überlebenden wähnen sich gerettet.
Die dritte Staffel endet erstmals mit einem Ausblick in die Zukunft: In einer Sequenz, die dem Zuschauer zunächst den Eindruck zu vermitteln versucht, es handle sich dabei um eine weitere Rückblende, hadert ein alkohol- und tablettensüchtiger Jack mit seinem Leben, in dem er jeglichen Halt verloren hat. Erst am Ende der Episode, als Jack sich mit Kate trifft, wird klar, dass die betreffenden Szenen nach der (in der Serie bis dahin nicht gezeigten) Rückkehr der beiden in die Vereinigten Staaten spielen. Vergeblich versucht ein verzweifelter Jack, Kate davon zu überzeugen, auf die Insel zurückzukehren. Es sei ihnen nicht bestimmt gewesen, die Insel zu verlassen.

#### Vierte Staffel
Die vierte Staffel schließt unmittelbar ans Ende der dritten an. Nachdem Charlie seine finale Warnung vor seinem Tod an Desmond überbracht hat, macht sich Zweifel unter den Überlebenden breit. Daraufhin teilt sich die Gruppe: Der Teil der Überlebenden, der auf Rettung hofft, bleibt unter Jacks Führung zurück, während Locke die Gruppe anführt, die den Frachterleuten skeptisch gegenübersteht. Dieser Gruppe schließen sich unter anderem Sawyer, Hurley, Claire und Ben an, welche sich zur ehemaligen Siedlung der Anderen begeben.
In derselben Nacht muss ein weiterer Hubschrauber des Frachters auf der Insel notlanden. An Bord befinden sich vier Passagiere: Frank Lapidus, der Pilot, der Spiritualist Miles Straume, die Anthropologin Charlotte Lewis und der Physiker Daniel Faraday. Charlotte gerät dabei zunächst in die Hände von Lockes Truppe. Nachdem Sayid sie gegen Miles ausgetauscht hat, fliegt er zusammen mit Desmond zum Frachter. Unterwegs geraten sie in eine Art Sturm, bei welchem Desmonds Bewusstsein anfängt, unkontrolliert zwischen den Jahren 1996 und 2004 hin- und herzuspringen. Mit Hilfe von Daniel kann Desmond die Zeitsprünge beenden, indem er seine große Liebe Penny vom Frachter aus anruft. Daniel fühlt sich durch diese Ereignisse in seiner Theorie bestätigt, dass die Insel eine Art Zeitanomalie besitzt.
Auf dem Frachter erfahren Desmond und Sayid vom Kapitän, dass dieser von Charles Widmore, Pennys Vater, beauftragt wurde, nach der Insel und speziell Benjamin Linus zu suchen. Später erfährt der Zuschauer, dass Widmore einst, wie Ben, ebenfalls Anführer der Anderen gewesen ist, bis dieser durch Ben von der Insel verbannt wurde, um sich dessen Stellung greifen zu können. Seither sind Linus und Widmore erbitterte Feinde und Widmore auf der Suche nach der Insel, um dorthin zurückkehren zu können. Beide beschuldigen sich gegenseitig, den Flugzeugabsturz der Oceanic 815, weit entfernt von der eigentlichen Absturzstelle, originalgetreu für die Öffentlichkeit und Medien inszeniert zu haben, um den echten Absturz zu vertuschen. Es stellt sich zudem heraus, dass Michael Dawson, der die Insel einst mit seinem Sohn Walt verlassen hat, nun unter dem falschen Namen Kevin Johnson von Ben als Spion an Bord der Kahana eingeschmuggelt wurde. Er soll die Crew ausspionieren und das Schiff sabotieren, um die anderen Überlebenden zu retten. Michael findet dadurch auch heraus, dass sich an Bord eine Söldnertruppe unter der Führung des brutalen Martin Keamy befindet, die sich kurze Zeit später vollbewaffnet zur Insel begibt, um Ben gefangen zu nehmen und um, laut Ben, danach alle anderen Überlebenden zu töten. Unterwegs tötet die Truppe Rousseau und Karl, den Freund von Rousseaus Tochter Alex, welche von Keamy als Geisel gefangen genommen wird. Bei dem anschließenden Angriff der Söldner auf die Baracken werden viele der Überlebenden getötet und schließlich Alex als Druckmittel eingesetzt, um ihren Ziehvater Ben zur Aufgabe zu bewegen. Als dieser sich weigert, muss er mit ansehen, wie sie vor seinen Augen exekutiert wird. In wütender Verzweiflung ruft Ben das Rauchmonster herbei, das die Truppe vorerst zurückschlagen kann.
Während Sawyer, Miles und Claire mitsamt Baby Aaron sich darauf wieder zum Strand aufmachen, gehen Ben, Locke und Hurley in den Dschungel auf die Suche nach Jacobs Hütte, um Jacob nach Rat angesichts der Bedrohung zu fragen. Unterwegs verliert die Gruppe unter Sawyers Führung Claire, die eines Nachts ihren Vater Christian Shephard mit Aaron auf dem Arm friedlich am Lagerfeuer sitzend sieht. In der Hütte findet Locke wiederum Christian Shephard vor, der vorgibt, im Auftrag Jacobs zu sprechen. Claire befindet sich ebenfalls in der Hütte. Christian rät Locke, die Insel zu „bewegen“. Im Zuge dessen machen sich Ben, Hurley und Locke auf zu einer weiteren DHARMA-Station, Die Orchidee, mit deren Hilfe sie das erreichen wollen.
Zurück auf dem Frachter, erzwingt Keamy das „zweite Protokoll“, mit dem Ziel, Ben um jeden Preis zu fangen und alle Zeugen zu beseitigen. Er zwingt Frank Lapidus, die Söldner wieder zur Insel zu fliegen. Zuvor platziert Keamy Sprengstoff auf dem Frachter, welcher mit einem Pulsmesser an seinem Arm verbunden ist. Keamys Tod würde somit automatisch zur vollständigen Explosion des Frachters führen, womit er wieder ein Druckmittel in der Hand hat. Sayid gelingt es unterdessen, zum Strand zurückzukehren, wo Daniel und Juliet damit beginnen, die Gestrandeten nach und nach auf den Frachter zu transportieren. Sun, Jin und Aaron sind dabei die Ersten. Jack und Sawyer hingegen machen sich wieder auf in den Dschungel, um Hurley zu finden, der sich noch bei Locke und Ben befindet. Sayid und Kate folgen ihnen, werden aber kurzzeitig von den Anderen, jetzt unter Richard Alperts Führung, gefangen genommen. Die Gruppe um Ben, Locke und Hurley erreicht die Orchidee, die aber bereits von Keamy und seinen Leuten bewacht wird. Ben beauftragt Locke damit, die Station zu benutzen, bevor er sich Keamy ergibt und von diesem zum Hubschrauber gebracht wird. Richard und den Anderen gelingt es daraufhin mit Hilfe von Kate und Sayid, Ben zu befreien und scheinbar alle Söldner zu töten. Kate und Sayid werden als Belohnung freigelassen.
Jack und Sawyer kommen schließlich ebenfalls oberhalb der Station an, wo sie auf Hurley und Locke treffen. Locke bittet Jack angesichts der Besonderheit der Insel, im Falle einer erfolgreichen Rettung in der Öffentlichkeit über die Geschehnisse und die restlichen Überlebenden zu schweigen. Jack lässt sich aber zunächst nicht darauf ein. Kurz darauf fliegen Jack, Kate, Hurley, Sawyer und Sayid zusammen mit Frank Richtung Frachter, wobei sie aufgrund eines Lecks mit Treibstoffmangel zu kämpfen haben. Sawyer springt daraufhin auf halbem Wege aus dem Hubschrauber und schwimmt zur Insel zurück, um den anderen ihre Chance, die Insel zu verlassen, gewähren zu können. Zur selben Zeit fahren Ben und Locke zusammen mit einem Aufzug hinunter in die Orchidee, wo sie erfahren, dass es sich dabei um eine Einrichtung für Experimente mit Zeit- und Raum-Teleportation auf der Insel handelt. Dabei werden sie jedoch von Keamy überrascht, der noch immer am Leben ist. In einem Anfall von Rache tötet Ben Keamy und nimmt dabei in Kauf, dass durch Keamys Pulsmesser der Frachter explodiert. Michael und Jin haben zuvor vergeblich versucht, die Bombe zu entschärfen. Immerhin können sie die Explosion mit Flüssigstickstoff so lange aufhalten, dass der Hubschrauber gerade noch landen, tanken, die meisten Gefährten aufnehmen und wieder starten kann. Nur Michael und Jin bleiben zurück und verschwinden im Feuerball der Explosion, während Frank mit Jack, Kate, Aaron, Sun, Desmond, Hurley und Sayid an Bord versuchen zur Insel zurückzufliegen.
In der Orchidee trifft Ben mittlerweile einige finale Vorkehrungen und empfiehlt Locke, die Station zu verlassen. Da wo Ben hingehe, um die Insel zu bewegen, gäbe es kein Zurück mehr. Stattdessen soll Locke zu den Anderen gehen und ihr neuer Anführer werden. Ben kriecht schließlich in eine Höhle, in der sich ein großes, altes, vereistes Holzrad befindet. Mit viel Mühe kann Ben es drehen und somit in Kraft setzen. Daraufhin beginnt auf der ganzen Insel ein seltsames Vibrieren, und ein grell-weißes Licht leuchtet auf. Vom Hubschrauber aus können die Insassen erkennen, wie die Insel in diesem grellen Licht augenblicklich verschwindet. Unfähig, irgendwo zu landen, muss Frank eine Notwasserung im Ozean vornehmen. Die Abgestürzten schaffen es, sich auf ein Rettungsfloß zu begeben. Als sie dort bereits für unbestimmte Zeit im offenen Meer umhertreiben, werden sie schließlich von einem Schiff entdeckt und aufgenommen. Das Schiff gehört Penny Widmore, die Desmond über dessen Telefonanruf geortet hat. Jack beschließt, wie von Locke gewollt, zum Wohle aller Beteiligten und der Leute, die auf der Insel zurückgelassen wurden, über die Geschehnisse nach dem Absturz zu lügen. Penny hilft ihnen dabei und liefert Jack, Kate, Sayid, Hurley, Aaron und Sun eine Woche später vor der indonesischen Küste ab. Die Gruppe spielt nun die Rolle der einzigen sechs Überlebenden des Fluges Oceanic 815, der angeblich vor Indonesien abgestürzt ist.
In der parallel verlaufenden Zukunftshandlung dieser Staffel erfährt der Zuschauer, wie es den Überlebenden, die in der Öffentlichkeit als Oceanic Sechs bezeichnet werden, nach ihrer Rettung ergeht. In einer Pressekonferenz und einer Gerichtsverhandlung wird eine Lügengeschichte erzählt, nach der alle restlichen Überlebenden umgekommen sein sollen. Oceanic zahlt den Überlebenden eine enorme Entschädigung.
Hurley ist anfangs glücklich, wird allerdings zusehends von Erscheinungen und Wahnvorstellungen heimgesucht, woraufhin er wieder in seine alte Anstalt eingewiesen wird. Sun bekommt ihr Kind von Jin, mit dem sie auf der Insel schwanger geworden war, und trauert nach wie vor um ihren Mann. Sie kauft von der Entschädigung große Teile der Firma ihres Vaters und kontaktiert Charles Widmore, da sie mit seiner Hilfe Ben finden und sich an diesem rächen möchte. In ihren Augen trägt Ben die Mitverantwortung für die Explosion auf dem Frachter, bei der Suns Ehemann Jin anscheinend ums Leben kam. Kate gibt Aaron als ihren leiblichen Sohn aus und kann so einer drohenden Haftstrafe hinsichtlich ihrer früheren Vergehen entkommen. Sayid heiratet seine große Liebe Nadia, die allerdings kurz darauf ermordet wird. Bei deren Beerdigung trifft Sayid auf Ben, der die Insel zwangsweise durch die Verlagerung verlassen musste. Ben gibt ihm vor, Beweise zu haben, dass Widmore für Nadias Tod verantwortlich ist, woraufhin Sayid eine Reihe von als mitverantwortlich deklarierten Menschen in Bens Auftrag tötet. Ferner sucht Ben Charles Widmore persönlich auf und kündigt ihm den Mord an dessen Tochter Penny an. Jack kann anfangs gut mit der Lüge leben, kommt sogar im realen Leben mit Kate zusammen, will sie heiraten und für seinen Neffen Aaron sorgen. Doch die Vergangenheit lässt Jack nicht los; so hat er mehrfach Visionen von seinem Vater Christian. Er fängt an, Kate zu misstrauen, und verfällt Tabletten und Alkohol. Dies gipfelt wiederum in dem am Ende der dritten Staffel gezeigten Flashforward, der nun vom Zuschauer zeitlich einige Jahre nach dem Absturz eingeordnet werden kann.
Die letzten Szenen der vierten Staffel schließen somit unmittelbar an die letzten Szenen des dritten Staffelfinales an. Es stellt sich heraus, dass ein gewisser Jeremy Bentham fast alle Oceanic Sechs aufgesucht hat und sie überreden wollte, wieder auf die Insel zurückzukehren. Bentham stirbt dabei jedoch auf bisher ungeklärte Weise. Da niemand außer Jack zurück zur Insel will, fährt dieser nachts verzweifelt und völlig betrunken zurück zu jenem Sarg und öffnet ihn. Dabei trifft er auf Ben, der ihm sagt, dass es enorm wichtig sei, dass nicht nur er, sondern auch alle anderen, inklusive der Leiche Benthams, zur Insel zurückkehren. Da Jack sich außerstande sieht, die anderen zu überzeugen, bietet sich Ben an, ihm mit einigen Ideen zu helfen. In der letzten Einstellung der Staffel kann man schließlich sehen, dass der verstorbene Jeremy Bentham niemand geringerer als John Locke ist.

#### Fünfte Staffel
Die erste Hälfte der fünften Staffel besteht aus zwei unabhängigen Handlungssträngen, die in der Mitte der Staffel vereint werden.
Thema des ersten Handlungsstrangs ist der Verbleib der auf der Insel übriggebliebenen Überlebenden. Die Charaktere springen, nachdem die Insel am Ende der vierten Staffel scheinbar im Meer verschwand, willkürlich durch die Zeit vor- und zurück. Die Insel selbst springt nicht mit, hat aber ihren physischen Standort im Ozean verlagert, was das plötzliche Verschwinden im Meer erklärt. Während ihrer Zeitsprünge werden die Überlebenden zum Teil Zeugen einiger aus vergangenen Staffeln gezeigter Szenen, jedoch aus anderen Blickwinkeln, aber auch von Handlungen, von denen man zwar weiß, jedoch noch nichts gesehen hat. Jin, der am Ende der vierten Staffel scheinbar auf dem explodierenden Frachter ums Leben kam, hat doch überlebt und springt ebenfalls synchron mit den übrigen Insel-Überlebenden durch die Zeit. Er findet schließlich den Anschluss an die übrigen Überlebenden.
Aufgrund der Zeitsprünge beginnen die Überlebenden, Nebenwirkungen in Form eines Jetlags zu entwickeln, die sich zunächst durch Kopfschmerzen, später durch Nasenbluten äußern und schließlich zum Tod führen können. Charlotte stirbt daran. Die Überlebenden begreifen, dass sie ihr Leben nur retten können, wenn sie die Zeitsprünge beenden. Sie begleiten Locke zur Orchidee-Station, wo er das aus seiner Achse geratene Holzrad zurückbewegen und damit die Zeitsprünge beenden kann. Infolgedessen wird Locke, wie dies bei Ben geschah, zwangsweise von der Insel teleportiert. Die verbliebenen Überlebenden finden sich im Jahr 1974 wieder, als die DHARMA-Initiative aktiv war. Sie mischen sich unter sie und arbeiten mit ihnen zusammen, ohne ihre wahre Herkunft und Identität preiszugeben. Zudem erfahren sie, dass die DHARMA-Initiative in einem angespannten Verhältnis zu den Einheimischen der Insel steht, von den DHARMA-Leuten als Feinde bezeichnet, und die beiden Fraktionen einen Waffenstillstand vereinbart haben. Obwohl die Überlebenden für die DHARMA-Initiative arbeiten, suchen sie heimlich nach ihren Freunden, von denen sie sicher sind, dass sie eines Tages auf die Insel zurückkommen werden.
Wie es John Locke erging, nachdem er die Insel verließ und wie er in den Sarg kam, in dem man ihn am Ende der vierten Staffel sah, wird in Form einer Rückblende erzählt. So wacht er genauso wie Ben in der vierten Staffel in einer Wüste in Tunesien auf und wird schließlich von Charles Widmore aufgesucht. Dieser gibt sich als einer der „Guten“ aus und stellt Ben als den „Bösewicht“ dar, der die Sache genau umgekehrt sieht. Widmore hilft Locke die Oceanic Sechs aufzusuchen, um sie von einer Rückkehr auf die Insel zu überzeugen. Der Versuch scheitert jedoch, weswegen sich Locke das Leben nehmen will. Kurz bevor er sich selbst erhängt, taucht Ben auf und rettet ihn vor dem Selbstmord. Unmittelbar danach erdrosselt er Locke jedoch, nachdem dieser ihm entscheidende Informationen preisgegeben hat, die Ben im Nachhinein ermöglichen werden, die Überlebenden zu einer Rückkehr auf die Insel zu bewegen.
Der zweite Handlungsstrang dreht sich um die zurückgekehrten Überlebenden in der Gegenwart und setzt dort an, wo die Zukunftshandlung am Ende der vierten Staffel endete. Jack will auf die Insel zurückkehren und bekommt dabei Hilfe von Ben, mit dem er fortan zusammenarbeitet. Es gelingt schließlich, einige der Oceanic Sechs zu überreden, zu einer geheimnisvollen Frau namens Eloise Hawking mitzukommen. Es stellt sich heraus, dass es sich dabei um die Mutter von Daniel Faraday handelt, der sich noch immer auf der Insel befindet. Eloise erklärt den Anwesenden, wie sie auf die Insel zurückkommen. So müsse bei einem erneuten Flug, dessen exakte Route das Flugzeug zu genau richtiger Zeit über die Insel führen wird, die damalige Situation während des Absturzes von Oceanic 815, so gut wie möglich nachgestellt werden. Den genauen zukünftigen Standort der Insel kann Eloise mittels einer in LA befindlichen weiteren DHARMA-Station ermitteln. Über Umwege fliegen die zurückgekehrten Überlebenden bis auf Aaron, der von Kate bei dessen leiblicher Großmutter zurückgelassen wird, mit dem Flug 316 der Ajira Airways von Los Angeles nach Guam. An Bord befindet sich auch der Leichnam von John Locke. Während des Fluges kommt es zu Turbulenzen, wobei Jack, Kate, Hurley und Sayid auf die Insel teleportiert werden und kurz darauf im Dschungel verstreut aufwachen.
Hier vereinen sich die beiden bisher unabhängigen Handlungsstränge miteinander, gleichzeitig wird ein neuer eröffnet.
Der neu aufgerissene Handlungsstrang dreht sich um den Verbleib des Fluges 316 der Ajira Airways. Das Flugzeug kann auf der aus früheren Staffeln bekannten kleinen Nachbarinsel „Hydra“ erfolgreich notgelandet werden. Dort finden die Überlebenden verlassene Einrichtungen vor, die in Staffel 3 noch von den Anderen aktiv genutzt wurden. Unter den Überlebenden befinden sich Sun, Ben und der aus Staffel 4 bekannte Hubschrauberpilot Frank Lapidus, der diesmal das Flugzeug steuerte, sowie auch John Locke, der augenscheinlich wieder lebt und gesund ist. Sun und Lapidus begeben sich heimlich mit einem Boot, das sie am Strand vorfinden, zur Hauptinsel in die ehemalige, jetzt ebenfalls verlassene, Siedlung der Anderen. Locke und Ben kommen einige Zeit später ebenfalls dort an und treffen die beiden wieder. In einem Haus entdecken sie ein altes DHARMA-Foto aus den 1970er Jahren, auf dem Jack, Kate und Hurley zu sehen sind, womit sie erfahren, dass diese in der Vergangenheit gelandet sein müssen. Anschließend kehrt Lapidus zur Hydra zurück und Sun, Ben und Locke machen sich auf zu dem in der dritten Staffel bereits erwähnten Tempel der Anderen. Dort angekommen, betritt Ben alleine einen unter dem Tempel befindlichen Raum, wo sich das Rauchmonster aufhält. Es verschont Ben wider Erwarten jedoch. Kurz darauf tritt Bens verstorbene Tochter Alex vor ihn und droht ihm mit dem Tod, falls er nicht Johns Befehlen folge. Dem Zuschauer wird später klar, dass das Rauchmonster Alex’ Gestalt angenommen hat.
Ben, Locke und Sun gehen zum Strand und treffen dort auf Richard Alpert und seine Leute. Locke lässt sich noch einmal seine Anführerrolle bestätigen, die ihm von Ben in der vierten Staffel übergeben wurde und befiehlt Richard, ihn samt dem Gefolge zu Jacob zu führen. Auf dem Weg dahin erteilt Locke Ben den Befehl, Jacob zu töten. Schließlich stehen sie vor einer Ruine, die lediglich aus dem Fuß einer einst riesigen Statue besteht, in der Jacob lebt. Locke und Ben betreten den Raum und finden Jacob tatsächlich vor. Verärgert über Jacobs fehlende Würdigung all der Opfer, die Ben eigener Aussage nach ihm und der Insel zuliebe sein Leben lang gebracht hat, tötet Ben Jacob, wie John Locke es verlangt hat. Jacob wehrt sich nicht, spricht allerdings noch eine letzte Warnung mit den Worten: „Sie kommen.“, bevor Locke ihn in die im Raum befindliche Feuerstelle stößt, wo Jacob innerhalb kürzester Zeit zu Asche verbrennt. Währenddessen warten Richard und die Anderen draußen, als die Überlebenden des Ajira-Fluges zusammen mit Lapidus und einem mitgebrachten Sarg erscheinen. Richard lässt sie den Sarg öffnen, in dem sich zum Erstaunen aller Anwesenden nach wie vor der Leichnam des tatsächlichen John Lockes befindet.
Im wiedervereinten Handlungsstrang treffen die auf die Insel teleportierten Jack, Kate und Hurley auf Jin, der mit einem Bus der DHARMA-Initiative im Dschungel unterwegs ist, wodurch klar wird, dass diese ebenfalls in der Vergangenheit gelandet sind. Über diesen Fund informiert Jin per Funk Sawyer, der sich inzwischen zu einem angesehenen Mitglied der DHARMA-Initiative hochgearbeitet hat. Sawyer gelingt es, Jack, Kate und Hurley in die DHARMA-Initiative einzuschleusen, um nun ebenfalls für diese arbeiten. Sayid wird etwas später in Anwesenheit eines anderen DHARMA-Mitgliedes gefunden, weshalb er sich, auf Sawyers Drängen, vor den DHARMA-Leuten als einer der Inseleinheimischen ausgeben muss und daraufhin gefangen genommen wird. In Gefangenschaft trifft er auf den jungen Benjamin Linus, der zu dieser Zeit zusammen mit seinem Vater als Teil der DHARMA-Initiative auf der Insel lebt. Sayid manipuliert Ben dahingehend, ihm bei seiner Flucht zu helfen, schießt den Jungen jedoch kurz darauf an, da er sich dadurch erhofft, die Zukunft ändern zu können. Ben überlebt den Schuss jedoch schwer verletzt. Da sich Juliet außerstande sieht, Ben zu helfen, bittet Kate Jack um seine Unterstützung. Doch er weigert sich das Leben des Kindes zu retten, um damit das spätere „Monster“ Ben zu verhindern. Kate will das nicht akzeptieren. Als letzte Hoffnung bringt sie Ben mit Sawyers Hilfe zu den Feinden, die ihn wieder heilen sollen. Richard Alpert, eine scheinbare Führungsperson der Feinde, der schon genauso aussieht wie in den vorangegangenen Staffeln und somit nicht zu altern scheint, will Ben helfen, gibt jedoch zu verstehen, dass er nach diesem Heilungsprozess ein anderer wäre – einer von ihnen.
Zur gleichen Zeit erfahren sie, dass die DHARMA-Initiative gerade an der Schwan-Station zur Erforschung einer starken elektromagnetischen Energiequelle arbeitet. Diese Station ist im Jahr 2004 dafür verantwortlich, dass der Absturz des Oceanic-Fluges 815 überhaupt stattfand. Trotzdem mehrfach erwähnt wird, dass nichts, was zu dieser Zeit getan wird, die Zukunft ändern könne, will Jack die Energiequelle sprengen. Mit Hilfe der Feinde gelangt er zu einer Wasserstoffbombe, mit der er das erreichen will. Noch während die Erschließungsbohrung zur Energiequelle läuft, kann Jack in Begleitung seiner Freunde die aus der großen Wasserstoffbombe ausgebaute, wesentlich kleinere Atombombe, die eigentlich zur Zündung der Wasserstoffbombe diente, in den Schacht der Bohrung werfen – wobei sie jedoch zunächst nicht explodiert. Als der Bohrkopf auf die Energiequelle trifft, baut sich ein enorm starkes magnetisches Feld auf, das nun alle metallischen Gegenstände in den Schacht zieht. Eine Eisenkette umwickelt dabei unglücklicherweise Juliet, die trotz Sawyers Rettungsversuch in den Schacht stürzt. Mit letzter Kraft kann Juliet die Atombombe anscheinend zünden. Noch bevor der Zuschauer die Explosion sieht, endet die Staffel.

#### Sechste Staffel
Die sechste Staffel beginnt mit einer Wiederholung der letzten Minuten der fünften Staffel. Mit der Explosion der Atombombe erleiden Sawyer, Hurley, Miles, Jack, Kate, Juliet, Jin und Sayid auf der Insel einen erneuten Zeitsprung ins Jahr 2007, sodass sich nun wieder alle Charaktere in der gleichen Zeitebene befinden. Gleichzeitig wird mittels der von offizieller Seite sogenannten „Flash-Sideways“ eine Nebenhandlung eingeführt, deren Ereignisse während eines alternativen, nicht abgestürzten, Oceanic-Fluges 815 einsetzen.

##### Inselhandlung
Nach dem erneuten Zeitsprung finden Kate, Jack, Sawyer und Miles die in der zweiten Staffel implodierte Schwan-Station vor. Juliet wird zunächst noch lebend unter den Trümmern gefunden, stirbt jedoch kurz darauf in Sawyers Armen an ihren Verletzungen. Währenddessen erscheint Jacob Hurley und rät diesem, seine Freunde zum Tempel zu bringen. Dieser wird, wie sich herausstellt, vom Großteil der auf der Insel lebenden Anderen bewohnt, die es sich nun zur Aufgabe gemacht haben, die Überlebenden – notfalls auch gegen ihren Willen – im Auftrag Jacobs zu beschützen.
Währenddessen erfährt der Zuschauer, dass der in Staffel 5 im Sarg mitgebrachte Locke tatsächlich tot ist. Der Mann, der sich seit der Notlandung des Ajira-Flugzeugs auf der Insel als Locke ausgibt, ist in Wirklichkeit das Rauchmonster, welches die Fähigkeit besitzt, die Gestalt Verstorbener annehmen zu können. Damit werden einige vermeintliche Geistererscheinungen im Verlauf der letzten 5 Staffeln erklärt. Getarnt als Locke nutzte das Rauchmonster abermals die Gelegenheit, die Überlebenden bzw. Ben für seine Zwecke zu beeinflussen. Nach dem Mord an Jacob ist das Rauchmonster nunmehr an die Gestalt Lockes gebunden und macht sich auf die Suche nach Jack und seinen Freunden, die sich alle bis auf Jin, Kate und Sawyer im Tempel befinden. Locke sucht zunächst Sawyer auf und überzeugt ihn, sich ihm in seinem Vorhaben, die Insel für immer zu verlassen, anzuschließen. Dies würde laut Locke allerdings nur funktionieren, wenn auch Jack, Hurley, die Kwons und die anderen gemeinsam gingen. Sawyer soll ihm demnach behilflich sein, den Rest der Überlebenden zu finden und auf seine Seite zu ziehen. Jin stößt zu Lockes Gruppe, nachdem er im Dschungel auf die seit der vierten Staffel verschollene Claire trifft, die noch am Leben ist, aber vom Rauchmonster manipuliert wurde. Mit Claires und Sayids Hilfe gelingt es dem Rauchmonster schließlich, in den Tempel einzudringen und viele der dortigen Bewohner zu töten, die sich ihm nicht freiwillig anschließen wollten. Zu den Überlebenden gehört auch Kate, die sich danach Lockes Gruppe anschließt.
Nach dem Angriff auf den Tempel findet sich die Gruppe um Jack, unter anderem bestehend aus Hurley, Ben, Sun und Richard Alpert, im ehemaligen Strandlager der Überlebenden des Oceanic-Fluges wieder, wo sie zunächst mit der Entscheidung um ihr weiteres Vorgehen hadern. In einer Rückblenden-Folge erfährt der Zuschauer schließlich, dass Alpert Mitte des 19. Jahrhunderts als Sklave mit der hauptsächlich aus Staffel 1 bekannten „Black Rock“ zur Insel kam. Von Jacob erhielt er kurz darauf die Aufgabe als Vermittler zwischen ihm und den Menschen, die er zur Insel holt. Als Gegenleistung verlieh Jacob ihm Unsterblichkeit, weshalb er nicht mehr gealtert ist. Nach Jacobs Tod verliert Alpert kurzfristig seinen Glauben an die Insel, bis er mit Hurleys Hilfe begreift, was zu tun ist: So muss das Rauchmonster um jeden Preis am Verlassen der Insel gehindert werden. Zu diesem Zweck beschließt die Gruppe, das sich noch immer auf Hydra befindliche Ajira-Flugzeug in die Luft zu sprengen. Auf dem Weg dorthin treffen sie mehrmals auf Locke und dessen Leute, worauf sich die Gruppe weiter spaltet und teilweise auch neu formiert.
In der Folge Across the Sea (dt.: Übers Meer) erfährt der Zuschauer schließlich die Hintergrundgeschichte um Jacob und seinen Feind, das Rauchmonster. Demnach sind Jacob und sein Zwillingsbruder um 23 n. Chr. auf der Insel zur Welt gekommen, kurz nachdem ihre Mutter nach einem Schiffbruch gestrandet ist. Sie wird nach der Entbindung von einer Frau ermordet, die sich fortan als „Mutter“ ausgibt und die beiden Zwillingsbrüder aufzieht. Später weiht sie die Kinder in das Geheimnis der Insel ein. Sie führt die beiden zu einer Höhle, durch die ein Bach fließt und welche ein grelles, mystisches Licht beheimatet. Dieses Licht wird von „Mutter“ als die Quelle des Lebens, des Todes und der Wiedergeburt beschrieben. Gehe man in das Licht hinein, drohe einem etwas Schlimmeres als der Tod. Etwas von diesem Licht existiere laut „Mutter“ auch in jedem Menschen. Sollte es jedoch auf der Insel erlöschen, täte es das auch überall sonst. Deshalb muss die Insel beschützt werden. Später beschreibt Jacob die Insel als eine Art Korken, der das Böse dort hält, wo es hingehört. „Mutter“ erklärt den Brüdern, dass einer der beiden dazu bestimmt wäre, eines Tages ihren Platz als Beschützer einzunehmen. Kurz darauf erfahren die Zwillinge die Wahrheit über ihre Herkunft, woraufhin Jacobs Bruder, dessen Name in der Serie nie erwähnt wird, das Zuhause bei „Mutter“ verlässt, um mit den Menschen zu leben, die einst mit seiner leiblichen Mutter auf die Insel kamen. Jacob bleibt bei „Mutter“ zurück, sodass die Zwillinge, bis auf gelegentliche Treffen, fortan getrennt voneinander aufwachsen.
30 Jahre später versucht Jacobs Bruder mithilfe der Menschen aus seinem Dorf, einen Weg von der Insel zu finden. Als „Mutter“ erfährt, dass er dazu das Licht der Höhle nutzen will, schlägt sie ihn bei einem Abschiedsbesuch bewusstlos. Als er wieder zu sich kommt, liegt sein Dorf in Schutt und Asche, alle Bewohner sind tot und die Vorrichtung, die er zum Verlassen der Insel benutzen wollte, in einem Brunnen verschüttet. Aus Wut darüber tötet er „Mutter“, die sich hierfür aus letzter Kraft bei ihm bedankt. Zuvor hat sie ihre Aufgabe als Beschützerin der Insel an Jacob weitergegeben. Aus Rache für den Mord an „Mutter“ verletzt Jacob seinen Zwillingsbruder schwer und wirft ihn in das Licht der Höhle. Dieses erlischt für einen Augenblick und entlässt unter einem ohrenbetäubenden Lärm eine wütende Wolke schwarzen Rauches.
Der nun körperlose Zwillingsbruder Jacobs – das Rauchmonster, gibt fortan sein Vorhaben nicht auf, die Insel irgendwann verlassen zu können. Dies kann er allerdings nur erreichen, indem er sich des Beschützers der Insel, also Jacob, entledigt, was er nicht kann, da „Mutter“ sie so „gemacht“ hat, dass sie einander nicht schaden können. Jacob wiederum bringt seit unbestimmter Zeit Menschen auf die Insel, um einerseits das Rauchmonster zu töten und um diesem zu beweisen, dass die Menschen nicht von Grund auf schlecht sind, wovon sein Bruder überzeugt ist und daher keinen Grund für Jacobs Lebensaufgabe sieht, die Insel zu beschützen. Andererseits sucht Jacob für sich einen Nachfolger, sollte es dem Rauchmonster einmal doch gelingen, ihn zu töten. Jack, Hurley, die Kwons, Sawyer und Sayid sind die verbliebenen „Kandidaten“. Da diese unter Jacobs Schutz stehen, kann das Rauchmonster ihnen ebenfalls nicht direkt schaden, doch es kann sie für dessen Zwecke beeinflussen.
Desmond, der zwischenzeitlich von Charles Widmore gegen seinen Willen wieder zurück zur Insel gebracht wurde, wird von Locke in einen Brunnen geworfen und seinem Schicksal überlassen. Später befehligt er Sayid, Desmond zu erschießen, was er aber nicht macht. Von Widmore erfährt Locke, dass Desmond der einzige bekannte Mensch ist, der einen letalen elektromagnetischen Vorfall überlebt hat und, angeblich im Auftrag Jacobs, wieder zur Insel gebracht wurde, um eine bestimmte Aufgabe zu erfüllen. Ben, der sich inzwischen als Einziger auf Lockes Seite geschlagen hat, tötet Widmore. Gemeinsam begeben sie sich zu dem Brunnen, wo Desmond hineingeworfen wurde, finden diesen jedoch leer vor. Desmond wurde inzwischen von Rose und Bernard befreit, in deren Lager Locke ihn letztlich vorfindet und zwingt, mit ihm zu kommen.
Bei einem Fluchtversuch mittels des U–Boots, mit dem Widmore zur Insel gekommen ist, werden Sun, Jin und Sayid getötet. Während Lapidus, Miles und Alpert sich später auf der Hydra wiederfinden, stranden Jack, Kate, Sawyer und Hurley wieder auf der Hauptinsel. Dort erscheint Jacob den verbliebenen Kandidaten, welche nun Hurley, Jack und Sawyer sind. Er erklärt ihnen, dass er das Rauchmonster erschaffen hat und dieses um jeden Preis versuchen wird, die Insel zu verlassen, was verheerende Folgen nach sich ziehen soll. Auf die Nachfrage, ob es denn überhaupt möglich sei, es zu töten, erwidert Jacob, dass er dies nicht wisse, doch es würde definitiv versuchen, Jack und die verbliebenen Kandidaten zu töten. Jacob erklärt zudem, wieso er ausgerechnet Jack, Sawyer und die anderen ausgesucht und zur Insel gebracht hat. So hätten sie sich, wie er, stets verloren gefühlt und in ihrem Leben nach etwas gesucht, was sie nicht finden konnten. Daher sollen sie die Insel genauso sehr gebraucht haben, wie die Insel sie brauchte. Er erklärt, dass einer von ihnen nun entscheiden müsse, ob er den Job als sein Nachfolger annehmen möchte. Er gäbe ihnen etwas, was ihm selbst einmal verwehrt blieb: eine Wahl. Kate war ehemals eine Kandidatin, welche jedoch nach Aussage Jacobs nur deshalb nicht mehr in Frage kam, da sie für Aaron eine Mutter wurde. Doch sie dürfe seinen Job trotzdem übernehmen, wenn sie es wolle. Jack meldet sich allerdings freiwillig, da er es für seine Bestimmung hält. Daraufhin erklärt Jacob ihm den Weg zum Licht, welches nur der Beschützer finden kann und übergibt ihm offiziell die Verantwortung als neuer Beschützer der Insel.
Auf dem Weg zur Höhle des Lichts treffen sich nun beide Gruppen um Jack und Locke zunächst friedlich. Jack droht jedoch Locke, diesen zu töten, verrät aber nicht genau wie. Jack, Locke und Desmond begeben sich zum Licht und lassen Desmond runter in die Höhle. Dort angekommen findet dieser eine Art kreisrundes Steinbecken, das mit Wasser gefüllt ist und das grelle Licht ausstrahlt. Es wird klar, dass das Licht ein starkes elektromagnetisches Feld darstellt, als Desmond in das etwa knietiefe Wasser steigt und vor Schmerz aufschreit. In der Mitte des Beckens befindet sich ein korkenähnlicher länglicher Stein, der in ein Loch eingelassen ist. Als Desmond den Korken aus dem Loch zieht, fließt das Wasser ab und das Licht erlischt. Dafür erstrahlt die Höhle in einem dunklen Rot und scheint sich aufzuheizen. Desmond fällt bewusstlos um. Auf der Insel kommt es nun zu anhaltenden Erdbeben und sie beginnt auseinanderzubrechen bzw. zu versinken. Vor der Höhle kämpfen Jack und Locke miteinander, wobei Locke leichte Verletzungen davonträgt und begreift, dass er nun verwundbar ist. Daraufhin schlägt er Jack bewusstlos und versucht, die sinkende Insel mit dem Segelschiff, mit dem Desmond vor Jahren dort gestrandet war, zu verlassen. Als Jack wieder zu sich kommt, kann er Locke an den Felsen einholen, wo es zu einem finalen Kampf kommt. Locke kann mithilfe von Kate, die ihn anschießt, getötet werden. Jack wird dabei schwer verletzt.
Per Walkie-Talkie erfahren Kate, Sawyer, Hurley und Ben, dass Lapidus das Flugzeug auf der Hydra startklar machen konnte und demnächst abheben würde, da die Insel noch immer zu sinken droht. Ben und Hurley entscheiden sich jedoch, Jack dabei zu helfen, die Insel zu retten. Kate und Sawyer nehmen daraufhin Desmonds Boot und eilen zur Hydra. Da Jack plant, sich selbst zu opfern, reicht er Hurley die Aufgabe als Beschützer der Insel weiter. Ben und Hurley seilen ihn anschließend in die Höhle ab. Mit letzter Kraft schleppt Jack sich zum Steinbecken, rettet Desmond und stellt den Korken wieder an dessen Platz inmitten des Beckens. Daraufhin fließt wieder Wasser in das Becken, welches wieder in dem hellen Licht erstrahlt. Die Erdbeben hören auf und die Insel ist gerettet.
Hurley und Ben ziehen Desmond an die Oberfläche und überlegen, wie es weitergehen soll. Hurley bittet Ben aufgrund seiner Erfahrungen, ihm bei seiner Aufgabe als neuer Beschützer der Insel zu helfen, was Ben erfreut annimmt. Es wird angedeutet, dass Hurley Desmond ermöglichen möchte, die Insel wieder zu verlassen, damit dieser wieder mit Penny zusammen sein kann.
Auf der Hydra können Kate, Sawyer sowie Claire noch rechtzeitig ins Flugzeug einsteigen und zusammen mit Miles, Alpert und Lapidus von der Insel fliegen.
Die letzten Szenen zeigen Jack, der noch lebend an einem kleinen Bach aufwacht und scheinbar ziellos durch den Dschungel läuft. Es wird klar, dass er sich an der gleichen Stelle befindet, wo er in der Pilotfolge der ersten Staffel nach dem Absturz des Oceanic–Fluges 815 aufgewacht ist. Dort fällt er zu Boden und sieht das über ihn hinwegfliegende Ajira–Flugzeug, was ihm die Gewissheit gibt, dass es zumindest ein Teil seiner Freunde geschafft hat zu fliehen. Vincent läuft aus dem Dschungel auf ihn zu und legt sich neben ihn. Es folgt eine Nahaufnahme von Jacks Auge, während es sich langsam schließt.

##### Nebenhandlung („Flash-Sideways“)
Die ersten Bilder nach der Explosion der Wasserstoffbombe zeigen Jack und die anderen Überlebenden erneut auf dem Oceanic–Flug 815 von Sydney nach Los Angeles. Die Tatsache, dass Desmond mit an Bord ist, zeigt bereits hier Unterschiede zum Originalflug auf. Kurz darauf treten stärkere Turbulenzen an Bord ein, welche jedoch nicht zum Absturz führen. Die anschließende Kameraführung zeigt, dass das Flugzeug soeben über die unter Wasser liegende Insel hinweggeflogen ist. Die Passagiere landen schließlich unbeschadet auf dem Flughafen von Los Angeles. Im weiteren Verlauf der Staffel treffen sie immer wieder aufeinander. Es werden die alternativen Lebensverläufe der Hauptfiguren und die der anderen Überlebenden der letzten Staffeln gezeigt.
Der Eindruck einer Verzweigung der Nebenhandlung mit der Inselhandlung wird zunächst damit bestärkt, dass die Personen nach und nach Erinnerungen aus ihrer Zeit auf der Insel in Form von Flashes bekommen, meistens in Situationen, die der Inselhandlung sehr ähneln. Außerdem spielen Spiegel eine vorherrschende Rolle in der Nebenhandlung sowie das merkwürdige Verhalten der Charaktere beim Anblick ihrer Selbst in ihnen. Des Weiteren fallen besonders bei Jack Erinnerungslücken aus seiner Kindheit und eine aus unerklärlichen Gründen wiederkehrende blutende Wunde an seinem Hals auf, die, wie sich später herausstellt, eine der Verletzungen ist, die er beim Endkampf mit Locke auf der Insel davontrug.
Nachdem Desmond als Erster erkennt, dass es eine Verbindung zwischen den Passagieren des Fluges 815 zu geben scheint, beginnt er, zunächst Hurley, dann die anderen Hauptpersonen aufzusuchen, um sie an die Insel zu erinnern. Zuletzt lässt Desmond den seit dem Flug 815 verschollenen, jedoch nun scheinbar wiedergefundenen Sarg von Jacks Vater Christian in die Kirche anliefern, wo dessen Beerdigung stattfinden sollte und informiert Jack telefonisch darüber, wobei er sich als Mitarbeiter der Oceanic Airlines ausgibt. Zuvor arrangiert er ein Zusammentreffen zwischen Kate und Jack, bei dem Jacks Erinnerungen nun vollständig zurückkehren und er sich von Kate dazu überreden lässt, zur Kirche zu fahren, in der „die anderen“ schon angeblich auf sie warten würden, um dann gemeinsam „zu gehen“. Vor der Kirche treffen unter anderem Locke und Hurley nacheinander ein, wobei sie auf Ben treffen. Auf die Frage, ob er nicht mit rein komme, erwidert dieser, dass er noch etwas zu erledigen habe und deshalb gerne noch für eine Weile zurückbleiben wolle.
In der Kirche sucht Jack währenddessen zunächst den Sarg seines Vaters auf, welchen er zu seiner Verblüffung leer vorfindet. Kurz darauf jedoch steht Christian ihm scheinbar quicklebendig gegenüber. Von ihm erfährt Jack nun, dass er tot ist, so wie auch alle seine Freunde. Einige seien noch vor, andere lange nach ihm gestorben, was jedoch unerheblich sei, da dort, wo sie nun seien, die Zeit keine Rolle mehr spiele. Sie hätten sich diese Realität selbst erschaffen, um sich nach dem Tode wiederfinden und gemeinsam weiterziehen zu können. In der Kirche selbst treffen Jack und Christian überwiegend auf die Überlebenden der ersten Staffel, darunter Sayid, Sawyer, Kate, Hurley, Locke, die Kwons, Charlie, Claire und Aaron.
Nachdem alle wieder glücklich miteinander vereint sind, öffnet Christian die Kirchentüre von innen, wobei der Raum in einem grellen weißen Licht aufgeht.

##### Epilog
Der etwa zwölfminütige Epilog „The New Man in Charge“ wurde mit dem DVD-Set zur sechsten Staffel und dem zur gesamten Serie veröffentlicht.
Ben erscheint im DHARMA-Logistiklager in Guam und erklärt den beiden Mitarbeitern Hector und Glenn, dass die DHARMA-Initiative seit knapp 20 Jahren nicht mehr existiere und sie gehen sollen. Da die beiden Antworten verlangen, erlaubt Ben ihnen jeweils eine Frage zu stellen. Glenn möchte wissen, wie es sein könne, dass die Pakete alle auf die Insel geschickt würden, obwohl immer unterschiedliche Koordinaten angegeben waren, was Ben mit der Begründung, dass die Insel sich bewege, erklärt. Hector fragt nach der Möglichkeit der Existenz der Eisbären, da sich die Insel seines Wissens in den Tropen befinde, woraufhin Ben eine DVD mit dem Hydra-Orientierungsfilm einschaltet.
In diesem Film erklärt Pierre Chang die Experimente an Eisbären und Vögeln sowie den Zweck von Raum 23.
Ben betritt die psychiatrische Anstalt Santa Rosa, um Walt zu besuchen. Er kann ihn überzeugen, dass er besonders sei und mit ihm auf die Insel zurückkehren müsse. Draußen steigen sie in einen DHARMA-Bus, in dem Hurley auf dem Rücksitz wartet. Dieser erklärt Walt, dass er auf die Insel gehöre und er mit ihm über einen Job sprechen möchte.

### Specials
Die Specials sind Episoden, die nur aus Clips aus bisher bekanntem Material bestehen und die die Ereignisse bis zu einem gewissen Punkt nacherzählen. Sie sind bis auf einige Ausnahmen immer vor der ersten Episode oder vor dem Finale der jeweiligen Staffel angesiedelt, was vor allem dazu dient, neuen Zuschauern den Einstieg zu erleichtern. Später gibt es auch einige Specials, die themenbasiert sind (zum Beispiel Zeitreisen oder die Geschichte der Oceanic 6).
Neue Informationen werden lediglich durch einen Off-Kommentar vermittelt. Dieser wird bis zur dritten Staffel von Brian Cox bzw. Peter Coyote gesprochen. In einigen Episoden kommentieren die ausführenden Produzenten Damon Lindelof und Carlton Cuse die Inhalte. Ab Staffel 3 sprechen verschiedene Schauspieler, die bei Lost eine Rolle spielen, die Kommentare. Dabei handelt es sich um Michael Emerson (Benjamin Linus), Doug Hutchison (Horace Goodspeed) und Nestor Carbonell (Richard Alpert). In den deutschen Fassungen kommen dabei die entsprechenden bekannten Synchronsprecher zum Einsatz.
Die einzige Ausnahme bildet die Special Lost Moments, das während der 13-wöchigen Pause ausgestrahlt wurde, von der die 3. Staffel geteilt wurde. Es besteht aus einzelnen Szenen, die allesamt aus noch kommenden Episoden stammen. Das Konzept entspricht dem der Sneak Peeks, die ab der fünften Staffel als Vorschau für die jeweils nächste Episode veröffentlicht wurden.
Nicht alle Specials wurden im deutschen TV ausgestrahlt.

### Besondere Aspekte

#### Abgestürzte aus Flug 815 und andere Überlebende
Zu Beginn der Serie gab es 48 Überlebende aus dem Rumpfteil des Flugzeugs (sowie einen Hund), von denen 14 die ursprünglichen Hauptfiguren der Serie darstellten. Der Pilot des Flugzeugs wurde im Verlauf des Pilotfilms, von Jack, Kate und Charlie, im abgetrennten Cockpit gefunden, jedoch nur wenige Augenblicke später vom geheimnisvollen Monster der Insel getötet. Bereits von dem Pilotfilm an sterben regelmäßig Nebenfiguren und Statisten unter den Überlebenden (so wird ein Überlebender unmittelbar nach dem Absturz in ein Triebwerk gerissen, das daraufhin explodiert; dem schwer verwundeten Marshal Mars wird Sterbehilfe geleistet; eine Frau ertrinkt beim Baden im Meer usw.). Gegen Ende der ersten Staffel bekommt die schwangere Claire ihr Baby, während mit Boone die erste Hauptfigur ums Leben kommt. Seine Stiefschwester Shannon wiederum stirbt zu Beginn der zweiten Staffel und Charlie am Ende der dritten Staffel.
Bereits seit dem Pilotfilm galt das Heckteil des Flugzeugs als vermisst. Im Finale der ersten Staffel wurde im Zuge einer Rückblende eine Frau namens Ana-Lucia eingeführt, die laut eigener Aussage einen Platz im Heck des Flugzeugs hatte. Zu Beginn der zweiten Staffel treffen einige der Überlebenden aus dem Mittelteil dann auf die Überlebenden aus dem Heck. Deren bisherige Erlebnisse auf der Insel werden in einer eigenen Episode geschildert, wobei die Anzahl von ursprünglich 23 Überlebenden im Verlauf dieser Episode aufgrund von Entführungen durch die Anderen und diverse Todesfälle innerhalb von 48 Tagen auf fünf zusammenschrumpft. Diese fünf verbliebenen Überlebenden aus dem Heck kehren dann mit den Überlebenden aus dem Mittelteil zu deren Strandlager zurück, wobei eine weitere Überlebende, die ursprünglich bereits im Pilotfilm eingeführte Stewardess Cindy, auf mysteriöse Weise verschwindet. Den neuen Hauptfiguren ist jedoch kein langes Leben beschieden, da Ana-Lucia und Libby gegen Ende der zweiten Staffel erschossen werden und Mr. Eko zu Beginn der dritten Staffel vom Monster getötet wird. Ebenfalls in der dritten Staffel wird enthüllt, dass die entführten Überlebenden aus dem Heck – darunter auch Cindy – wohlauf sind und sich nunmehr in der Gesellschaft der Anderen aufhalten. Des Weiteren läuft Juliet von den Anderen zu den Gestrandeten über und schließt sich ihnen an.
Gelegentlich treffen die Überlebenden des Absturzes auf der Insel auf andere Personen, die es ebenfalls dorthin verschlagen hat. Eine Französin namens Danielle Rousseau ist die letzte Überlebende eines Forschungsteams, das 16 Jahre zuvor auf der Insel Schiffbruch erlitten hatte; ferner ist ein Mann namens Desmond Hume, der ursprünglich im Rahmen einer Rückblende eingeführt wurde, drei Jahre vor der Gegenwartshandlung dort mit seinem Segelschiff gestrandet. Außerdem finden die Protagonisten im Verlauf der Serie das Wrack eines abgestürzten Propellerflugzeugs aus Nigeria, dessen verstorbene Insassen in Verbindung mit Mr. Eko stehen, sowie die Black Rock, ein altes britisches Sklavenschiff, inmitten der Insel. Die ursprünglichen Überlebenden des Fluges 815 werden durch Angriffe der Anderen, Unfälle und Widmores Männer stark dezimiert. In der finalen Folge der 4. Staffel werden die allermeisten Überlebenden mit Ausnahme des Hauptcasts durch die Bombe auf dem Frachter getötet.
Seit Staffel 4 treten neue Charaktere in den Mittelpunkt. Frank Lapidus, der Pilot eines Helikopters und ursprünglicher Pilot von Flug 815, die Anthropologin Charlotte Lewis, der Physiker Dr. Daniel Faraday sowie Miles Straume, eine Person, die mit Toten kommunizieren kann. Nachdem eine Militäreinheit nachfolgend von einem Frachter aus die Insel infiltriert, sterben Danielle, Alex, ihr Freund Karl und alle Soldaten. Als Ben die Insel bewegt und ein Teil der ursprünglichen Überlebenden die Insel verlassen hat, treten in unregelmäßigen Abständen bei den übrigen Überlebenden auf der Insel Zeitsprünge auf. Da diese unmittelbar schädlich für das Gehirn sind, verstirbt nach kurzer Zeit Charlotte in den Händen Daniels, bevor Locke die Insel nochmals bewegen kann, um die Zeitsprünge zu stoppen. Damit verlässt Locke die Insel und die anderen Protagonisten finden sich im Jahre 1974 wieder, wo sie wenig später der DHARMA-Initiative beitreten und drei Jahre glücklich zusammen leben. In der fünften Staffel wird Daniel getötet, und auch Juliet überlebt ihren meterhohen Fall in den Schacht der Schwan-Station nicht und verstirbt anschließend. Des Weiteren werden im Staffelfinale der fünften Staffel sowie mit Beginn der sechsten Staffel die Rollen Jacobs, dessen Todfeinds und der Anderen neu dargestellt.

#### Wiederkehrende Rückblendencharaktere
Über weite Teile der ersten Staffeln treten in Rückblenden neue Charaktere auf, die sich nicht an Bord des Flugzeugs befanden bzw. den Absturz nicht überlebt haben. Viele dieser Charaktere treten häufiger in Rückblendenszenen auf, einige von ihnen sogar in den Rückblenden verschiedener Charaktere, womit sie zu den geheimnisvollen Verbindungen der Charaktere untereinander beitragen. Im Laufe der späteren Staffeln wird die Rolle dieser Charaktere erklärt. So kann Hugo in der Gegenwart bereits gestorbene Menschen sehen und mit ihnen in Kontakt treten. Andere Charaktere stehen in Verbindung zu Charles Widmore oder den Anderen. Auch wird es auf diese Weise Charakteren, die im Laufe der Serie bereits ums Leben gekommen sind, ermöglicht, im Rahmen einer Rückblende erneut aufzutreten. In einigen seltenen Fällen treten bereits aus Rückblenden bekannte Charaktere auch unvermittelt in der Gegenwartshandlung auf der Insel in Erscheinung, wobei diese auf unterschiedliche Weise auf die Insel gelangt sind. Mit dem Staffelfinale der fünften Staffel wird die geheimnisvolle Person Jacob sowie dessen Feind mit einer Rückblende in die Kolonialzeit eingeführt und in ein zentrales Licht gerückt.
Eine besondere Rolle unter den Rückblendencharakteren nimmt dabei Jacks Vater Christian ein, der – obwohl bereits vor dem Absturz gestorben – auf der Insel wiederholt seinem Sohn sowie anderen Überlebenden erscheint. Laut den Produzenten lautet sein Status innerhalb des Autorenstabs – genau wie der von Mr. Ekos Bruder Yemi – weder „tot“ noch „lebendig“, sondern „untot“. Das geheimnisvolle Rauchmonster kann zudem die Gestalt von Toten annehmen; indem es Alexandras Gestalt annimmt, konnte Benjamin Linus ebenfalls seine Tochter nach ihrem Tod wiedersehen. Mit Ausstrahlung der sechsten Staffel ist erklärt worden, dass das Rauchmonster der falsche John Locke, Jacobs Feind, ist, und dass dieser auch die Form der vermeintlichen „Untoten“ angenommen hat, um die Überlebenden zu manipulieren.

#### DieAnderen
Ebenfalls noch im Verlauf der ersten Staffel wird erstmals die Existenz einer Gruppe von Personen angedeutet, der man schließlich den Namen „Die Anderen“ gibt. Einer von ihnen, Ethan Rom, infiltrierte die Überlebenden des Absturzes und entführte schließlich die schwangere Claire; wie sich später herausstellt, um ihr Überleben und das ihres Kindes zu sichern. Am Ende der ersten Staffel wird das Floß, mit dem einige der Überlebenden von der Insel fliehen wollen, von einem Boot der Anderen abgefangen, Walt wird entführt und das Floß in die Luft gesprengt. In der zweiten Staffel treten die Anderen zunächst als eine Gruppe lumpentragender Wilder auf, jedoch stellt sich später heraus, dass es sich dabei lediglich um eine Tarnung handelt. Einer von ihnen, der sich anfangs für den auf der Insel abgestürzten Henry Gale ausgibt, wird im Verlauf der zweiten Staffel von Danielle Rousseau gefangen genommen und von ihr zu den Überlebenden gebracht; er kann jedoch später mit Michaels Hilfe entkommen. Schließlich stellt sich heraus, dass Gale eine Führungsposition unter den Anderen einnimmt und auf den Namen Benjamin Linus hört. In der dritten Staffel werden die Anderen und ihre Gesellschaft zunehmend in den Mittelpunkt gerückt, wobei sich herausstellt, dass ein Großteil von ihnen nicht auf der Insel geboren, sondern erst im Laufe der Jahre aus der Außenwelt rekrutiert wurde.
Nachdem ihr Wohnsitz in den DHARMA-Baracken aufgegeben werden musste, kehren die Anderen in den weiten Dschungel zurück. Der oberste Anführer der Anderen scheint eine bis dato unbekannte Person mit dem Namen Jacob zu sein. Die Person Richard Alpert nimmt dabei die Funktion eines Ratgebers ein, während Benjamin Linus die Befehle Jacobs an den Stamm weitergibt. Im Laufe der Zeit läuft jedoch John Locke Benjamin Linus Rang ab und wird zum neuen Anführer. Als Locke die Insel ebenfalls verlässt, nachdem er die Insel bewegt, und in einem Appartement nach einem Selbstmordversuch von Ben erdrosselt wird, kehrt er wenig später in einem Sarg auf die Insel zurück. Jacobs Feind kann dadurch die Gestalt John Lockes annehmen, unter seiner Administration die Anderen manipulieren und über den beeinflussten Benjamin Linus Jacob töten. Es wird bekannt, dass die Anderen ihr Hauptlager in einem tief verborgenen Tempel aufgeschlagen haben und in einem ewigen Kampf gegen Jacobs Bruder, nun das Rauchmonster, stecken.
Sie sehen sich selbst als „die Guten“ und verstehen die Aggressivität der Überlebenden nicht, die auf die Entführungen durch die Anderen mit Gewalt reagieren. Sie haben einen deutlich höheren Lebensstandard als die Überlebenden. Sie leben in den alten Häusern, die von der Dharma Initiative zurückgelassen wurden und führen ein normales Mittelklasseleben. Um die Überlebenden zu täuschen, verwenden sie falsche Bärte, abgetragene Kleidung und laufen barfuß. Nur wenige von ihnen sind erfahrene Kämpfer, die meisten sind ganz normale Menschen. Ihre Motivation wird nie zur Gänze aufgelöst.

#### Die DHARMA-Initiative

Logo der fiktiven DHARMA-Initiative

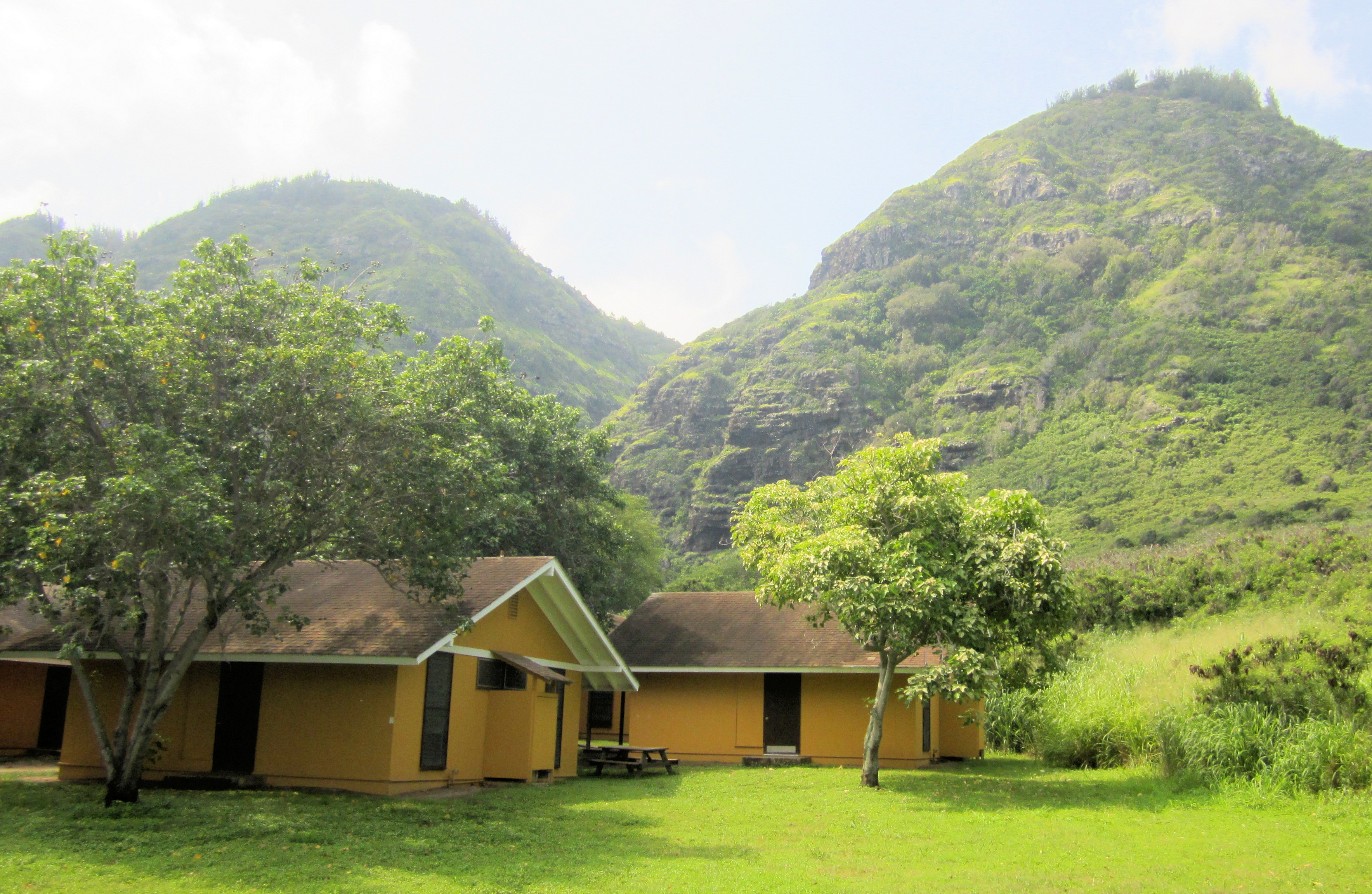
Wohnhäuser der fiktiven DHARMA-Initiative

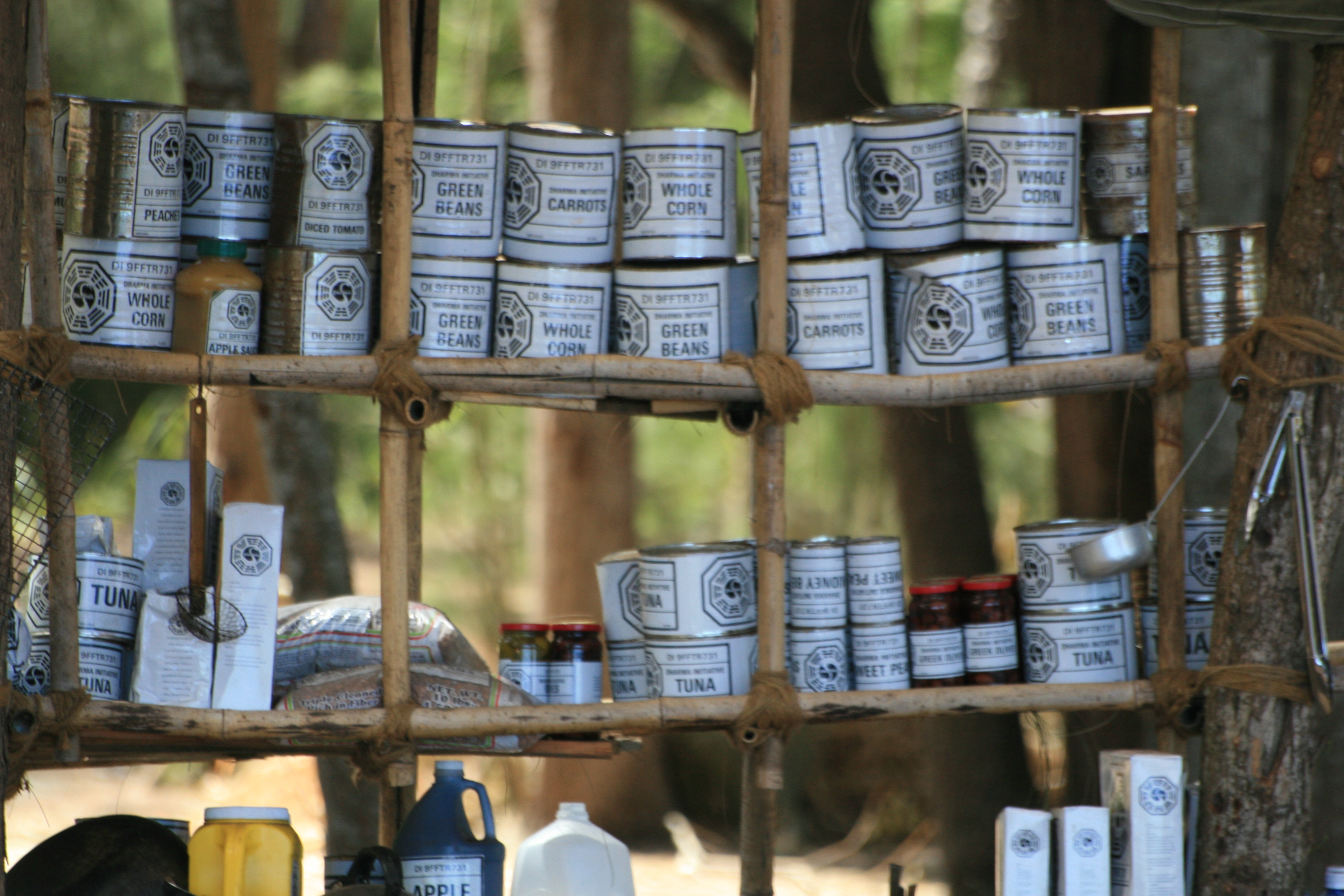
Essensvorräte der fiktiven DHARMA-Initiative

Zu Beginn der zweiten Staffel wird die DHARMA-Initiative eingeführt, deren Mitglieder in den ersten Staffeln nur im Rahmen von Filmaufzeichnungen oder Rückblenden neu eingeführter Charaktere auftreten. Im Orientierungsfilm der Schwan-Station erfährt man, dass die DHARMA-Initiative 1970 gegründet wurde und zu dieser Zeit auf die Insel kam. Mithilfe der ersten Station „Der Laternenmast“ gelang es, die Insel in einer gewissen Periode der Zeit an einem bestimmten Punkt auf dem Planeten aufzufinden. Dort angekommen, baute sie verschiedene Einrichtungen, darunter eine Siedlung und zahlreiche Forschungsstationen, die im Laufe der Serie von den Protagonisten entdeckt oder in Rückblenden gezeigt werden. Einige der Forschungseinrichtungen machten sich die Überlebenden des Fluges 815 als Unterschlupf zu Nutze, während die Anderen die Baracken als Wohngebiet verwendeten. Die Mitarbeiter der DHARMA-Initiative wurden 1992 bei einem Giftgas-Angriff der Anderen getötet. Als die Überlebenden durch die Zeit ins Jahr 1974 zurückreisen, finden sie in der DHARMA-Initiative Unterschlupf und werden Mitglieder.

#### Bedeutung der Namen
Laut den Produzenten wurde keiner der Namen nach Belieben ausgewählt, vielmehr sollen diese alle eine Bedeutung besitzen. In einigen Fällen ist der Bezug offenkundig, so heißt Jack beispielsweise mit Nachnamen Shephard, zu Deutsch Hirte, eine Rolle, die er innerhalb der Gruppe der Überlebenden tatsächlich einnimmt. Der Name von Claires Sohn, Aaron, war wiederum der Name des Bruders des biblischen Moses. Letzteres wird in der Serie selbst angesprochen.
Auch wurden mehrere Haupt- und Nebenfiguren nach berühmten Philosophen, Schriftstellern und Wissenschaftlern benannt, so beispielsweise John Locke, Jeremy Bentham, Richard Alpert, Mikhail Bakunin, Edmund Burke und Anthony Ashley-Cooper. Ferner bezieht sich Desmonds vollständiger Name, Desmond David Hume, auf den Philosophen David Hume und der Name Sayid Jarrah auf Edward Said, Danielle Rousseau besitzt denselben Nachnamen wie Jean-Jacques Rousseau, Charlotte Staples Lewis denjenigen von Clive Staples Lewis, und Daniel Faraday ist von Michael Faraday abgeleitet.
Auch die Namen von Romanfiguren kommen gelegentlich zur Anwendung, so bezieht sich der angenommene falsche Name von Benjamin Linus, Henry Gale, auf eine Figur aus dem Buch Der Zauberer von Oz, der Name Goodwin auf den Zauberer aus der russischen Neubearbeitung des gleichen Stoffes, Der Zauberer der Smaragdenstadt. Der Name Benjamin wiederum hat ebenfalls ein biblisches Vorbild, bei dem es sich um den Sohn von Jakob handelte. In der Serie ist Benjamin Linus laut eigener Aussage dem geheimnisvollen Jacob unterstellt. Die Figur des Arztes Jack spielt auf William Goldings Roman Herr der Fliegen an, in welchem der Anführer der gestrandeten Kinder denselben Namen trägt. Desmonds Freundin Penelope trägt den Namen der Frau des Odysseus, die 20 Jahre lang auf dessen Heimkehr wartete.
Der Name Mr. Eko wurde von den Produzenten und Darsteller Adewale Akinnuoye-Agbaje gemeinsam ausgewählt, nachdem Letzterer den ursprünglich vorgeschlagenen Namen Emeka abgelehnt hatte, da er für seine Rolle einen Namen aus dem Volk der Yoruba bevorzugte, dem er selbst angehört.
Die Namen Marvin Candle und Mark Wickmund, die vom DHARMA-Wissenschaftler aus den Orientierungs-Videos verwendet werden, sind Variationen desselben Themas – beide Nachnamen haben etwas mit Wachskerzen zu tun. Ein dritter Name nach demselben Muster, Edgar Haliwax, kam zudem in einem neuen Video zum Einsatz, das erstmals im Rahmen der San Diego Comic-Con 2007 gezeigt wurde.
Des Weiteren gibt es eine interessante Beziehung zwischen Benjamin Linus und einer Romanfigur von Sir Arthur Conan Doyle. In der vierten Staffel checkt Benjamin Linus unter dem Namen Dean Moriarty in einem tunesischen Hotel ein. In diesem Zusammenhang findet sich in den Romanen von Doyle die Figur des Professors James Moriarty als der geniale Konterpart zu Sherlock Holmes, wobei die Theorie kursiert, dass Holmes und Moriarty ein und dieselbe Person seien. Zudem gibt es in dem Roman Unterwegs des amerikanischen Schriftstellers Jack Kerouac ebenfalls eine Figur mit Namen Dean Moriarty.
Ein weiteres wiederkehrendes Thema bei der Namensgebung sind Anagramme: So handelt es sich bei dem Namen Ethan Rom (Dr. Goodspeed) um ein Anagramm für other man – Ethan war tatsächlich einer der Anderen, auf Englisch Others. Ferner kann man den Namen der Firma Mittelos auch als Lost Time lesen, der Name der Fluggesellschaft Herarat Aviation bezieht sich auf Amelia Earhart, die auch im ARG Find 815 eine Rolle spielt, der Name des Bestattungsunternehmens Hoffs/Drawlar aus dem Finale der dritten Staffel stellt ein Anagramm von flash forward dar, und zwei der Identitäten von John Lockes Vater, Anthony Cooper und Adam Seward, ergeben zusammengenommen ein Anagramm für Sawyer, the con man, a poor dad, einen frühzeitigen Hinweis, dass es sich bei Cooper um jenen Sawyer handelte, dessen Namen James Ford angenommen hatte. Der Name von Harper Stanhope, einer Nebenfigur aus der vierten Staffel, lässt sich wiederum auch als Perhaps an Other lesen.

#### Bedeutung der Zahlen
In der Serie spielen die Zahlen 4, 8, 15, 16, 23 und 42 eine bedeutende Rolle. Zunächst tauchen sie nur einzeln oder in kleineren Kombinationen (so beispielsweise als Flugnummer 815 mit dem Abflug ab Gate 23) auf, wobei eine besondere Bedeutung zunächst nicht erkennbar ist. Erst in der Episode Numbers (dt.: Verfluchte Zahlen) aus der ersten Staffel wird die gesamte Zahlenfolge in den Mittelpunkt gerückt: So handelt es sich dabei zum einen um die Gewinnzahlen auf Hurleys Lottoschein, und auch Danielle Rousseaus Forschungsteam ist einer Funkübertragung der Zahlen gefolgt und dabei auf der Insel gestrandet. Am Ende der Episode stellt sich zudem heraus, dass die Zahlen auch auf dem Rand der einige Episoden zuvor von Locke und Boone entdeckten Luke eingraviert sind. Zu Beginn der zweiten Staffel erfährt der Zuschauer dann, dass in der Forschungsstation, die sich unter der Luke befindet, dieselben Zahlen alle 108 Minuten (die Summe aller sechs Zahlen) in einen Computer eingegeben werden müssen – am Ende der Staffel wiederum stellt sich schließlich heraus, dass auf diese Weise ein sich immer wieder aufbauendes elektromagnetisches Feld entladen wird.
Auch nach der Etablierung der Zahlen als besonderes Element der Serie tauchen diese weiterhin einzeln oder in verschiedenen Kombinationen (beispielsweise in Form des 23. Psalms, der einer Episode der zweiten Staffel ihren Titel gibt, oder als eine Paketlieferung mit der Lieferungsnummer 4815) auf, wobei in einigen Fällen unklar ist, ob wirklich jedes Auftauchen einer der Zahlen Absicht, ein bloßes Easter Egg für Fans oder auch nur purer Zufall ist. So geben die Zahlen Fans immer wieder Anlass zu Spekulationen und Theorien, beispielsweise wird immer wieder in verschiedenen Situationen, in denen man eine dieser Zahlen irgendwie herauslesen oder hineininterpretieren kann, ein Zusammenhang unterstellt.
In der vierten Folge der sechsten Staffel wird erklärt, wieso einige der Protagonisten scheinbar auf die Insel abstürzten: Der falsche John Locke erzählt, dass Jacob der Beschützer der Insel ist und in einer Höhle auswählte, wer sogenannte Kandidaten seien. Dazu musste Jacob ihnen bei einem einschneidenden Ereignis ihres vorherigen Lebens den entscheidenden Schwung geben, der ihr ganzes zukünftiges Leben so verändert, dass sie auf die Insel abstürzen. Seine Notizen dazu waren: 4 Locke, 8 Reyes, 15 Ford, 16 Jarrah, 23 Shephard und 42 Kwon. Auf die Frage, wofür die Nummern stehen, entgegnet der falsche Locke nur, dass Jacob Zahlen mag. Jeder der Kandidaten hat offenbar die Möglichkeit, sich zu entscheiden, ob er
1. nichts tun möchte, dann wird sein Name gestrichen,
2. die Insel beschützen und Jacobs Posten einnehmen möchte oder
3. gehen, die Insel verlassen und niemals zurückschauen will.

Laut Jacobs Feind muss die Insel von niemandem beschützt werden, da sie bloß eine Insel ist. Dies stellt sich später als Lüge heraus – Jacobs Feind selbst ist es, vor dem die Insel beschützt werden muss.
In der fünften Folge der sechsten Staffel schickt Jacob Hugo und Jack zu einem uralten Leuchtturm, der ihnen bisher unbekannt war. In dessen Spitze befindet sich ein schwenkbarer Spiegel mit einer Winkel-Skala. Auf dieser Skala sind Hunderte Namen von Kandidaten mit ihren Zahlen eingraviert. Sie soll auf 108 (die Summe und damit Zusammenführung der Zahlen 4, 8, 15, 16, 23, 42) Grad gestellt werden. Als Jack den Spiegel in die seinem Namen entsprechende Stellung schwenkt, kann er im Spiegel schemenhaft das alte Haus sehen, in dem er aufgewachsen ist. Bei einer Spiegelstellung von 23 Grad konnte Jacob somit den jungen Jack Shephard beobachten, bei 4 Grad den jungen John Locke, bei 8 Grad den jungen Hugo Reyes und so weiter, und die Zwischenstellungen entsprechen vielen anderen, früher von Jacob beobachteten und meist längst verworfenen Kandidaten.

#### Wiederkehrende Elemente
Im Verlauf der Serie haben sich einige durchgängige Themen herauskristallisiert, die von den Drehbuchautoren immer wieder aufgegriffen werden. In der ersten Staffel spielte der Gegensatz zwischen Gut und Böse immer wieder eine Rolle, was zwar im Verlauf der Serie zunehmend in Vergessenheit geriet, jedoch sporadisch wieder aufgegriffen wurde. Weitere wiederkehrende Themen sind die Gegensätze zwischen Glaube und Wissenschaft, Zufall und Schicksal oder Schicksal und freiem Willen. Viele Charaktere in der Serie haben zu einigen dieser Themen vorgefertigte Meinungen, von denen sie nur selten abweichen. Diese Meinungen sind in den meisten Fällen geprägt durch Erfahrungen, die sie im Leben vor dem auf der Insel gemacht haben. Häufig wird direkt nach einer Aussage oder Handlung, die aufgrund einer solchen festen Meinung durchgesetzt wird und dem Zuschauer erst zu voreingenommen – mitunter sogar klischeehaft – erscheint, die Erfahrung des Charakters gezeigt, die zu dieser Voreingenommenheit führte. Dass manche Charaktere nahezu vollkommen gegensätzliche Grundeinstellungen zu bestimmten Themen haben führt nicht selten zu Konflikten, die die ganze Gruppe spalten.
Jeder der Hauptfiguren hat schwere Probleme im Leben, unter ihnen befinden sich unter anderem ein Junkie, zwei Kriminelle und eine Frau mit Krebs im Endstadium. Mehrfach wird der Aspekt angesprochen, dass die Insel eine „zweite Chance“ bietet.
Ein weiteres häufig wiederkehrendes Element sind die gestörten Beziehungen vieler Protagonisten zu ihren Vätern (seltener auch zu ihren Müttern), bei denen es sich oft um Alkoholiker, Betrüger, Mörder oder schlichtweg um schlechte Eltern handelt.
Zu den wiederkehrenden stilistischen Elementen gehört die in vielen Episoden eingesetzte erste Einstellung in Form eines sich öffnenden Auges, das in fast jedem dieser Fälle der Figur gehört, die in der jeweiligen Episode im Mittelpunkt der entsprechenden Rückblenden – oder später auch Vorausblenden – steht. Vorbild hierfür ist der Kurzfilm Film von 1965. Auch endete insbesondere in der ersten Staffel eine Episode häufig mit einer Einstellung, die einen mehrdeutigen Blick auf die Figur, die in der nächsten Episode im Mittelpunkt stehen würde, gewährte. In späteren Staffeln werden zudem durch ähnlich gewählte Einstellungen einzelne Szenen aus früheren Episoden direkt zitiert oder erneut aus einem neuen Blickwinkel dargestellt.
Häufig wird auf im früheren Verlauf der Serie fallengelassene Formulierungen angespielt oder diese werden wiederholt, die bekanntesten Beispiele sind „live together, die alone“ („zusammen leben, alleine sterben“) und „every man for himself“ („jeder für sich“).

#### Offene Fragen
Die Autoren kündigten an, dass viele Geheimnisse bis zum Ende gelüftet werden. Dennoch existieren auch nach Ausstrahlung der letzten Folge (Das Ende) immer noch zahlreiche offene Fragen. Unter anderem stellt sich demnach immer noch die Frage, weshalb keine lebensfähigen Kinder auf der Insel gezeugt werden können. (Vgl. Epilog: Das liegt an den elektromagnetischen Feldern. Schwangere Eisbären sterben auch. Ist aber ein gewisses Stadium überschritten, überleben die Kinder. Daher überlebt auch Claire.) Unklar ist auch, wer die achtzehige Statue erbaut hat. Zu Beginn der sechsten Staffel von Lost listete Spiegel Online zehn wichtige offene Fragen auf und resümierte im Laufe der Staffel in einem Blog, ob und wie zumindest diese Fragen beantwortet wurden.

## Besetzung

### Hauptbesetzung
Die Tabelle nennt die Darsteller, die im Vorspann unter Starring geführt werden und somit zur Hauptbesetzung gehören.
| Rollenname                              | Schauspieler             | Hauptrolle (Staffeln) | Gastrolle (Staffeln)              | Deutsche Synchronstimme    |
| --------------------------------------- | ------------------------ | --------------------- | --------------------------------- | -------------------------- |
| Dr. Jack Shephard                       | Matthew Fox              | 1.01–6.18             |                                   | Peter Flechtner            |
| Katherine „Kate“ Austen                 | Evangeline Lilly         | 1.01–6.18             |                                   | Ranja Bonalana             |
| James „Sawyer“ Ford (alias Jim LaFleur) | Josh Holloway            | 1.01–6.18             |                                   | Johannes Berenz            |
| John Locke (alias Jeremy Bentham)       | Terry O’Quinn            | 1.01–6.18             |                                   | Lothar Hinze Ernst Meincke |
| Sayid Jarrah                            | Naveen Andrews           | 1.01–6.18             |                                   | Tayfun Bademsoy            |
| Hugo „Hurley“ Reyes                     | Jorge Garcia             | 1.01–6.18             |                                   | Gerrit Schmidt-Foß         |
| Jin-Soo Kwon                            | Daniel Dae Kim           | 1.01–6.18             |                                   | See-Young Cho              |
| Sun-Hwa Kwon                            | Kim Yoon-jin             | 1.01–6.18             |                                   | Kang Moon-suk Mey Lan Chao |
| Claire Littleton                        | Emilie de Ravin          | 1.01–4.14 6.02–6.18   | 5.04                              | Ilona Brokowski            |
| Charlie Hieronymus Pace                 | Dominic Monaghan         | 1.01–3.23             | 4.01, 6.01, 6.11, 6.17–6.18       | Tommy Morgenstern          |
| Michael Dawson (alias Kevin Johnson)    | Harold Perrineau Jr.     | 1.01–2.24 4.07–4.14   | 6.12                              | Charles Rettinghaus        |
| Walter „Walt“ Lloyd                     | Malcolm David Kelley     | 1.01–2.24             | 3.22, 4.08, 4.13, 5.07            | Aljosha Fritzsche          |
| Shannon Rutherford                      | Maggie Grace             | 1.01–2.08             | 3.14, 6.17–6.18                   | Magdalena Turba            |
| Boone Carlyle                           | Ian Somerhalder          | 1.01–1.25             | 2.06, 3.03, 3.14, 6.01, 6.17–6.18 | Ozan Ünal                  |
| Mr. Eko                                 | Adewale Akinnuoye-Agbaje | 2.02–3.05             |                                   | Michael Ojake              |
| Ana Lucia Cortez                        | Michelle Rodríguez       | 2.03–2.21             | 1.23, 5.02, 6.16                  | Ghadah Al-Akel             |
| Elizabeth „Libby“ Smith                 | Cynthia Watros           | 2.03–2.23             | 4.08, 6.12, 6.18                  | Maud Ackermann             |
| Benjamin „Ben“ Linus (alias Henry Gale) | Michael Emerson          | 3.01–6.18             | 2.14–2.24                         | Udo Schenk                 |
| Desmond David Hume                      | Henry Ian Cusick         | 3.03–6.18             | 2.01–2.03, 2.23–2.24              | Markus Pfeiffer            |
| Dr. Juliet Burke                        | Elizabeth Mitchell       | 3.01–5.17             | 6.01–6.02, 6.17–6.18              | Andrea Aust                |
| Nikki Fernandez                         | Kiele Sanchez            | 3.03–3.14             |                                   | Maria Koschny              |
| Paulo                                   | Rodrigo Santoro          | 3.03–3.14             |                                   | Michael Deffert            |
| Miles Straume                           | Ken Leung                | 4.02–6.18             |                                   | Alexander Doering          |
| Dr. Daniel Faraday                      | Jeremy Davies            | 4.01–5.15             | 6.11, 6.17                        | Matthias Deutelmoser       |
| Dr. Charlotte Staples Lewis             | Rebecca Mader            | 4.02–5.05             | 6.08, 6.17                        | Katja Primel               |
| Frank Lapidus                           | Jeff Fahey               | 6.01–6.18             | 4.02–5.17                         | Oliver Stritzel            |
| Richard Alpert                          | Nestor Carbonell         | 6.01–6.18             | 3.07–5.17                         | Oliver Feld                |
| Ilana Verdansky                         | Zuleikha Robinson        | 6.01–6.13             | 5.06–5.17                         | Eva Michaelis              |

Anmerkungen:
1. ↑  seit Staffel 3
2. ↑  seit Staffel 5
3. ↑  Archivmaterial

### Nennenswerte Nebendarsteller
| Rollenname                           | Schauspieler       | Gastrolle (Staffeln)  | Deutsche Synchronstimme                      |
| ------------------------------------ | ------------------ | --------------------- | -------------------------------------------- |
| Rose Henderson                       | L. Scott Caldwell  | 1.01–6.18             | Astrid Bless Regina Lemnitz                  |
| Cindy Chandler                       | Kimberley Joseph   | 1.01–3.19, 6.02–6.13  | Antje von der Ahe                            |
| Marshal Edward Mars                  | Fredric Lehne      | 1.01–3.15, 6.01–6.03  | Erich Räuker                                 |
| Dr. Christian Shephard               | John Terry         | 1.05–6.18             | Reinhard Kuhnert                             |
| Noor „Nadja“ Abed Jazeem             | Andrea Gabriel     | 1.09–6.13             | Pervaneh Parviz-Hamidi Ilknur Bahadir-Schrag |
| Danielle Rousseau                    | Mira Furlan        | 1.09–4.10, 6.16       | Ulrike Johannson                             |
| Danielle Rousseau (jung)             | Melissa Farman     | 5.04–5.05, 5.12       | Julia Ziffer                                 |
| Dr. Ethan Rom (Dr. Goodspeed)        | William Mapother   | 1.09–3.16, 5.01–6.03  | Olaf Reichmann                               |
| Carmen Reyes                         | Lillian Hurst      | 1.18–6.12             | Alexandra Lange-Baehr                        |
| Anthony Cooper/Tom Sawyer            | Kevin Tighe        | 1.19–3.19, 6.14       | Otto Mellies                                 |
| Aaron Littleton                      | William Blanchette | 1.20–6.18             | Charlie Niesner                              |
| Sarah Shephard                       | Julie Bowen        | 1.20–3.22             | Christin Marquitan                           |
| Diane Janssen                        | Beth Broderick     | 1.22–4.04             | Andreschka Großmann                          |
| Tom (Mr. Friendly)                   | M. C. Gainey       | 1.25–4.08             | Michael Telloke Axel Lutter                  |
| Dr. Pierre Chang                     | François Chau      | 2.03–6.18             | Uwe Büschken                                 |
| Dr. Bernard Nadler                   | Sam Anderson       | 2.04–6.18             | Peter Hladik                                 |
| Goodwin                              | Brett Cullen       | 2.07–4.06             | Klaus-Dieter Klebsch                         |
| Cassidy Philips                      | Kim Dickens        | 2.13–3.15, 5.11       | Katrin Zimmermann                            |
| Alexandra „Alex“ Rousseau            | Tania Raymonde     | 2.15–6.16             | Berenice Weichert                            |
| Beatrice „Bea“ Klugh                 | April Grace        | 2.22–3.11             | Claudia Urbschat-Mingues                     |
| Danny Pickett                        | Michael Bowen      | 2.22–3.07             | Joachim Siebenschuh Gerald Paradies          |
| Penelope „Penny“ Hume (geb. Widmore) | Sonya Walger       | 2.23–6.18             | Melanie Hinze                                |
| Charles Widmore                      | Alan Dale          | 2.23–6.16             | Klaus Nietz                                  |
| Karl Martin                          | Blake Bashoff      | 3.01–4.10             | Wanja Gerick                                 |
| David Reyes                          | Cheech Marin       | 3.10–5.02             | Andreas Mannkopff                            |
| Carole Littleton                     | Susan Duerden      | 3.12–5.11             | Ulrike Möckel                                |
| Naomi Dorrit                         | Marsha Thomason    | 3.17–5.13             | Vera Teltz                                   |
| Horace Goodspeed                     | Doug Hutchison     | 3.20–5.16             | Axel Malzacher                               |
| Eloise Hawking                       | Fionnula Flanagan  | 3.08, 5.02–6.18       | Inken Sommer                                 |
| Martin Christopher Keamy             | Kevin Durand       | 4.05–4.14, 6.06, 6.10 | Dennis Schmidt-Foß                           |
| Bram                                 | Brad William Henke | 5.09–6.01             | Marco Kröger                                 |
| „Mann in Schwarz“                    | Titus Welliver     | 5.16–6.18             | Oliver Siebeck                               |
| Jacob                                | Mark Pellegrino    | 5.16–6.16             | Jens-Uwe Bogadtke                            |
| Dogen                                | Hiroyuki Sanada    | 6.02–6.06             | Tōru Tanabe                                  |
| Lennon                               | John Hawkes        | 6.02–6.06             | Robert Missler                               |
| David Shephard                       | Dylan Minnette     | 6.05–6.17             | Joel Armbruster                              |
| Sam Austen                           | Lindsey Lee Ginter | 2.09, 2.14            | Ingolf Gorges                                |

Anmerkungen:
1. ↑  seit Staffel 6
2. 1 2 3  seit Staffel 3

- Lindsey Lee Ginter (1950–2024), US-amerikanischer Schauspieler und Regisseur

## Ausstrahlung

### Vereinigte Staaten
In den Vereinigten Staaten strahlt der Sender ABC die Serie seit September 2004 aus. Aufgrund der großen Proteste der Fans, die sich über einen produktionstechnisch bedingten, unregelmäßigen Wechsel zwischen neuen Episoden und Wiederholungen beklagt hatten, wurde die dritte Staffel, die am 4. Oktober 2006 startete, nunmehr in zwei Teilen ausgestrahlt. Der erste davon bestand aus sechs im Herbst 2006 gesendeten und der zweite aus 17 weiteren, ab dem 7. Februar 2007 ausgestrahlten Episoden.
Nach Ende der dritten Staffel in den Vereinigten Staaten wurden drei weitere Staffeln angekündigt, die nunmehr jeweils nur noch 16 Episoden umfassen sollten. Aufgrund des Streiks der Writers Guild of America, der von November 2007 und bis Februar 2008 anhielt, wurde die vierte Staffel von 16 auf 14 Episoden verkürzt und die so fehlenden Episoden während der beiden folgenden Staffeln nachgereicht. Auch das Ausstrahlungsschema wurde für die letzten drei Staffeln nochmals verändert, da viele Zuschauer auch mit der in der dritten Staffel verwendeten Methode – der Ausstrahlung in zwei Blöcken – nicht glücklich waren. Daher wollte ABC die vierte Staffel ab dem 31. Januar 2008 an einem Stück ohne Unterbrechungen oder Wiederholungen zeigen. Dieses Vorhaben war infolge des Streiks nicht möglich. So wurden bis März 2008 die acht Episoden, die noch vor dem Autorenstreik fertiggestellt werden konnten, an einem Stück gezeigt, während fünf weitere Episoden nach einer einmonatigen Pause ab Ende April nachgereicht wurden. Die letzte Episode der Staffel wurde nach einer abermaligen einwöchigen Pause am 29. Mai 2008 ausgestrahlt und hatte, genau wie die jeweils letzten Episoden der drei vorangegangenen Staffeln, die doppelte Länge einer regulären Episode. Die erste Episode der vierten Staffel, The Beginning of the End, erreichte eine Zuschauerzahl von 16,07 Millionen, der Durchschnitt dieser Staffel lag bei 13,17 Millionen Zuschauern. Die fünfte, diesmal 17 Episoden umfassende, Staffel wurde zwischen dem 21. Januar 2009 und dem 13. Mai ausgestrahlt und hatte im Durchschnitt 10,9 Millionen Zuschauer.
Die sechste und letzte Staffel startete in den Vereinigten Staaten am 2. Februar 2010.
Die Serie wird in den Vereinigten Staaten sowohl in HD- (720p) als auch in SD-Auflösung (480i) ausgestrahlt.

### Deutschland
In Deutschland wurde die erste Staffel seit dem 6. Oktober 2004 im Bezahlfernsehen Premiere ausgestrahlt. Die zweite Staffel lief dort als deutsche TV-Premiere vom 19. März bis 15. September 2006. Ab dem 23. März 2007 wurde die dritte Staffel auf Premiere Serie ausgestrahlt, wobei die erste Episode bereits am 18. März auf Premiere Blockbuster lief. Die deutsche Erstausstrahlung der vierten Staffel lief ab dem 15. Juni 2008 immer sonntags auf dem in Deutschland neu gegründeten Pay-TV-Sender FOX Channel. Seit dem 4. Oktober 2008 war FOX in das Premiere-Programmangebot integriert und ersetzte die Rubrik Premiere Serie – somit war Lost wieder bei Premiere zu sehen. Die Ausstrahlung der fünften Staffel begann am 9. April 2009. Die Ausstrahlung der finalen sechsten Staffel begann am 17. März 2010. Mittlerweile ist die Ausstrahlung von Lost im Pay-TV abgeschlossen.
Im deutschen Free-TV wurden die ersten beiden Folgen als Pilotfilm am 4. April 2005 ab 20:15 Uhr auf ProSieben ausgestrahlt. Diese sahen 3,88 Millionen Zuschauer bei einem Marktanteil von 11,8 Prozent. In der werberelevanten Zielgruppe sahen 2,76 Millionen zu, was einem Marktanteil von 20,1 Prozent entspricht. Nach einer zweimonatigen Sommerpause wurde die erste Staffel bis November 2005 ausgestrahlt. Die wöchentlichen Episoden, die jeweils am Montagabend um 20:15 Uhr gesendet wurden, konnten die hohen Einschaltquoten des Pilotfilms nicht mehr in allen Fällen erreichen.
Die erste Staffel mit der Ausstrahlung der Doppelfolge Exodus verfolgten insgesamt 2,54 Millionen Zuschauer bei einem Marktanteil von 7,5 Prozent. In der werberelevanten Zielgruppe verfolgten über 2 Millionen Zuschauer die beiden Folgen (Marktanteil: 14,0 Prozent). Die zweite Staffel strahlte ProSieben von September 2006 bis Februar 2007 aus, anfangs um 21:15 Uhr, ab Januar 2007 dann aufgrund gesunkener Einschaltquoten erst um 22:15 Uhr.
Ab dem 15. Oktober 2007 strahlte ProSieben die dritte Staffel jeweils montags um 21:15 Uhr aus. Ab dem 3. Dezember 2007 erweiterte der Sender die Ausstrahlung auf Doppelepisoden. Am 11. Februar 2008 wurde die letzte Episode der dritten Staffel ausgestrahlt. Die vierte Staffel lief vom 12. Januar bis zum 6. April 2009, nun wieder in Einzelepisoden jeweils um 22:15 Uhr.
Während die jeweils letzte Episode der ersten vier Staffeln in den Vereinigten Staaten jedes Mal doppelte Länge hatte (die letzte Episode der ersten Staffel stellte dabei offiziell den zweiten Teil des Staffelfinales dar), wurden die entsprechenden Episoden für verschiedene andere Märkte, darunter auch Deutschland, zweigeteilt, womit das Finale der ersten Staffel zu einem Dreiteiler wurde. Im Falle des Finales der zweiten, dritten und vierten Staffel wurde so für die Zusammenfassung des bisherigen Seriengeschehens zu Beginn der neu entstandenen Einzelepisode zusätzliche Zeit benötigt, was dazu führte, dass einzelne Szenen entweder leicht gekürzt oder an andere Stellen in der Episode verschoben wurden. Unklar ist, ob von den fehlenden Szenen eine Synchronfassung vorliegt, da die Episoden auf den deutschen DVD-Veröffentlichungen ebenfalls nur in zweigeteilter Form enthalten sind.
Aufgrund der schlechten Einschaltquoten auf ProSieben erhielt Lost ab der TV-Saison 2009/2010 einen neuen Sendeplatz bei dem zu ProSiebenSat.1 Media gehörenden Sender kabel eins. Dort lief die fünfte Staffel vom 21. Januar 2010 bis zum 11. März 2010 donnerstags um 21:15 Uhr, wobei jeweils zwei Folgen direkt hintereinander ausgestrahlt wurden. Die sechste und letzte Staffel wurde vom 23. September 2010 bis zum 19. November 2010 ab 22:15 Uhr, später 23:15 Uhr ausgestrahlt. Die letzte Folge sahen nur 390.000 Zuschauer, 90 Prozent weniger als beim Serienauftakt.
Seit Sommer 2014 sind alle Episoden der sechs Staffeln bei mehreren VoD-Anbietern als Streams verfügbar.

### Schweiz
In der Schweiz strahlte der Sender SF zwei die ersten beiden Staffeln parallel zu ProSieben und ebenfalls mit einer zweimonatigen Pause aus. Die dritte Staffel endete in der Schweiz am 4. Februar 2008. Die 14 Folgen der vierten Staffel wurden, beginnend mit einem Lost IV Special, seit dem 4. Januar 2009 jeweils Sonntagabends auf SF zwei ausgestrahlt. Die Ausstrahlung der fünften Staffel startete am 17. Januar 2010. Die sechste Staffel wurde auf SF zwei ab dem 19. September 2010 ausgestrahlt.

### Österreich
In Österreich startete die zweite Staffel am 3. September 2006 auf ATV und wurde sonntags wöchentlich in einer Doppelepisode ausgestrahlt. Die dritte Staffel lief vom 16. September 2007 bis 7. Februar 2008. Die vierte Staffel war seit dem 8. Jänner 2009 auf ATV in Doppelepisoden zu sehen. Die zweite und dritte Staffel wurden als deutschsprachige Free-TV-Premieren ausgestrahlt. Auch die vierte Staffel wurde als Free-TV-Premiere ausgestrahlt und endete am 19. Februar 2009.
Die fünfte Staffel wurde seit dem 19. Januar 2010 auf ATV in Doppelepisoden ausgestrahlt.

## Vermarktung

### Aktionen von ABC und den Produzenten
Zur Bewerbung der Serie ließ sich ABC einiges einfallen. Neben einer professionellen Werbekampagne, die fiktive Webseiten zu aus der Serie bekannten Firmen und damit verbundene Alternate Reality Games beinhaltet, hat sich ABC auch einige weniger aufsehenerregende Möglichkeiten ausgedacht, um die Serie zu bewerben. So sind beispielsweise die neuen Episoden jeweils einen Tag nach ihrer Ausstrahlung auf ABC auf der Website des Senders frei verfügbar (allerdings nur für Internetnutzer mit Wohnsitz in den Vereinigten Staaten). Ferner werden auch mehrere offizielle Diskussionsforen angeboten.
So wurde beispielsweise während der ersten Staffel eine Webseite der fiktiven Fluggesellschaft Oceanic Airlines ins Leben gerufen, auf der Fans der Serie zusätzliche Informationen zum schicksalhaften Flug 815 (darunter einen Sitzplan) finden sowie einige versteckte Easter Eggs entdecken konnten. Eine zweite Webseite, auf die man über eine von vielen versteckten Funktionen der ersten Seite weitergeleitet wurde, bot unter anderem Videoausschnitte aus der ersten Staffel, Wallpaper, ein Suchspiel, Informationen zur ersten Staffel sowie, als Easter Egg, eine (falsche) Drehbuchseite zu einer der ersten Episode der zweiten Staffel. Ein versteckter Link führte zudem zur Webseite der (fiktiven) Hanso Foundation.
Im Vorfeld der fünften Staffel kam wiederum eine Webseite zur ebenfalls fiktiven Fluggesellschaft Ajira Airways hinzu, die kein Teil des Alternate Reality Games DHARMA Initiative Recruiting Project (siehe weiter unten) war.

#### The Lost Experience
Die ursprüngliche Website der fiktiven Hanso Foundation wurde zu Beginn der zweiten Staffel gestartet und war auch über einen Link von obengenannter Seite Oceanic Flight 815 aus erreichbar. Gegen Ende der zweiten Staffel wurde die Seite (unter derselben Adresse) generalüberholt und zum Teil eines kompletten Alternate Reality Games, genannt The Lost Experience. Geschrieben wurde es von Jordan Rosenberg im Auftrag von Cuse und Lindelof und vom Unternehmen Hi Res realisiert.
Durch Werbespots, die während der Werbepausen von Lost und anderen Serien auf ABC ausgestrahlt wurden, wurden Fans auf weitere Websites geleitet und so auf eine regelrechte Schnitzeljagd durchs Internet geschickt. Hinzu kamen Video-Podcasts, in denen eine junge Frau namens Rachel Blake ihre Versuche dokumentierte, die Machenschaften der Hanso Foundation aufzudecken. Die Werbespots und Websites wurden unter anderem von Sponsoren wie der Coca-Cola Company oder Jeep/Daimler-Chrysler unterstützt. In der Pause zwischen der zweiten und dritten Staffel im Sommer 2006 endete die letzte Phase von The Lost Experience schließlich damit, dass Fragmente eines Videos auf verschiedenen Seiten versteckt wurden, die zusammengesetzt eine Nachricht von Alvar Hanso enthielten, der die Bedeutung der in der Serie immer wieder auftauchenden Zahlen erklärte. Ein weiteres Video zeigt dann, wie Rachel Blake Alvar Hanso schließlich aufspürt, der sich als ihr eigener Vater entpuppt. Gemeinsam fliehen die beiden und vereiteln schließlich die Pläne von Hansos Gegenspieler, dem verbrecherischen Thomas Werner Mittelwerk.
Ebenfalls im Rahmen von The Lost Experience wurde ein Buch namens Bad Twin veröffentlicht, bei dem es sich laut der offiziellen Werbekampagne um das letzte Buch handelte, das von einem gewissen Gary Troup verfasst wurde, bevor dieser infolge des Absturzes von Oceanic 815 für tot erklärt wurde. In der Serie selbst wurde das Manuskript zu Bad Twin von einigen der Überlebenden im Gepäck des Flugzeugs gefunden und (zumindest teilweise) gelesen. Laut den Produzenten soll es sich bei Gary Troup um einen der Passagiere handeln, die infolge des Absturzes tatsächlich ums Leben gekommen sind (genauer gesagt: Der Mann, der im Pilotfilm in ein Triebwerk gerissen wird). Bei dem Namen Gary Troup handelt es sich um ein Anagramm für purgatory, zu Deutsch „Fegefeuer“ (eine unter Fans weitverbreitete Theorie bezüglich der wahren Natur der Insel). Der tatsächliche Autor des Buches ist ein Schriftsteller namens Laurence Shames. Als Teil der wechselseitigen Werbekampagne drohte die fiktive Hanso Foundation dem Verlag mit rechtlichen Schritten, da man durch die Darstellung im Buch (die sich tatsächlich nur auf einige kurze Auftritte und Erwähnungen beschränkte) angeblich den eigenen Ruf geschädigt glaubte.

#### LostMobisodes
Bereits nach Ende der ersten Staffel beabsichtigten die Produzenten der Serie, spezielle Kurzepisoden, die zunächst per Handy angesehen werden können (sogenannte Mobisoden), zu produzieren. Aufgrund von langwierigen Verhandlungen verzögerte sich das Projekt jedoch letztendlich um über zwei Jahre und konnte so erst nach Ende der dritten Staffel in Angriff genommen werden. Da zu dieser Zeit gerade der Autorenstreik der Writers Guild of America stattfand, musste ein extra Vertrag zwischen der WGA und ABC ausgehandelt werden, der es erlaubte, die Episoden zu produzieren.
Die jeweils zwischen einer und vier Minuten langen Episoden unter dem Obertitel Lost: Missing Pieces wurden ab dem 6. November 2007 zunächst jeweils eine Woche lang exklusiv für Verizon-Handykunden angeboten; nach Ablauf der Woche war die jeweilige Episoden dann auch auf der offiziellen Webseite des Senders ABC frei verfügbar (allerdings nur für Internetnutzer mit Wohnsitz in den Vereinigten Staaten). Die letzte der 13 geplanten Mobisoden erschien am 28. Januar 2008.
Inhaltlich stellen die einzelnen Episoden zusätzliche Szenen dar, die zeitlich zumeist abwechselnd während der Inselhandlung der ersten drei Staffeln angesiedelt sind; gelegentlich handelt es sich dabei aber auch um zusätzliche Rückblenden. Bei den Mobisoden handelt es sich – bis auf eine Ausnahme – um komplett neues Material, das speziell für diesen Zweck produziert wurde. Die Darsteller sind dieselben wie in der regulären Serie; auch ein Wiedersehen mit in der Serie selbst bereits verstorbenen Charakteren ist aufgrund der wechselnden Zeitebenen möglich. Gelegentlich treten auch neue Charaktere auf, die in der Serie zwar bereits erwähnt wurden, dort aber bislang noch nicht zu sehen waren. Bei der zwölften Episode handelt es sich dagegen tatsächlich um eine geschnittene Szene aus der ersten Episode der dritten Staffel. Die dreizehnte und letzte Mobisode schließlich beginnt kurz vor der ersten Szene des Pilotfilms der Serie und endet mit selbiger, wobei es sich bei den letzten gezeigten Einstellungen um wiederverwendetes Bildmaterial aus dem Pilotfilm handelt.
Alle dreizehn Mobisoden sind – auch in Deutschland – im Bonusmaterial auf der DVD- sowie der Blu-ray-Box zur vierten Staffel enthalten.

#### Find 815
Ein weiteres ARG wurde zur Jahreswende 2007/2008 gestartet und sollte die Zeit bis zum Start der vierten Staffel Ende Januar 2008 überbrücken. Das Spiel wurde im Auftrag von ABC und den Lost-Produzenten vom australischen Unternehmen Hoodlum realisiert. Aus diesem Grund ist der Inhalt nicht mit Sicherheit ein verbindlicher und offizieller Teil der Serien-Mythologie.
Im Spiel geht es um die Bemühungen eines Computertechnikers der Fluggesellschaft Oceanic Airlines, Sam Thomas, das Geheimnis hinter dem (zur Zeit der Handlung des ARGs) kurz zuvor abgestürzten Fluges 815 aufzuklären. Den Anfang machte eine neue Seite der Oceanic Airlines, von der aus man nach einigen Tagen auf die eigentliche Seite des ARGs weitergeleitet wurde. Im Verlauf des ARGs heuert Sam, ominösen Hinweisen nachgehend, auf einem Bergungsschiff an, das im Auftrag der Maxwell Group, einer Tochterfirma der bereits aus der Serie selbst bekannten Widmore Corporation, in der Nähe von Jakarta nach der Black Rock, einem verschollenen Sklavenschiff aus dem ausgehenden 19. Jahrhundert, sucht. Zwar wurde in der Serie selbst bereits enthüllt, dass das Schiff tatsächlich auf der Insel gestrandet ist, doch ist das den Akteuren des ARGs bislang noch nicht bekannt. Das fünfte und letzte Kapitel des ARGs endete am 31. Januar 2008, wenige Stunden vor der Fernsehpremiere der ersten Episode der vierten Staffel, damit, dass Sam am Grund des Ozeans anstelle der Black Rock das Wrack von Oceanic-Flug 815 findet. Damit wurde ein Bogen zu den letzten Episoden der dritten Staffel der Serie geschlagen, in denen die Überlebenden des Fluges erfahren hatten, dass das Flugzeugwrack inklusive der Leichen sämtlicher Insassen weitab von der tatsächlichen Absturzstelle auf der Insel gefunden worden war. Das gesamte ARG basiert auf der Eröffnungsszene der zweiten Episode der vierten Staffel, allerdings wird der Fund des Wracks durch das Bergungsschiff dort ein wenig anders geschildert als in der ARG-Version.

#### DHARMA Initiative Recruiting Project
Am 28. Juli 2008 startete das dritte ARG DHARMA Initiative Recruiting Project, oder kurz The Project, bei dem man sich auf der Website DharmaWantsYou.com registrieren und nachfolgend verschiedene Minispiele im Webbrowser spielen konnte. Die Rahmenhandlung dreht sich um die in der Serie vorkommende fiktive DHARMA-Initiative. Diese will Leute rekrutieren und testet deswegen durch Assoziationstests, Geschicklichkeitstests etc. die Spieler. Wie für ein ARG üblich wurde durch verschiedene Aktionen versucht, das Spiel so realistisch wie möglich aussehen zu lassen. So tauchten gelegentlich handlungswichtige Videos bei der Videoplattform YouTube auf, für die eigens ein Benutzer registriert wurde, E-Mails wurden an Teilnehmende verschickt und an der Comic Convention 2008 in San Diego hatte die fiktive DHARMA-Initiative gar einen eigenen Stand, an dem scheinbar Rekruten geworben wurden.
Anfang November wurde das Spiel abgebrochen. Handlungstechnisch wurde das durch eine offizielle Mitteilung der DHARMA-Initiative realisiert, in der verkündet wurde, dass diese aufgrund der Wirtschaftskrise im Jahr 2008/2009 bankrott sei. Die Ergebnisse der verschiedenen Tests für die Rekruten standen zu diesem Zeitpunkt bereits fest und wurden auch veröffentlicht.
Seitdem gab es als Ersatz über mehrere Wochen hinweg neue Videos von den Showrunnern Damon Lindelof und Carlton Cuse, in denen sie über verschiedene Aspekte der Serie sprachen, allen voran Informationen über die Anfang 2009 gestartete fünfte Staffel.

### Aktionen in Deutschland
In Deutschland wurden keine lokalisierten Versionen von The Lost Experience und Find 815 angeboten, und auch für das Buch Bad Twin ist bislang keine deutsche Fassung angekündigt. Dafür hat ProSieben eine Reihe eigener Werbekampagnen ins Leben gerufen, unter anderem die Webseite 108 Minuten, die Zusatzinformationen wie eine Passagierliste des Oceanic-Fluges 815 oder eine Niederschrift des letzten Funkkontakts des Piloten mit der Bodenkontrolle bot. Sowohl die Passagierliste als auch das Transkript stehen jedoch im Widerspruch zur Serie selbst und gelten daher nicht als Teil der offiziellen Serien-Mythologie.
Von Oktober 2006 an erschien in Deutschland zur Serie eine gleichnamige Zeitschrift von Titanmagazins. Die Zeitschrift enthielt aktuelle Informationen zu der jeweiligen Handlung, zu technischen Hintergründen und Interviews der Darsteller. Sie erschien im Abstand von drei Monaten jeweils am Ende des Monats. Wegen schlechter Verkaufszahlen wurde das Magazin jedoch nach der vierten Ausgabe eingestellt.

### Online-Vertrieb
Neben der Ausstrahlung gehört Lost zu den ersten Fernsehserien, die auch online vertrieben wurden. So konnten seit Oktober 2005 einzelne Episoden einen Tag nach der Erstausstrahlung mittels Apples Internethandelsplattform iTunes Store für den iPod ohne Werbeunterbrechung heruntergeladen werden. Das kostenpflichtige Angebot galt anfangs nur in den Vereinigten Staaten, später wurde der Dienst auch in anderen Ländern angeboten.
Von Mai bis Juni 2006 testete Disney, der Mutterkonzern von ABC, ein Online-Vertriebsmodell, bei dem sich die Benutzer – wiederum nur aus den Vereinigten Staaten – einzelne Episoden kostenlos, jedoch mit Werbeunterbrechung, via Online-Streaming anschauen konnten.
Auch diverse andere Anbieter nutzten die Möglichkeit, Lost online zu vertreiben, wie zum Beispiel der französische Sender TF1, AOL oder Microsofts Xbox Live.
In Deutschland wurde Lost als Video-on-Demand auf Telekom Entertain, Videoload sowie Maxdome eine Woche vor Erstausstrahlung der jeweiligen Episode bereitgestellt. Zusätzlich wurden die Folgen der sechsten Staffel rund einen Tag nach Erstausstrahlung in den USA auf iTunes, wie auch auf Telekom Entertain und Videoload als Originalfassung mit deutschen Untertiteln angeboten.
Seit Februar 2021 ist die Serie auf Disney+ abrufbar.

### DVDs und Blu-ray Discs

#### Vereinigte Staaten
Am 6. September 2005 – etwa zwei Wochen vor dem Sendestart der zweiten Staffel – erschien die erste Staffel in den Vereinigten Staaten in einer Komplettbox bestehend aus sieben DVDs im Ländercode 1. Vertrieben wird die Box von Walt Disney Studios Home Entertainment. Die Box stieg in der ersten Woche direkt auf Platz 2 der amerikanischen DVD-Verkaufscharts ein.
Am 5. September 2006 erschien die zweite Staffel in den Vereinigten Staaten in einer Komplettbox bestehend aus sieben DVDs im Ländercode 1, ebenfalls von Walt Disney Studios Home Entertainment vertrieben. Diesmal erreichte man mit in der ersten Woche direkt den ersten Platz der amerikanischen DVD-Verkaufscharts mit etwa 500.000 verkauften Einheiten. Am 11. Dezember 2007 erschien die dritte Staffel in den Vereinigten Staaten in einer Komplettbox bestehend aus sieben DVDs, alternativ erstmals auch in einer Komplettbox mit sechs Blu-ray Discs. Die vierte Staffel erschien am 9. Dezember 2008 wahlweise als Komplettbox mit sechs DVDs oder mit fünf Blu-ray Discs. Staffel 1 und 2 sind ebenfalls auf Blu-ray Disc erscheinen.
Mittlerweile gibt es Staffel 1 bis 6, sowie die komplette Serie (The Complete Collection) auf DVD und Blu-ray Disc. Die sechste Staffel und The Complete Collection führten nach der ersten Verkaufswoche die DVD und Blu-ray Disc Verkaufscharts in den Vereinigten Staaten an.

#### Deutschland
Während die erste Staffel in anderen europäischen Ländern wie Frankreich, Belgien oder Großbritannien zunächst in zwei Teilen und später als Komplettbox erschien, entschloss man sich für Deutschland, gleich mit Letzterer zu beginnen. Die Box, die im Dezember 2005 erschien, enthält sieben DVDs im Ländercode 2. Im Gegensatz zur US-Box wurde der zweite Teil des Staffelfinales, der die doppelte Länge einer regulären Episode aufweist, nicht komplett auf die sechste DVD gepresst, sondern seinerseits noch einmal in zwei Teile aufgeteilt, wobei der so entstandene dritte Teil auf die siebte DVD verschoben wurde. Infolgedessen fehlen auf der siebten DVD jedoch im Gegensatz zur US-Box einige der Bonusmaterialien.
Die zweite Staffel erschien analog zum übrigen europäischen Markt in zwei Boxen. Beide Boxen enthalten jeweils drei DVDs mit je vier Episoden sowie eine vierte DVD mit Bonusmaterial, wobei Letzteres im Vergleich zur US-Komplett-Box, die lediglich eine Bonus-DVD beinhaltet, schlicht auf zwei DVDs aufgeteilt wurde. Der erste Teil erschien am 7. Dezember 2006, der zweite Teil am 1. März 2007, jeweils wenige Wochen nach Ausstrahlung der letzten in der Box enthaltenen Episode auf ProSieben. Anders als die beiden vorherigen Boxen ist der zweite Teil der Staffel nicht ab 16 Jahren freigegeben, sondern erhielt die Wertung Keine Jugendfreigabe. Ausschlaggebend für diese Bewertung war die Episode Einer von Ihnen (im Original One of Them), deren Folterthematiken der FSK als nicht für Minderjährige geeignet erschienen. Seit dem 12. Juni 2008 ist nunmehr eine Komplettbox der zweiten Staffel erhältlich.
Die dritte Staffel erschien in Deutschland ebenfalls wieder in zwei Teilen, der erste Teil am 6. Dezember 2007, der zweite Teil am 6. März 2008. Infolge einer Fehlpressung enthält ein Teil der in der Schweiz erschienenen sowie der auch in deutschen Videotheken erhältlichen Auflage des ersten Teils anstelle der Bonus-DVD vielmehr die Episoden 13–16 der Staffel, die im zweiten Teil ebenfalls noch einmal enthalten sind. In Spanien erschien bereits am 10. Oktober 2007 eine Komplettversion der dritten Staffel auf DVD, die auch eine deutsche Tonspur beinhaltet. Die Komplettbox der dritten Staffel wurde in Deutschland am 18. Juni 2009 veröffentlicht.
Die vierte Staffel erschien in Deutschland als Komplettbox am 9. April 2009, diesmal sowohl auf DVD als auch auf Blu-ray Disc. In Frankreich und der Schweiz erschien die vierte Staffel jedoch bereits im November 2008 auf DVD und Blu-ray Disc, inklusive einer deutschen Tonspur und deutschsprachiger Menüs.
Die fünfte Staffel erschien zuerst in Frankreich und Großbritannien auf DVD. Keine der beiden Versionen enthält, im Gegensatz zu den Vorgängern (Großbritannien: dritte Staffel, Frankreich: vierte Staffel), eine deutsche Tonspur. Jedoch gibt es eine Blu-ray-Fassung der Staffel, die eine deutsche Tonspur besitzt. In Deutschland erschien die fünfte Staffel am 25. März 2010.
Die sechste Staffel erschien in Deutschland am 2. Dezember 2010.

### Computerspiele
Im Frühjahr 2006 kündigte Ubisoft an, 2007 ein Computerspiel zu Lost auf den Markt zu bringen. Eine im April 2007 vorgelegte Beta-Version wurde von den Produzenten Carlton Cuse und Damon Lindelof positiv aufgenommen. Auf der Comic-Con 2007 wurde das Spiel offiziell vorgestellt. Das Spiel ist seit dem 28. Februar 2008 für die Xbox 360, PlayStation 3 und den PC unter dem Namen Lost: Via Domus erhältlich.
Hauptfigur des Spiels ist ein Überlebender von Oceanic-Flug 815 namens Elliott Maslow, der in der Serie bislang nicht aufgetreten ist. Als Elliott kann der Spieler mit den aus der Serie bekannten Charakteren interagieren und die Insel erforschen. Dabei muss der Spieler zugleich auch mittels Rückblenden Elliotts Vergangenheit entschlüsseln, da dieser zu Beginn des Spiels an Amnesie leidet. Es stellt sich heraus, dass Elliott vor dem Absturz Reporter war und gemeinsam mit seiner Freundin und Kollegin, Lisa Gellhorn, einem Waffenschieber namens Zoran Savo auf der Spur war, der wiederum mit Thomas Mittelwerk (dem Gegenspieler aus dem ARG The Lost Experience aus dem Jahr 2006) Geschäfte machte. Dabei verschuldete Elliott in seiner Gier nach einem Sensationsfoto den Tod Lisas und wird daher auf der Insel von Visionen seiner verstorbenen Freundin verfolgt. Das Spiel endet damit, dass Elliott – nach mehreren Begegnungen mit den Anderen – schließlich an Bord eines Segelbootes die Insel verlässt, nur um Zeuge des abermaligen Absturzes des Oceanic-Fluges 815 zu werden und sich unvermittelt erneut an der Absturzstelle wiederzufinden – mit dem Unterschied, dass Lisa diesmal am Leben und bei ihm ist.
In der Originalfassung steuern lediglich Michael Emerson, Andrew Divoff, Henry Ian Cusick, Emilie De Ravin, Yunjin Kim und M.C. Gainey die Stimmen für ihre aus der Serie bekannten Charaktere bei, während alle übrigen Charaktere von anderen Sprechern übernommen werden, die (mit unterschiedlichem Erfolg) versuchen, Stimme und Tonfall der Seriendarsteller zu treffen. In der deutschen Fassung des Spiels dagegen übernehmen sämtliche aus der Serie (Stand: 3. Staffel) bekannten Synchronsprecher die entsprechenden Rollen. Der Inhalt des Spiels ist laut den Serienproduzenten Damon Lindelof und Carlton Cuse kein verbindlicher Teil der Seriengeschichte, obwohl Lindelof selbst die Idee für das Ende des Spiels hatte.
Am 22. Mai 2007 wurde zudem ein Spiel für den Apple iPod zum Download im iTunes Store veröffentlicht. Mitte April 2008 startete das Flash-Game Lostscape. Hier geht es darum, insgesamt 34 Gegenstände zu finden. Die Story beginnt mit Oceanic-Flug 815. Im Hintergrund werden einige kurze Sequenzen gezeigt, die dem Zuschauer bekannt vorkommen. Die Videosequenz endet mit dem Luftbruch von Flug 815. Auf der Insel muss der Spieler dann alle (teilweise versteckten) Gegenstände finden. Manchmal sind mehrere Klicks auf ein Objekt nötig, um noch ein weiteres zu finden. Es kann aber auch vorkommen, dass mehrere Gegenstände miteinander verbunden werden müssen, um weiterzukommen. Am Ende des Spiels wartet ein sogenanntes Sneak Peak. Das ist eine kleine Vorschau auf die nächste Episode.

## Einfluss und Wahrnehmung
Durch den großen Erfolg von Lost werden die Serie oder einzelne Elemente davon oft in den Medien referenziert, dazu gehören Fernsehserien, Werbespots, Comics, Webcomics, Zeitschriften, Computerspiele und Liedtexte.
So findet sich zum Beispiel im Film Mission: Impossible III, bei dem J. J. Abrams beteiligt war, im Abspann unter „Besondere Danksagung“, die Hanso Foundation – eine fiktive Stiftung in der Serie. In Cloverfield, ebenfalls mit J. J. Abrams’ Beteiligung, ist das Logo der fiktiven DHARMA-Initiative zu sehen.
Jorge Garcia, der in Lost Hurley verkörperte, hatte einen Gastauftritt in der Folge Blitzgiving (10. Folge der 6. Staffel) der Serie How I Met Your Mother, bei dem auf seine Rolle in Lost angespielt wird. Auch hier lastet ein Fluch auf ihm. Außerdem erwähnt er die mysteriöse Zahlenfolge 4, 8, 15, 16, 23, 42 und scherzt über eine Insel. Lost endete bereits vor der Erstausstrahlung dieser Episode.
Weiterhin führte die Episode Numbers (dt.: Verfluchte Zahlen), die am 2. März 2005 in den Vereinigten Staaten ausgestrahlt wurde, zu einer erhöhten Teilnahme beim Lotto. In dieser Episode gewann einer der Protagonisten mit den aus Lost bekannten und in der Serie immer wieder vorkommenden Zahlen 4, 8, 15, 16, 23 und 42 den Jackpot. Nach der Ausstrahlung wurden diese Zahlen vermehrt beim Lottospielen benutzt.
Speziell in den deutschsprachigen Medien fand Lost bis zum Finale außerhalb von spezialisierten Genrepublikationen nur wenig Resonanz. Lediglich Spiegel Online begleitete die Ausstrahlung der sechsten Staffel, die erstmals auch für deutsche Internetnutzer zeitnah über legale Quellen angeboten wurde, mit einer wöchentlich aktualisierten Episodenanalyse in Blogform.
Die 18. Episode der dreiundzwanzigsten Staffel der Zeichentrickserie Die Simpsons mit dem Titel Gestranded aus dem Jahr 2013 parodiert Lost als fiktive Serie Stranded, die von Homer Simpson verfolgt wird. Auch in der von Pamela Eells O’Connell geschriebenen Fernsehserie Jessie findet die Serie Einfluss: In Folge 19 der 4. Staffel schauen die Figuren Zuri und Bertram die fiktive Serie Found, die zum einen in der Handlung als auch im Logo starke Ähnlichkeiten zu Lost aufweist und auch durch ihren Titel auffällt.

### Verhältnis der Produzenten zu den Fans

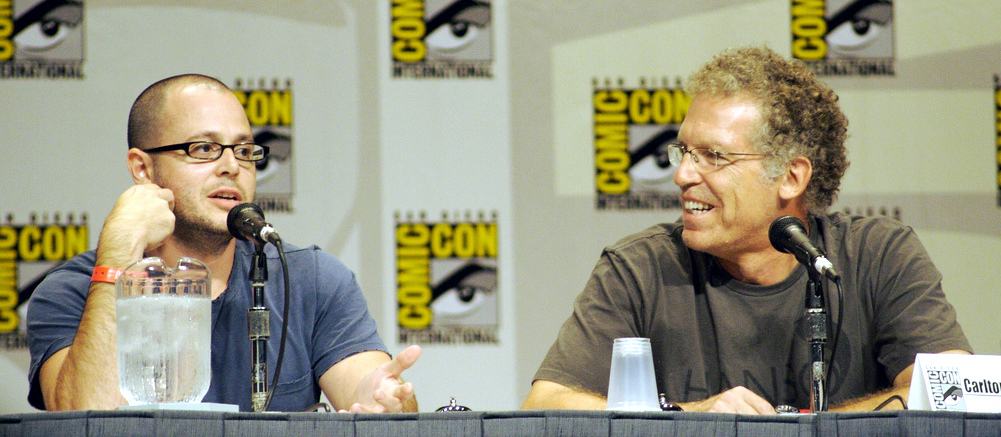
Executive Producers Damon Lindelof und Carlton Cuse bei der Comic-Con 2007

Wie kaum eine andere Serie lebte Lost von der Bindung der Serie an die Fans. Diese wurden nicht nur als passive Zuschauer bzw. Kunden für die Werbeindustrie betrachtet, sondern hatten tatsächlich die Möglichkeit, unmittelbar mit den Produzenten der Serie in Kontakt zu treten und so Einfluss auf die Gestaltung der Serie zu nehmen. Neben diversen inoffiziellen Fanseiten gibt es auch ein offizielles Diskussionsforum auf der Seite des US-Senders ABC sowie das von Produzent J.J. Abrams gesponserte Forum The Fuselage. In Letzterem hatten die Fans die Möglichkeit, direkt mit den Darstellern in Kontakt zu treten, von denen sich zumindest einige tatsächlich die Zeit nahmen, regelmäßig die an sie gerichteten Fragen zu beantworten. Auch Drehbuchkoordinator Gregg Nations beantwortete häufig Verständnisfragen der Fans.
Darüber hinaus wurden auf der Website des Senders ABC kostenlos Podcasts angeboten, in denen zwei Produzenten der Serie, Damon Lindelof und Carlton Cuse, die jeweils aktuelle Episode besprachen, einige Hinweise zur nächsten Episode gaben sowie Fragen der Fans bezüglich der Serie allgemein beantworteten. In einer Sonderausgabe vom September 2007 riefen die beiden sogar bei einigen Fans zuhause an, damit diese ihre Fragen direkt per Telefon stellen konnten.
Einer der Schwerpunkte der Auseinandersetzung vieler Fans mit der Serie bestand in der Entwicklung von Theorien, mit denen die mysteriösen Ereignisse innerhalb der Serie erklärt werden sollten. Diese Theorien konnten kurzfristiger Natur sein, also beispielsweise nur versuchen, einen Teilaspekt zu erklären, oder gleich ein komplexes Theoriegebilde darstellen, das sämtliche Rätsel der Serie unter einen Hut bringen sollte. Auch die Art der Theorien konnte sehr unterschiedlich ausfallen; so versuchten einige Fans, eine (pseudo-)wissenschaftliche Erklärung für alles zu finden, während andere Fans gleich mit metaphysischen Konzepten aufwarteten, die Wurmlöcher, andere Dimensionen, Zeitreisen und ähnliche Konzepte aus dem Bereich der Science-Fiction beinhalteten. Damon Lindelof und Carlton Cuse bezogen in ihren Podcasts und Interviews gelegentlich Stellung zu diesen Theorien, so wurde beispielsweise mehrmals eine seit Beginn der Serie von vielen Fans vertretene Theorie, die Protagonisten der Serie seien tatsächlich beim Absturz des Flugzeugs ums Leben gekommen und die Insel stelle in Wahrheit das Fegefeuer dar, von offizieller Seite entkräftet. Auch eine mögliche Auflösung der Serie als Traum bzw. Hirngespinst einer oder mehrerer der Hauptfiguren (wie beispielsweise im Finale der Serie Chefarzt Dr. Westphall) wurde jahrelang vehement dementiert. Einige der kurzfristigen Theorien stellten sich als zutreffend heraus. Andere Fans schossen dagegen schon mal über das Ziel hinaus und versuchten, selbst offensichtliche Fehler der Produktion noch als Absicht der Produzenten zu deuten. In diesen Fällen wurde oft im Nachhinein von offizieller Seite bestätigt, dass es sich um reine Produktionsfehler gehandelt hatte.
Lost wurde von zahlreichen Fans bis ins kleinste Detail analysiert. Schon wenige Stunden nach Erstausstrahlung einer neuen Episode wurden neben Diskussionen über einzelne Aspekte der Handlung und Dialoge auch Standbilder auf versteckte Hinweise hin untersucht. Das führte bereits dazu, dass die Requisitenabteilung verstärkt darauf achtete, Fehler wie falsche Datumsangaben etc. zu vermeiden.

### Auszeichnungen
| Staffel       | 1  | 2 | 3 | 4 | 5 | 6  |
| ------------- | -- | - | - | - | - | -- |
| Nominierungen | 12 | 9 | 6 | 7 | 5 | 12 |
| Prämierungen  | 6  | 0 | 1 | 1 | 1 | 1  |

Beim wichtigsten Fernsehpreis der Vereinigten Staaten, dem Emmy, war Lost in der ersten Staffel mit zwölf Nominierungen und sechs Prämierungen erfolgreich, wobei die Serie besondere Anerkennung durch den Gewinn in der Kategorie Beste Dramaserie erlangte. Für die zweite Staffel gab es neun Nominierungen ohne Prämierung. Für die dritte Staffel gab es sechs Nominierungen, von denen nur Terry O’Quinn als bester Nebendarsteller einen Preis erhielt. Bei der Primetime-Emmy-Verleihung 2009 ging Lost mit fünf Nominierungen ins Rennen und konnte den Preis einmal gewinnen. Michael Emerson gewann den Preis für den besten Nebendarsteller in einer Dramaserie für die herausragende Darstellung seines Charakters Benjamin Linus. Die sechste und letzte Staffel war für 12 Preise nominiert, darunter auch als Beste Dramaserie, erhielt aber nur einen Preis für den Schnitt.
Für den Golden Globe Award wurde Lost zwischen 2005 und 2010 siebenmal nominiert. Dreimal davon in der Kategorie Beste dramatische Fernsehserie, wobei man den Preis im Jahr 2006 gewinnen konnte. Die vier weiteren Nominierungen erhielten Matthew Fox, Naveen Andrews, Evangeline Lilly und Michael Emerson für ihre Rollen in der Serie.
Bei den Satellite Awards wurde Lost zwischen 2004 und 2007 insgesamt achtmal nominiert, wovon nur Matthew Fox in der Kategorie Bester Darsteller in einer Serie (Drama) die Auszeichnung im Jahr 2004 gewinnen konnte.
Weiterhin gab es 48 Nominierungen für einen Saturn Award, 13 davon konnte Lost gewinnen.
Weitere Auszeichnungen und Nominierungen gab es unter anderem für den WGA Award, Screen Actors Guild Award und Young Artist Award.

### Kritik
2005 werteten Kolumnisten von fünf amerikanische Zeitungen und Zeitschriften, darunter der Boston Globe und USA Today, Lost als beste Fernsehserie des Jahres. Auch in den Listen anderer Publikationen fand sich die Serie beinahe ausnahmslos in den Top Ten wieder.
Kritisiert wurde bereits sehr früh der Mangel an Antworten auf die von der Serie aufgeworfenen Rätsel. Den Drehbuchautoren und Produzenten der Serie wurde häufig vorgeworfen, die Antworten selbst noch nicht zu kennen, sondern diese erst im Nachhinein mit Hilfe immer haarsträubenderer Wendungen zu konstruieren. Der Kolumnist Steven Simunic verwies in diesem Zusammenhang im März 2007 in der US-amerikanischen Zeitung The Daily Californian auf die Serie Akte X – Die unheimlichen Fälle des FBI, die in späteren Staffeln unter ähnlichen Problemen litt. Die zweite Staffel sowie die ersten Folgen der dritten Staffel wurden für eine nur schleppend vorankommende Handlung kritisiert, die viele neue Fragen aufwarf, jedoch wenig Antworten auf ältere Rätsel bot. Die Ankündigung eines festgelegten Endes der Serie nach der sechsten Staffel, die bereits während der dritten Staffel erfolgte, wurde dagegen weitgehend positiv aufgenommen. Bereits die zur selben Zeit ausgestrahlten Folgen der dritten Staffel wurden als Anzeichen dafür angesehen, dass die Produzenten und Autoren mit einem festen Ende vor Augen den Fortgang der Handlung besser planen und voranbringen könnten.
Nach der Ausstrahlung der letzten Folge (The End) wurde kritisiert, dass immer noch einige offene Fragen existieren, nachdem man einen möglichst komplexen Andeutungs- und Anspielungsraum geschaffen habe. Zudem habe man im Finale zu sehr auf religiöse Metaphorik gesetzt, um offene Fragen nicht wissenschaftlich beantworten zu müssen. Bereits in einem Interview mit der britischen Zeitung The Guardian hatte Hauptdarsteller Matthew Fox Anfang 2010 erklärt, dass das Finale viele Fans enttäuschen werde.
In Deutschland wurde vor allem der große zeitliche Abstand zwischen der Erstausstrahlung in den USA und der Ausstrahlung auf ProSieben bzw. kabel eins kritisiert. Darin wird gar ein möglicher Grund für die stetig sinkenden Einschaltquoten vermutet, da sich viele Fans der Serie diese lieber auf illegalem Weg aus dem Internet besorgten, statt auf die Ausstrahlung im deutschsprachigen Fernsehen zu warten. Dies änderte sich mit der sechsten Staffel, deren Folgen jeweils bereits 24 Stunden nach US-Ausstrahlung in der Originalversion mit deutschen Untertiteln legal in Apples Online-Shop iTunes und dem zu T-Online gehörenden Dienst Videoload angeboten wurden. Diese Möglichkeit des sofortigen Erwerbs topaktueller US-Serien stieß im Allgemeinen auf sehr positives Feedback.
Die Lost-Blogger von Spiegel Online fanden das Staffelfinale an sich recht gelungen, kritisierten die Auflösungen ihrer zu Beginn der sechsten Staffel zusammengestellten „10 wichtigsten Serienrätsel“ allerdings in der Mehrzahl der Fälle als eher unbefriedigend.
In der Frankfurter Allgemeinen Zeitung wurde Lost als Beispiel für das „amerikanische Qualitätsfernsehen“ beschrieben. Die Zuschauer würden durch einfaches „Berieseln-lassen“ eher frustriert, stattdessen müsse man aufpassen, um der Handlung folgen zu können. Den Zuschauern würde ein „langfristiges Engagement“ und „erinnerungsstarke Kombinatorik“ abverlangt, was zu einem umfangreichen Zuschauerdiskurs auf Fan-Blogs, Wikis und Internet-Foren führte. Die Serie sei „bislang eines der größten und einfallsreichsten Erzählexperimente des 21. Jahrhunderts“.